# Republica Populară Chineză
China (scris cu caractere chineze tradiționale: 中國; scris cu caractere chineze simplificate: 中国; Pinyin Zhōnghuá Rénmín Gònghéguó ascultăⓘ), denumită oficial Republica Populară Chineză, este un stat independent situat în Asia de Est. Este a doua cea mai populată țară din lume, cu o populație de aproximativ 1.409.000.000 de locuitori. China are un sistem unipartid, condus de către Partidul Comunist Chinez, având sediul guvernamental în orașul-capitală Beijing. Acesta exercită jurisdicție peste 22 de provincii, cinci regiuni autonome, patru municipii de subordonare centrală (Beijing, Tianjin, Shanghai și Chongqing) și două regiuni administrative speciale, având în mare parte un sistem de autoguvernare (Hong Kong și Macao). RPC revendică, de asemenea, Taiwanul, drept a XXIII-a provincie, care este, în prezent, controlată de către o entitate politică separată, Republica Chineză (RC); o revendicare controversată din pricina statutului politic complex din Taiwan.
Acoperind aproximativ 9,6 milioane de km2, China este ca mărime a suprafeței de uscat a doua țară din lume și a III-a / a IV-a țară după suprafața totală, în funcție de metoda de măsurare. Peisajul Chinei este vast și divers, variind de la stepe și deșerturi, precum Gobi și Taklamakan, din nordul arid, la pădurile subtropicale din sudul umed. Lanțuri muntoase precum Himalaya, Karakoram, Pamir și Tian Shan separă China de Sudul și Centrul Asiei. Fluviile Yangtze și Galben, ca lungime al III-lea și al VII-lea din lume, curg dinspre platoul tibetan înspre dens populata coastă de est. Coasta Chinei, de-a lungul Oceanului Pacific, este de 14.500 km lungime și este mărginită de mările Bohai, Galbenă, Chinei de Est și Chinei de Sud.
Istoria Chinei începe din erele civilizației antice – una dintre cele mai vechi din lume – care a înflorit în bazinul fertil al Fluviului Galben, în Câmpia Chinei de Nord. De milenii, sistemul politic al Chinei s-a bazat pe monarhii ereditare, cunoscute sub numele de dinastii, începând cu semimitologica dinastie Xia, din bazinul Fluviului Galben (cca 2000 î.Hr.). De la anul 221 î.Hr., când dinastia Qin a cucerit o serie de mai multe state, pentru a forma un imperiu chinez, țara s-a extins, fărâmițat și reunificat de mai multe ori. Republica Chineză (1912-1949) (RC) a răsturnat ultima dinastie în 1911 și a condus China Continentală până în 1949. După înfrângerea Imperiului Japoniei în Al Doilea Război Mondial, Partidul Comunist condus de Mao Zedong i-a învins pe naționaliștii din partidul Kuomintang, din China Continentală, și a proclamat Republica Populară Chineză, la Beijing la 1 octombrie 1949, în timp ce Kuomintangul condus de Chiang Kai-shek s-a mutat cu guvernul Republicii Chineze într-un semiexil, în actuala capitală a Taiwanului, Taipei.
De la introducerea unor reforme economice în 1978, China a devenit una dintre economiile mari ale lumii, cu cea mai rapidă creștere economică. În 2013 a fost ca mărime a doua economie din lume, atât cu PIB-ul total nominal, cât și cu paritatea puterii de cumpărare (PPC) și este, de asemenea, cel mai mare exportator și importator din lume de bunuri. China este una din țările ce dețin arme nucleare și are cea mai mare armată permanentă, cu al doilea buget din lume - luat după mărime - destinat apărării. RPC este membră a Organizației Națiunilor Unite din anul 1971, când a înlocuit RC în calitate de membru permanent al Consiliului de Securitate al ONU. China este, de asemenea, membră a numeroase organizații multilaterale formale și informale, inclusiv OMC, APEC, BRICS, Organizația pentru Cooperare de la Shanghai, BCIM și G-20. China este prima putere regională din Asia și este considerată o superputere la nivel mondial.

## Etimologie
Cuvântul „China” este derivat din cuvântul persan Cin (scris cu alfabetul arab: چین), care provine de la cuvântul sanscrit Cina (चीन). Este consemnat pentru prima dată în 1516, în jurnalul exploratorului portughez Duarte Barbosa. Jurnalul a fost tradus și publicat în Anglia în 1555. Teoria tradițională, propusă în secolul al XVII-lea de către Martino Martini, este că „Cina” este derivat din „Qin” (秦), regatul vestic al Chinei, în timpul dinastiei Zhou. Cu toate acestea, termenul a fost folosit în scripturile hinduse timpurii, inclusiv în Mahabharata (secolul V î.Hr.) și Legile lui Manu (secolul II î.Hr.).
Numele oficial al prezentei țării este „Republica Populară Chineză” (scris cu caractere chinezești simplificate: 中华人民共和国; scris cu pinyin: Zhōnghuá Rénmín Gònghéguó). Denumirile chineze obișnuite ale țării sunt: Zhongguo (scris cu caractere chinezești tradiționale: 中國; scris cu caractere chinezești simplificate: 中国, de la Zhong: „central” sau „de mijloc” și Guo: „stat” sau „state” – și în timpurile moderne – „națiune”) și Zhonghua (în chineză: 中华), cu toate că numele oficial al statului a fost schimbat de mai multe ori, de către dinastii succesive și guverne moderne. Termenul ZhongGuo a apărut în diverse texte antice, cum ar fi „Textul clasic despre Istorie” din secolul al VI-lea î.Hr., iar în perioada pre-imperială a fost adesea folosit ca un concept cultural pentru a face o distingere față de triburile Huaxia, percepute ca „barbare”. Termenul, care poate fi singular sau plural, făcea referire la grupul de state sau de provincii al Câmpiei Centrale (Chineze), dar până în secolul al XIX-lea nu a fost folosit ca un nume pentru întreaga țară. Chinezii nu au fost singurii care și-au considerat țara ca „centrală”, conceptul fiind întâlnit și la alte civilizații.

## Istorie

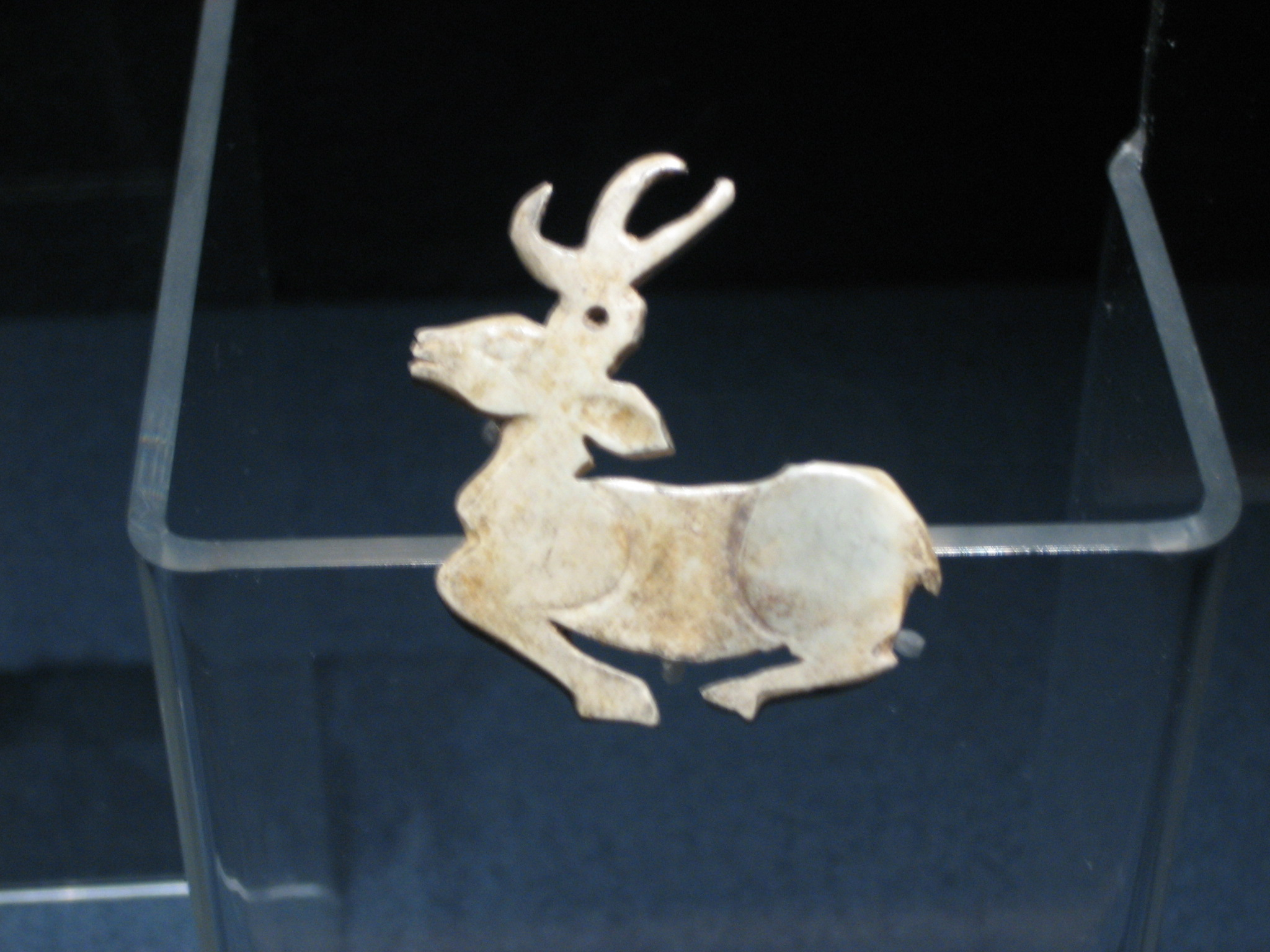
Ornament din jad reprezentând un cerb, datând din timpul Dinastiei Shang (sec XVII-XI î.Hr.)

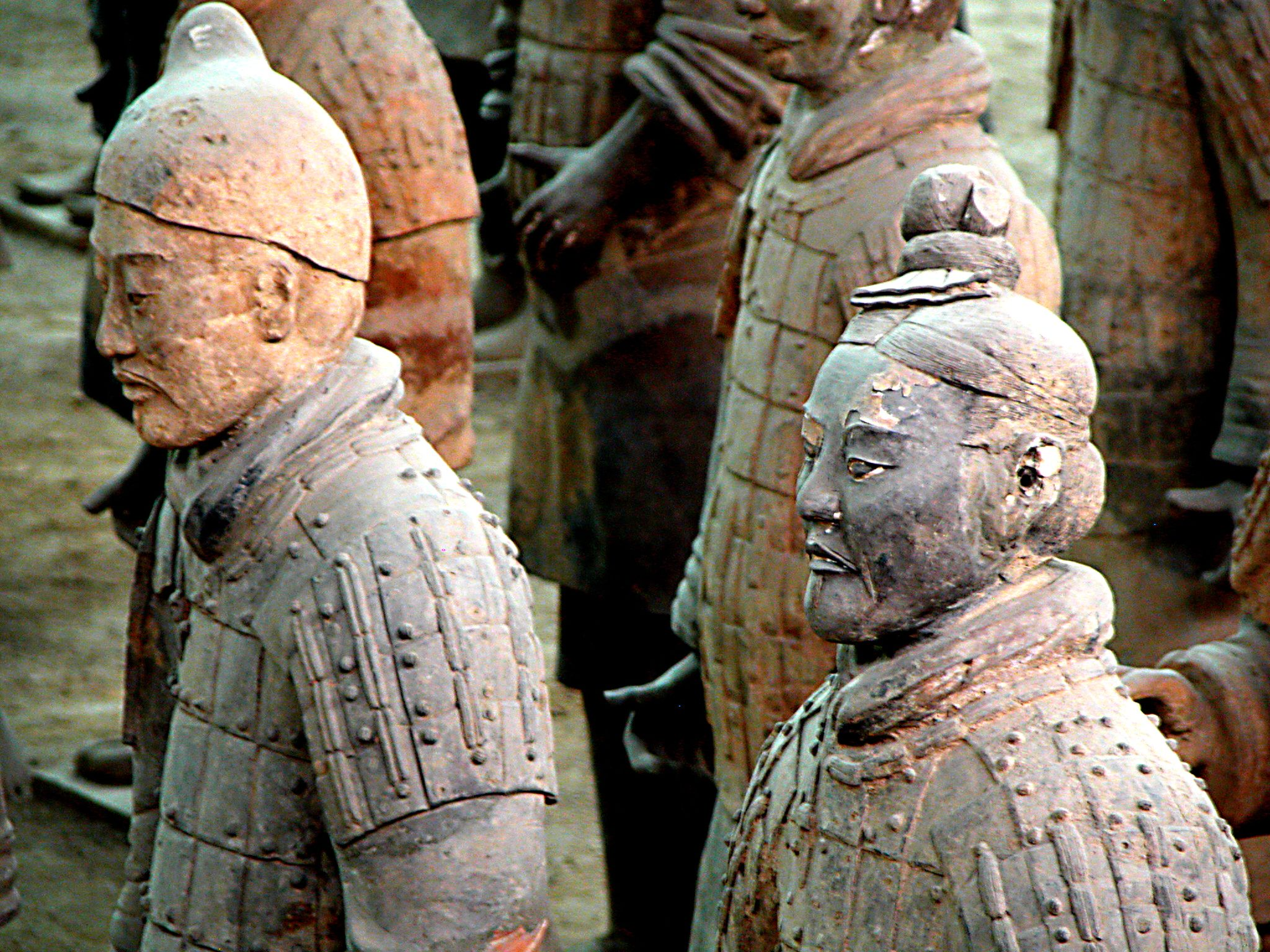
Unii dintre miile de războinici de teracotă, în mărime naturală, ai dinastiei Qin, cca. 210 î.Hr.

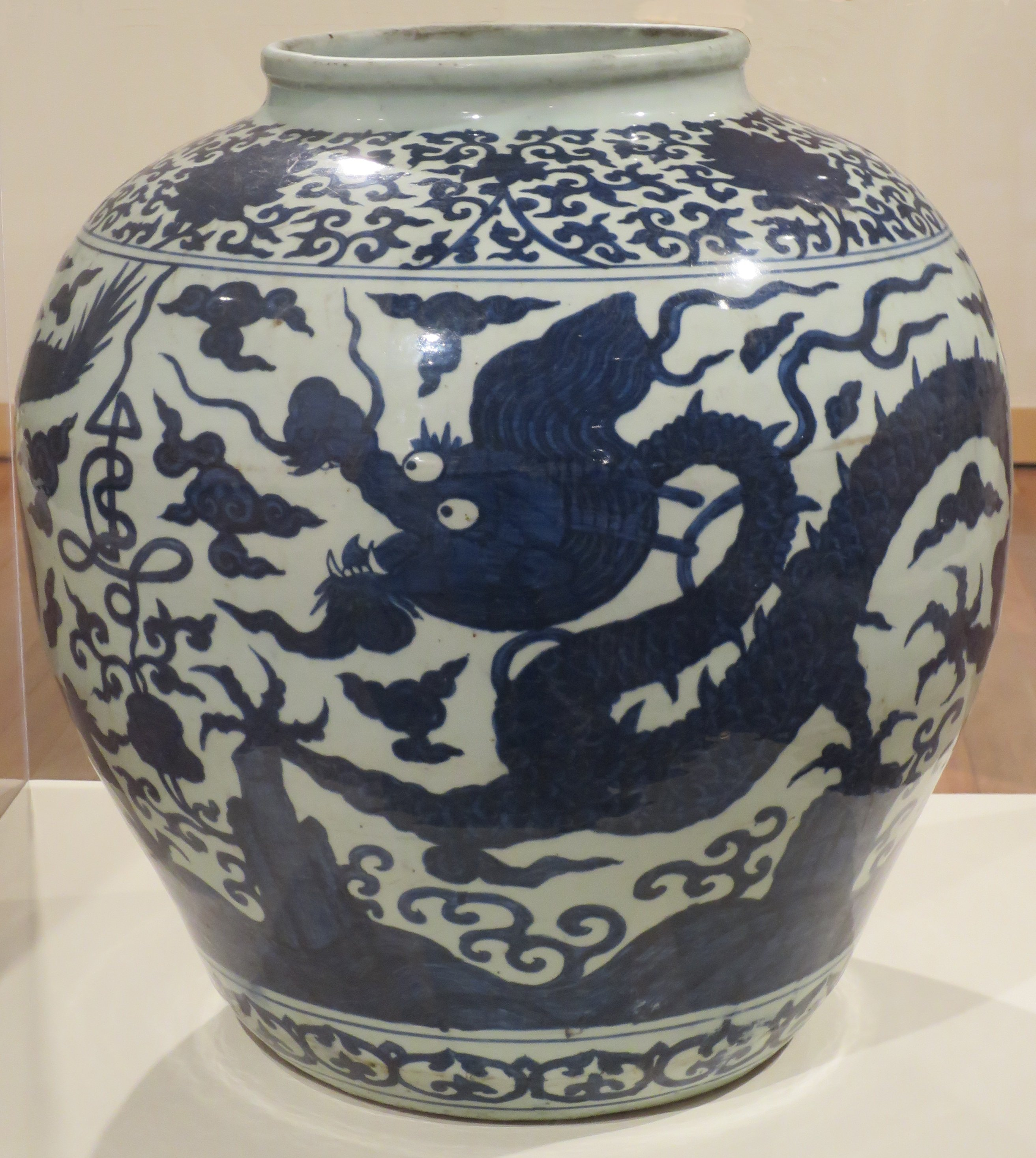
Vas chinezesc de porțelan, ce datează din timpul dinastiei Ming

### Preistorie
Dovezile arheologice sugerează o prezență umană pe teritoriul Chinei încă de acum 250.000 = 2,24 miloane de ani. O peșteră din Zhoukoudian (în apropierea Beijingului de astăzi) prezintă fosile hominide datând din perioada 680.000 - 780.000 î.Hr. Fosilele sunt ale Omului de Pekin, un exemplu de Homo erectus care utiliza focul. Situl Omul de Pekin a dat, de asemenea, resturi de Homo sapiens datând din perioada 18.000-11.000 î.Hr. Unii oameni de știință susțin că o formă de protoscriere a existat în China mai devreme de anul 3000 î.Hr.
Conform traditiei chineze, prima dinastie monarhică a fost Xia, care a apărut în jurul anului 2070 î.Hr. Dinastia a fost considerată mitică de către istorici, până la săpăturile arheologice științifice de la Erlitou, unde au fost găsite rămășițe datând din epoca bronzului, în Henan în 1959. Însă rămâne neclar dacă aceste site-uri sunt rămășițele dinastiei Xia sau unei alte culturi din aceeași perioadă.

### Domnia dinastică timpurie
Prima dinastie din China care a lăsat consemnări istorice, semi-feudala Shang, era poziționată de-a lungul Fluviului Galben, din estul Chinei, din secolul al XVII-lea î.Hr., până în sec XI î.Hr. Inscripțiile divinatorii de pe oase, din timpul dinastiei Shang, reprezintă cea mai veche formă de scriere chineză, găsită până în prezent și este predecesoarea directă a caracterelor chineze moderne. Shang a fost cucerit de către Zhou, care a domnit între secolele XII si V î.Hr., până când autoritatea centralizată a fost, încetul cu încetul, erodată de către lideri militari feudali. Au apărut, astfel, mai multe state beligerante independente, datorită slăbirii autorității statului Zhou, intrându-se în perioada de 300 de ani a Primăverilor și Toamnelor, întreruptă doar ocazional de către regele Zhoului. Până în Perioada Statelor Combatante, din secolele V-III î.Hr., mai rămăseseră doar șapte state suverane puternice, pe teritoriul Chinei de azi, fiecare stat având propriul său rege, ministere și armată.

### China Imperială
Perioada Statelor Combatante s-a încheiat în 221 î.Hr., după ce statul Qin a cucerit celelalte șase regate și a fondat primul stat chinez unificat. Regele Zheng al statului Qin s-a autoproclamat „Primul Împărat” (始 皇帝) Shi Huang, procedând apoi la impunerea de reforme în întreaga Chină, în special standardizarea forțată a limbii chineze, standardizarea unităților de măsură, a lungimii axului carului și standardizarea monetară. Dinastia Qin a durat doar cincisprezece ani, prăbușindu-se la scurt timp după moartea lui Qin Shi Huang, întrucât politicile sale legaliste și autoritare, dure, au dus la rebeliuni pe scară largă.

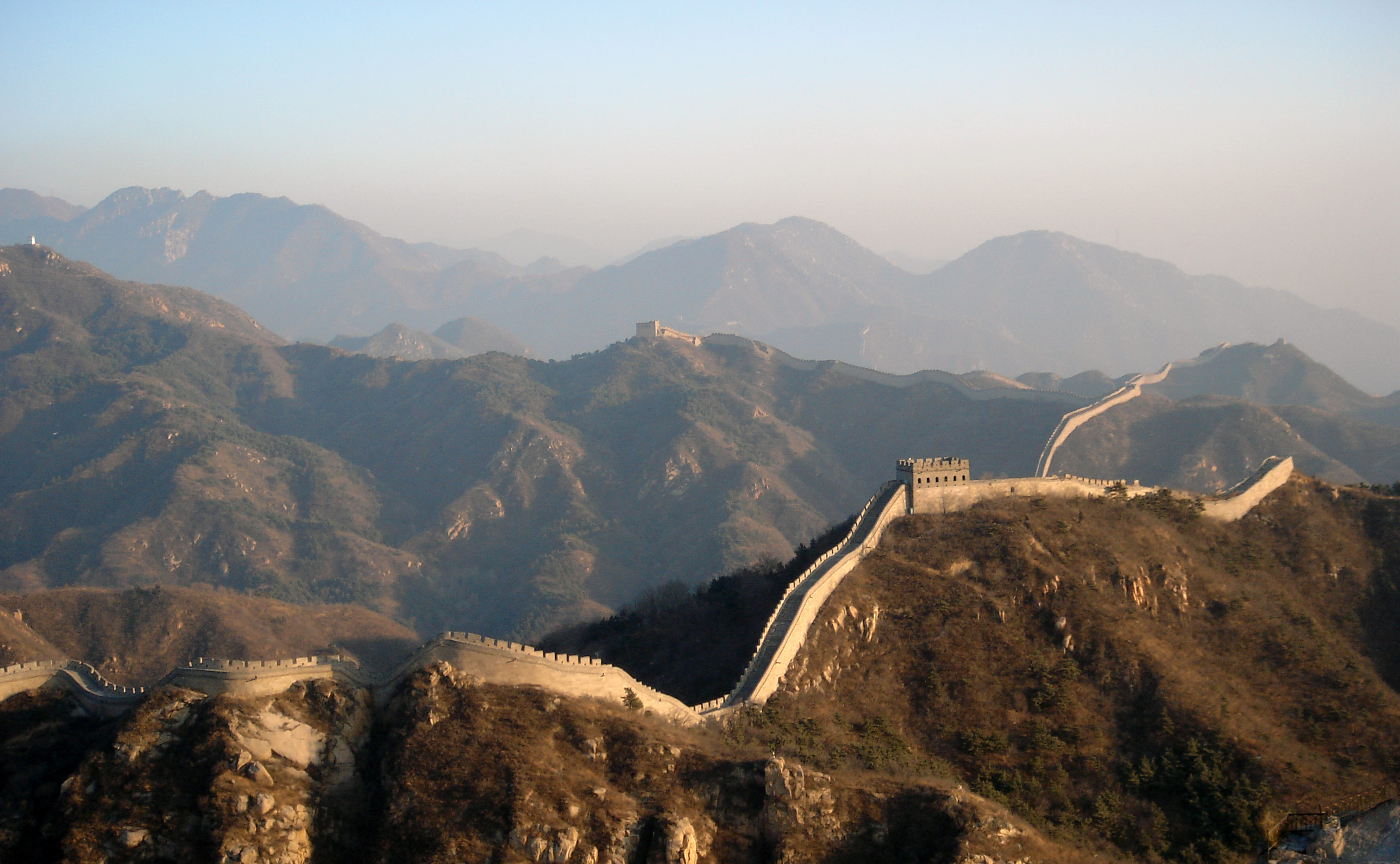
Marele Zid Chinezesc a fost construit de către mai multe dinastii, într-un răstimp de peste două mii de ani, pentru a proteja regiunile agricole sedentare din interiorul Chinei, de incursiunile păstorilor nomazi din stepele nordice

Ulterioara dinastie Han a condus China între 206 î.Hr. și 220 dHr, creând o identitate culturală durabilă, care s-a păstrat până în prezent în rândul populației chineze. Dinastia Han a extins considerabil teritoriul imperiului datorită campaniilor militare inițiate, ajungând până în Peninsula Coreeană, Vietnam, Mongolia și Asia Centrală și, de asemenea, a contribuit la crearea Drumului Mătăsii din Asia Centrală. Han China a devenit, treptat, cea mai mare economie a lumii antice. Dinastia a adoptat confucianismul, o filozofie dezvoltată în Perioada Primăverilor și Toamnelor, ca ideologie oficială de stat. În ciuda abandonului oficial al Legalismului, ideologia oficială a dinastiei Qin, instituțiile și politicile legaliste au rămas și au stat la baza guvernării Han.
După prăbușirea dinastiei Han a urmat o perioadă de dezbinare, cunoscută sub numele de Perioada celor Trei Regate.
În anul 581 d.Hr, China a fost reunificată sub dinastia Sui. Cu toate acestea, dinastia s-a prăbușit timpuriu, la aceasta contribuind și înfrângerea sa din timpul războiului Goguryeo-Sui (598-614).
Sub următoarele dinastii, Tang și Song, tehnologia și cultura chineză au intrat într-o epocă de aur. Rebeliunea An Shi din secolul al VIII-lea a devastat țara și a șubrezit dinastia. Dinastia Song a fost primul guvern din istoria lumii care a emis bani de hârtie și primul sistem politic din China care a fondat o flotă navală permanentă. Între secolele X și XI, populația Chinei s-a dublat, ajungând la aproximativ 100 milioane de oameni, în mare parte ca urmare a extinderii cultivării orezului în centrul și sudul imperiului și a producției excedente de alimente. În timpul dinastiei Song a avut loc, de asemenea, o înflorire a filozofiei și artei. Pictura peisagistică și de portret au fost duse la noi nivele de maturitate și de complexitate. Elitele sociale se adunau pentru a admira operele artistice, să-și împărtășească propriile creații și să comercializeze opere de artă prețioase. Dinastia Song a facilitat o revigorare a confucianismului, ca răspuns la creșterea în importanță a budismului, din perioada Tang.

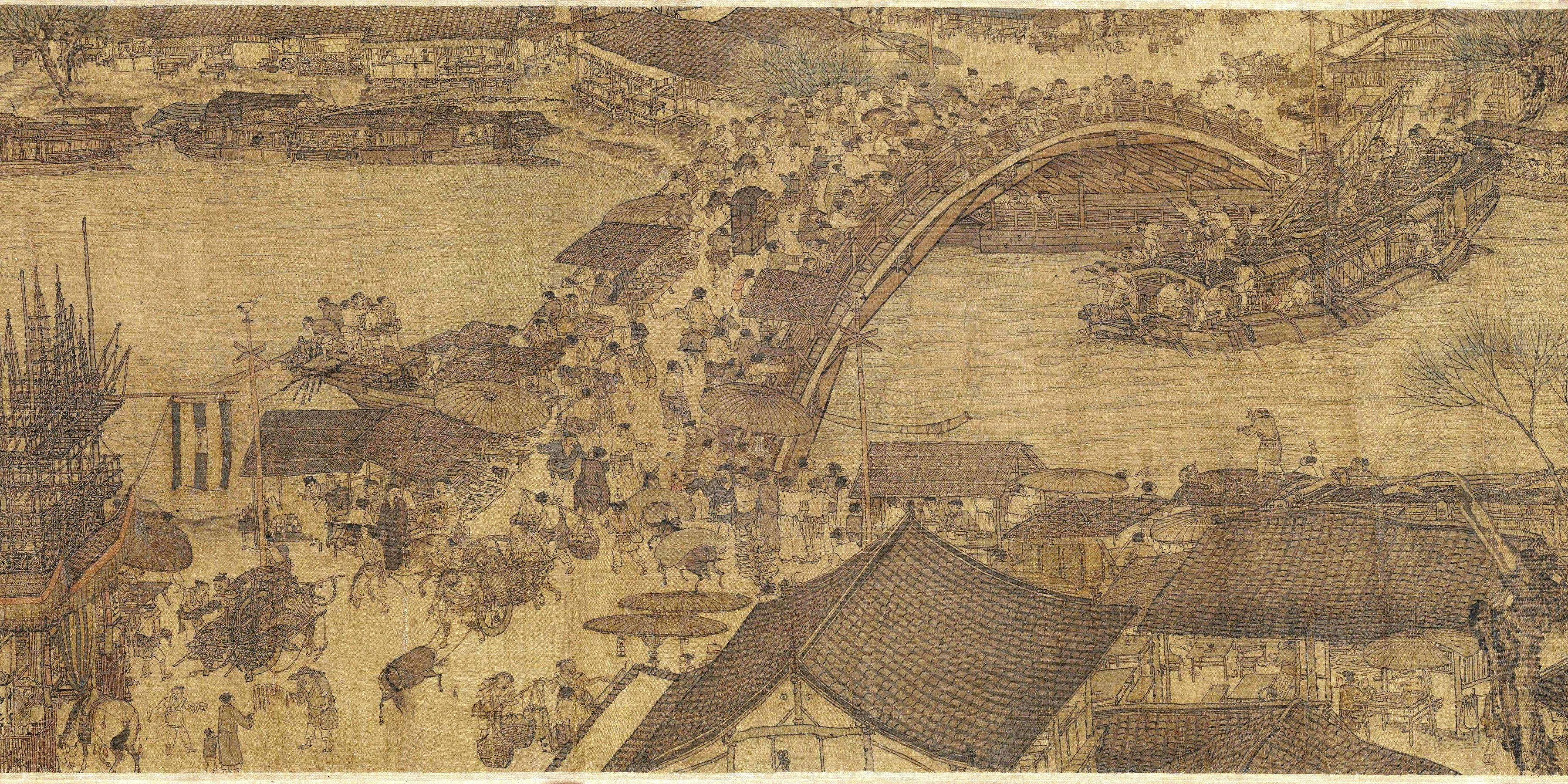
Detaliu din pictura „De-a lungul râului în timpul Festivalului Qingming”, din secolul XII, reprezentând viața de zi cu zi în orașul capitală al dinastiei Song, Bianjing (modernul Kaifeng)

În secolul al XIII-lea, China a fost cucerită, treptat, de către Imperiul Mongol. În 1271, liderul mongol Kublai Khan fondează dinastia Yuan. Aceasta a cucerit ultimul bastion al dinastiei Song în 1279. Înainte de invazia mongolă, populația Songului era de 120 de milioane de cetățeni, reducându-se la 60 de milioane, până la recensământul din 1300.
Un țăran pe nume Zhu Yuanzhang a răsturnat dinastia Yuan în 1368 și a fondat dinastia Ming. Sub dinastia Ming, China s-a bucurat de o altă epocă de aur, dezvoltându-se una dintre cele mai puternice marine din lume, beneficiind de o economie bogată și prosperă în mijlocul unei înfloriri a artei și a culturii. Aceasta a fost perioada când Zheng He a condus explorări maritime, ajungând tocmai până în Africa. În primii ani ai dinastiei Ming, capitala Chinei a fost mutată de la Nanjing la Beijing. În timpul dinastiei Ming, filosofi, cum ar fi Wang Yangming, au analizat și extins neo-confucianismul, formulând conceptele de individualism și moralitate înnăscută.
În 1644, Beijingul a fost capturat de către o coaliție de forțe rebele, conduse de Li Zicheng, un funcționar minor Ming, care a condus o revoltă țărănească. Ultimul împărat Ming, Chongzhen, s-a sinucis atunci când orașul a căzut. Dinastia manciuriană Qing, aflată în alianță cu generalul dinastiei Ming, Wu Sangui, a răsturnat dinastia de scurtă durată, Shun, fondată de către Li, procedând, ulterior, la preluarea controlului politic de la Beijing, oraș ce a devenit noua capitală a dinastiei Qing.

### Sfârșitul domniei dinastice

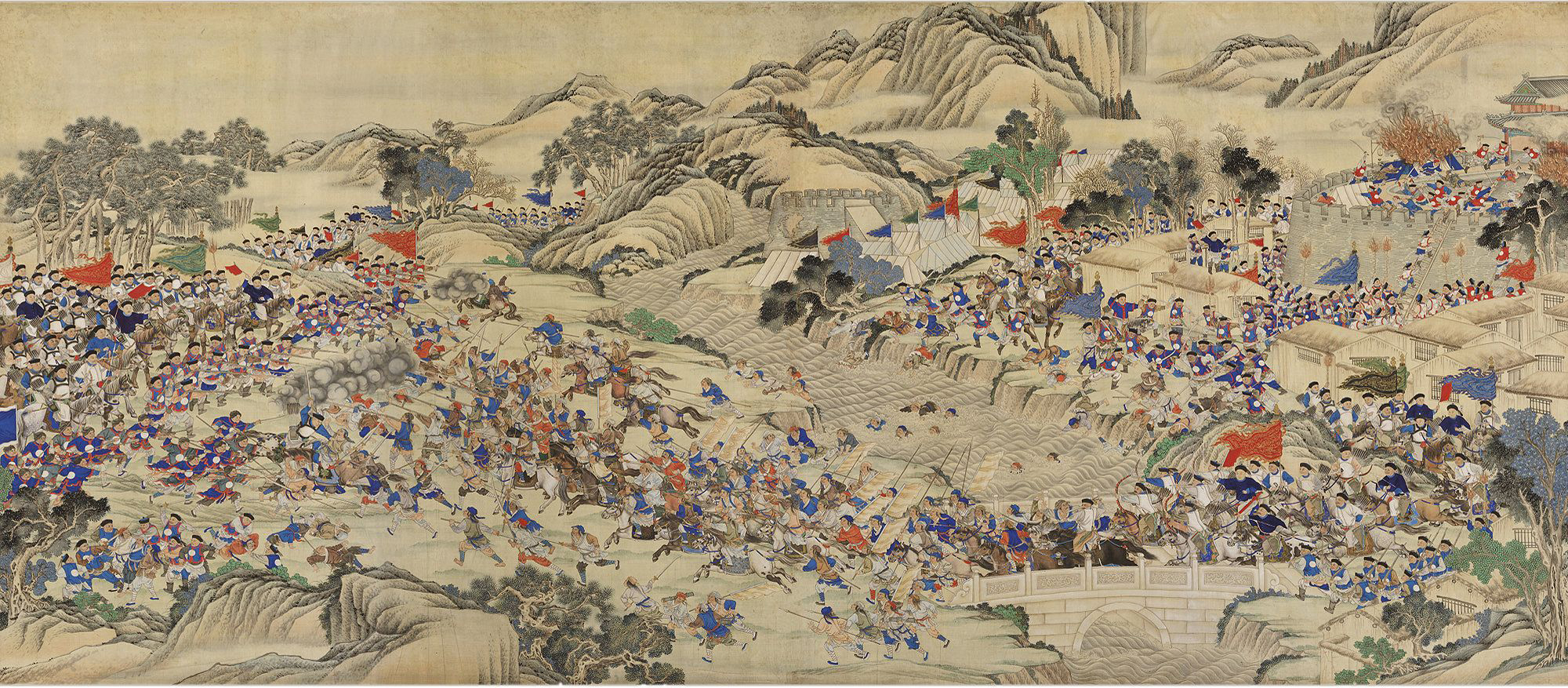
O pictură de secol XIX înfățișând Rebeliunea Taiping (1850–1864)

Dinastia Qing, care a durat din 1644 până în 1912, a fost ultima dinastie imperială a Chinei. În secolul al XIX-lea dinastia Qing a experimentat imperialismul occidental, în urma a două războaie ale opiului (1839-1842 și 1856-1860), cu Imperiul Britanic. China a fost forțată să semneze tratate inegale, să plătească despăgubiri de război, să permită extrateritorialitate pentru străini și să cedeze Hong Kongul britanicilor. Primul Război Sino-Japonez (1894-1895) a dus la pierderea influenței dinastiei în Peninsula Coreeană, precum și cedarea Taiwanului, Japoniei.
Dinastia Qing a început, de asemenea, să se confrunte cu tulburări interne, în care au murit milioane de oameni. Între anii 1850 și 1860, eșuata Rebeliune Taiping a devastat sudul Chinei. Alte revolte majore au mai fost: Războaiele Clanurilor Punti – Hakka (1855-1867), Rebeliunea Nien (1851-1868), Rebeliunea Miao (1854-1873), Rebeliunea Panthay (1856-1873) și revolta Dungan (1862-1877).
În secolul al XIX-lea a început marele val de emigrări al chinezilor. Pierderilor cauzate de emigrare li s-au adăugat conflictele armate, dar și catastrofele naturale, cum ar fi Foametea din China de Nord dintre 1876-1879, în care au murit între 9 și 13 milioane de oameni. Împăratul Guangxu a elaborat în 1898 un plan de reforme, pentru a stabili o monarhie constituțională modernă, dar a fost împiedicat de Împărăteasa Văduvă Cixi, printr-o lovitură de stat. Rebeliunea anti-occidentală a Boxerilor (1899-1901) a slăbit și mai mult dinastia Qing. Revoluția Xinhai din 1911-1912 a pus capăt dinastiei Qing și a stabilit Republica Chineză.

### Republica Chineză (1912-1949)

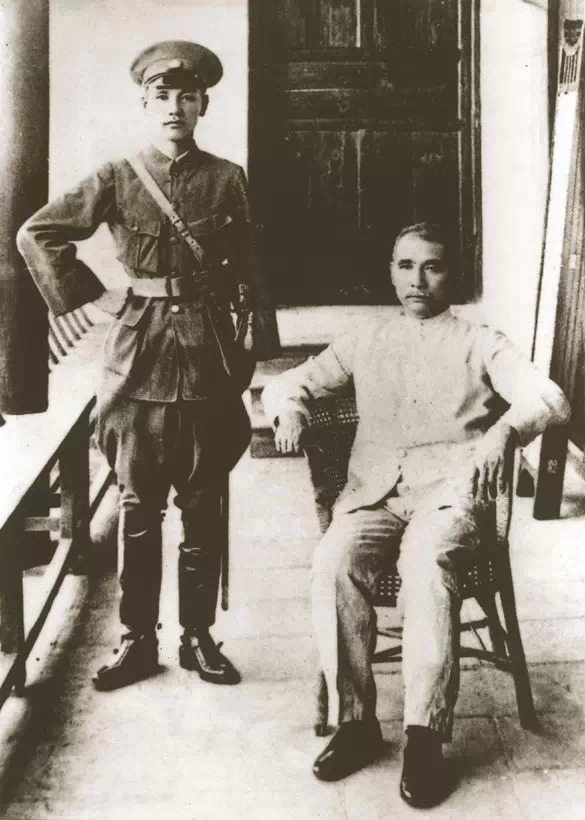
Sun Yat-sen, părintele fondator al Chinei moderne (așezat, în dreapta) și Chiang Kai-shek, ulterior, președinte al Republicii Chineze

La 1 ianuarie 1912 a fost înființată Republica Chineză, iar Sun Yat-sen, liderul partidului Kuomintang (KMT sau Partidului Naționalist), a fost proclamat președinte provizoriu. Cu toate acestea, președinția i-a fost cedată ulterior lui Yuan Shikai, un fost general Qing, care, în 1915, s-a auto-proclamat împărat al Chinei. În fața condamnării populare și a opoziției din propria sa armată, Beiyang, Yuan a fost forțat să abdice și să restabilească republica.
După moartea lui Yuan Shikai, în 1916, China a devenit fragmentată politic. Guvernul de la Beijing era recunoscut pe plan internațional, dar practic lipsit de putere, întrucât de la sfârșitul anilor ’20, liderii militari regionali controlau cea mai mare parte a teritoriului republicii. Spre sfârșitul anilor ’20, Kuomintangul, condus de către Chiang Kai-shek, a fost capabil să reunifice țara, sub controlul său, cu o serie de manevre militare și politici abile, cunoscute colectiv sub denumirea de „Expediția Nordică”. Kuomintangul a mutat capitala națiunii la Nanjing și a pus în aplicare „tutelajul politic”, un stadiu intermediar de dezvoltare politică prezentat în Doctrina San-min a lui Sun Yat-Sen, un plan pentru transformarea Chinei într-un stat democratic modern. Divizarea politică din China a făcut anevoioasă lupta lui Chiang cu liderii comuniști, împotriva cărora Kuomintangul era în război încă din 1927, în cadrul Războiului Civil din China. Acest război a continuat cu succese pentru Kuomintang, mai ales după ce comuniștii s-au retras în Marșul cel Lung, însă numai până la agresiunea japoneză din 1936, incidentul Xi'an forțând armata lui Chiang să înfrunte Imperiul Japonez.
Al Doilea Război Chino-Japonez (1937-1945), un teatru al celui de-al Doilea Război Mondial, a forțat o alianță incomodă între Kuomintang și comuniști. Forțele japoneze au comis numeroase atrocități de război împotriva populației civile; în total pierzându-și viața mai mult de 20 de milioane de civili chinezi. Surse chineze afirmă că totalul pierderilor umane – militari și civili, morți, răniți și dispăruți – se ridică la 35 de milioane de oameni, între 1931-1945. Se estimează că aproximativ 200.000 de chinezi au fost masacrați în orașul Nanjing, numai în timpul ocupației japoneze. Japonia a capitulat necondiționat în 1945. Taiwanul, inclusiv arhipelagul Pescadores, a fost pus sub controlul administrativ al Republicii Chineze. China a ieșit (tehnic) victorioasă, dar devastată de război și ruinată financiar. Neîncrederea continuă dintre Kuomintang și comuniști a dus la reizbucnirea războiului civil. În 1947 a fost stabilită o conducere constituțională, dar din cauza tulburărilor politice continue, multe prevederi ale constituției RC nu au fost niciodată puse în aplicare în China Continentală.

### Republica Populară Chineză (1949 - prezent)

Soldat în piața Tian Anmen

Luptele majore ale Războiului Civil Chinez s-au încheiat în 1949, odată ce Partidul Comunist controla cea mai mare parte a Chinei continentale și retragerea Kuomintangului în largul mării, reducând astfel teritoriul RC numai la Taiwan, Hainan și micile insule din jurul lor. La data de 1 octombrie 1949, președintele Partidului Comunist, Mao Zedong, a proclamat crearea Republicii Populare Chineze. În 1950, Armata Populară de Eliberare a reusit să captureze Hainanul de la Naționaliști și să ocupe Tibetul. Cu toate acestea, restul forțelor naționaliste au continuat insurecțiile în vestul Chinei, de-a lungul anilor ’50.
Mao a încurajat creșterea populației, iar sub conducerea sa populația Chinei aproape s-a dublat, de la aproximativ 550 de milioane la peste 900 milioane de locuitori. Cu toate acestea, Marele Salt Înainte al lui Mao, un proiect de reformă economică și socială pe scară largă, a dus la un număr estimat de 45 de milioane de decese între 1958 și 1961, în cea mai mare parte din cauza foametei. Între 1 și 2 milioane de moșieri au fost executați fiind stigmatizați drept „contrarevoluționari” În 1966, Mao și aliații săi au lansat Revolutia Culturală, ceea ce a adus o perioadă de incriminare politică și revolte sociale, care a durat până la moartea lui Mao, în 1976. În octombrie 1971, Republica Populară Chineză a înlocuit Republica China în cadrul Organizației Națiunilor Unite și a luat locul acesteia în calitate de membru permanent al Consiliului de Securitate ONU.
După moartea lui Mao în 1976 și arestarea facțiunii cunoscute sub numele de Grupul celor Patru, care a fost învinuit pentru excesele Revoluției Culturale, Deng Xiaoping a preluat puterea și a condus țara spre reforme economice importante. Partidul Comunist a slăbit, ulterior, controlul guvernamental asupra vieții personale a cetățenilor și comunele au fost desființate, în favoarea arendării pământurilor țăranilor. Această turnură a evenimentelor a marcat trecerea Chinei de la o economie planificată la o economie mixtă, cu un mediu de piață tot mai deschis. China a adoptat constituția actuală la 4 decembrie 1982. În 1989, reprimarea violentă a protestelor studențești din Piața Tiananmen a adus condamnare internațională și sancțiuni împotriva guvernului chinez.

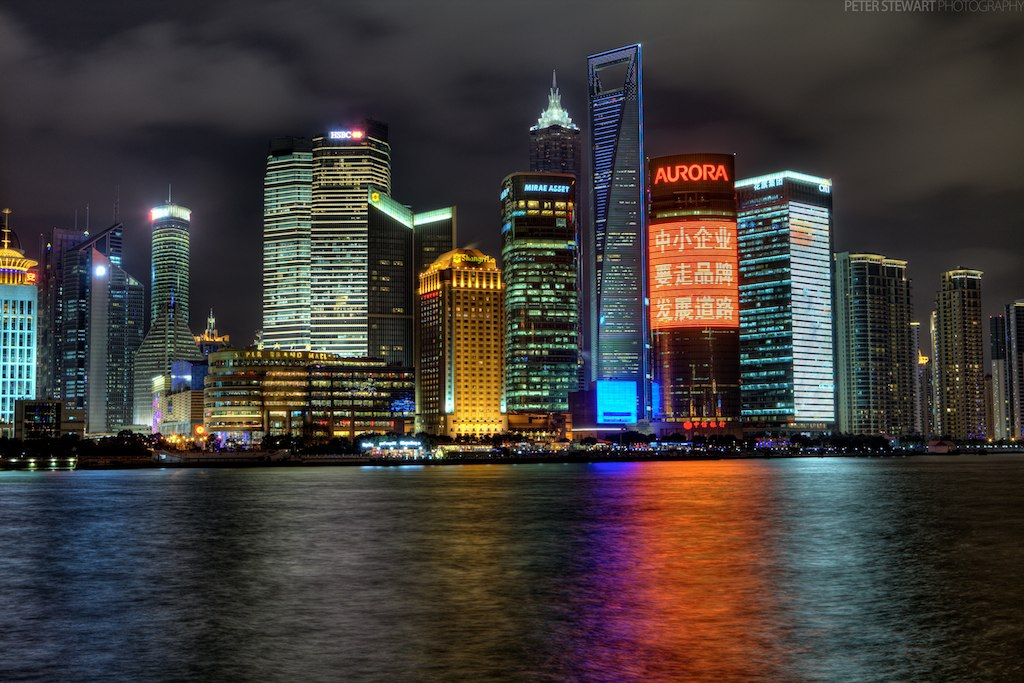
Panorama urbană a orașului Shanghai

Președintele Jiang Zemin și premierul Zhu Rongji au condus națiunea în anii 1990. Sub administrația lor, performanța economică a Chinei a scos un număr estimat de 150 de milioane de țărani din sărăcie și a susținut o rată medie anuală de creștere a produsului intern brut de 11,2%. Țara a aderat în mod oficial la Organizația Mondială a Comerțului în 2001, menținându-și rata mare de creștere economică și sub președinția lui Hu Jintao, în anii 2000. Cu toate acestea, creșterea rapidă a avut un impact sever asupra resurselor țării și a mediului, și a provocat majore migrări omenești. Nivelul de trai a continuat să se îmbunătățească, în ciuda recesiunii de la sfârșitul anilor 2000, dar controlul politic centralizat rămâne strâns.
Pregătirile pentru schimbările de putere, preconizate pentru anul 2012, au fost marcate de dispute facționale și scandaluri politice. La al XVIII-lea Congres Național al Partidului Comunist din China, din noiembrie 2012, Hu Jintao și Wen Jiabao au fost înlocuiți, în calitate de președinte și premier, de Xi Jinping și Li Keqiang, aceștia doi preluând oficial mandatul în 2013. Sub conducerea lui Xi, guvernul chinez a inițiat eforturi pe scară largă pentru a reforma economia, care a avut de suferit din cauza instabilității structurale și creșterii încetinite. Administrația Xi a anunțat, de asemenea, reforme majore ale politicii „unicului copil” și ale sistemului penitenciarelor.

## Geografie

### Geografie politică
Republica Populară Chineză este a doua țară ca mărime din lume, după suprafața uscată, în urma Rusiei și este, a treia, sau a patra, cea mai mare ca suprafață totală după Rusia, Canada și, în funcție de modul de calcul, Statele Unite ale Americii. În general, suprafața totală a Chinei este considerată ca fiind de aproximativ 9.600.000 km2. Cifrele variază de la 9.572.900 km2, conform Enciclopediei Britannica, 9.596.961 km2, conform Anuarului Demografic al ONU, la 9.596.961 km2, conform CIA World Factbook. China are cea mai lungă frontieră terestră din lume, de 22.117 km, de la vărsarea în mare a râului Yalu, până la Golful Tonkin. China se învecinează cu 14 națiuni, mai mult decât orice altă țară, cu excepția Rusiei, care se învecinează tot cu 14 state. China se extinde în mare parte din Asia de Est, învecinându-se cu Vietnam, Laos, Birmania în Asia de Sud-Est; cu India, Bhutan, Nepal și Pakistan în Asia de Sud ; cu Afganistan, Tadjikistan, Kârgâzstan și Kazahstan în Asia Centrală; cu Rusia, Mongolia, Coreea de Nord în Asia de Nord și Nord-est. În plus, China împarte granițele maritime cu Coreea de Sud, Japonia, Vietnam, Filipine și Taiwan. 

### Peisajul și clima
Teritoriul Chinei se află între latitudinile 18° și 54°N și între longitudinile 73° și 135°E. Peisajele Chinei variază semnificativ de-a lungul vastului teritoriu. În est, de-a lungul țărmurilor Mării Galbene și Mării Chinei de Est sunt extinse și dens populate câmpii aluvionare, în timp ce pe marginile platoului Mongoliei Interioare, în nord, predomină pajiștile largi. Sudul Chinei este dominat de dealuri și lanțuri muntoase joase, în timp ce partea central-estică găzduiește deltele a două mari fluvii din China, Galben și Yangtze. Alte ape importante includ Xi, Mekong, Brahmaputra și Amur. La vest se află lanțuri muntoase importante, mai ales Himalaya. Platourile înalte prezintă peisaje aride în nord, cum ar fi deșerturile Taklamakan și Gobi. Cel mai înalt punct din lume, Muntele Everest (8848 m), se află la granița chino - nepaleză. Cel mai de jos punct al țării, și al treilea din lume, este fundul lacului uscat (playa) Ayding (-154 m), în Depresiunea Turpan.
Clima Chinei este dominată, în principal, de sezoane uscate și musoni umezi, care duc la diferențe pronunțate de temperatură între iarnă și vară. În timpul iernii, vânturile nordice, care provin dinspre latitudini mai înalte, sunt reci și uscate; în timpul verii, vânturile dinspre sud, din zonele de coastă ale latitudinilor mai joase, sunt calde și umede Clima Chinei diferă de la o regiune la alta, din cauza teritoriului vast și a topografiei complexe. O problemă majoră de mediu în China este extinderea continuă a deșerturile sale, în special a deșertului Gobi. Cu toate că liniile–barieră de arbori plantați în 1970 au redus frecvența furtunilor de nisip, seceta prelungită și practicile agricole greșite au dus la apariția de furtuni de praf, ce afectează nordul Chinei, în fiecare primăvară, extinzându-se apoi și înspre alte părți ale Asiei de Est, inclusiv în Coreea și Japonia. Conform Ministerului de Protecție al Mediului din China, SEPA, China pierde 4,000 km² pe an din cauza deșertificării. Calitatea apei, eroziunea și controlul poluării au devenit probleme importante în relațiile Chinei cu alte țări. Topirea ghețarilor din Himalaya ar putea conduce la penuria apei pentru sute de milioane de oameni.

### Biodiversitate

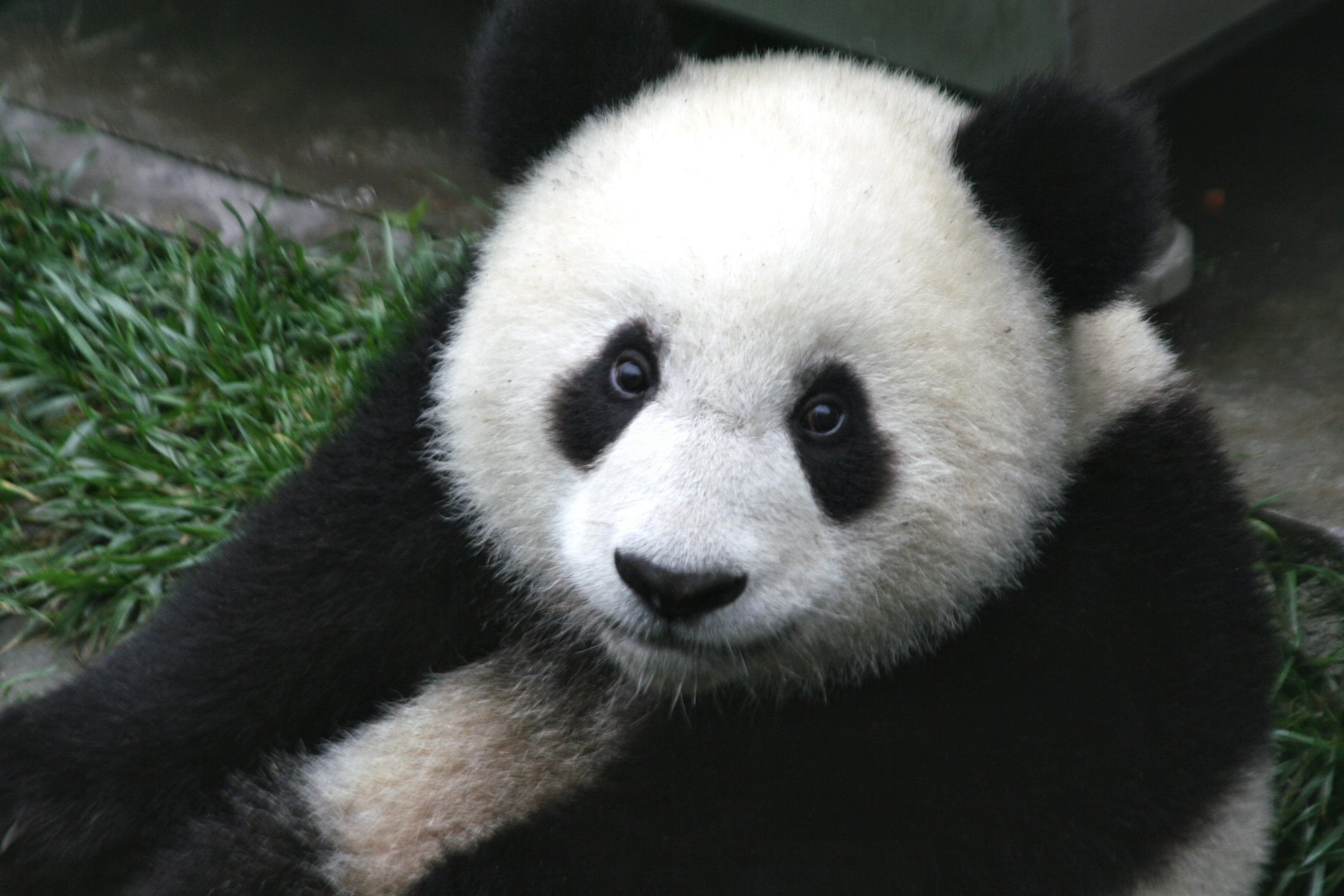
Un urs panda; cea mai faimoasă specie endemică și pe cale de dispariție din China, Rezervația Naturală Națională Wolong, în Sichuan

China este una dintre cele 17 țări megadiverse, fiind situată în două din zonele ecologice majore ale lumii: Palearcticul și Indomalaya. După o estimare, China are peste 34.687 de specii de animale și plante vasculare, ceea ce o face a treia cea mai biodiversificată din lume, după Brazilia și Columbia. Țara a semnat Convenția de la Rio de Janeiro privind diversitatea biologică, la 11 iunie 1992, și a devenit parte a Convenției de la data de 5 ianuarie 1993. Mai târziu s-a elaborat o Strategie Națională Privind Biodiversitatea și un Plan de Acțiuni, cu o revizuire, care au fost acceptate de către Convenție la 21 septembrie 2010.
China este casa a cel puțin 551 de specii de mamifere (ocupând locul 3 în lume); 1221 de specii de păsări (locul opt pe Terra); 424 de specii de reptile (locul 7) și 333 de specii de amfibieni (locul 7 pe glob). China este țara din afara tropicelor cu cea mai mare biodiversitate. Fauna sălbatică a Chinei își împarte habitatul și suportă presiunea acută a celei mai mari populații de homo sapiens din lume. Cel puțin 840 de specii de animale sunt amenințate, vulnerabile sau în pericol de dispariție, la nivel local în China, în principal din cauza activităților antropice, cum ar fi distrugerea habitatelor, poluarea și vânatul pentru hrană, blană și ingrediente pentru medicina tradițională chineză. Fauna sălbatică pe cale de dispariție este protejată prin lege și din 2005 țara are peste 2349 rezervații naturale, care acoperă o suprafață totală de 149.95 milioane de hectare, 15% din suprafața totală a Chinei.
China are peste 32.000 de specii de plante vasculare, și este casa la o varietate de tipuri de păduri. Pădurile de conifere reci predomină în partea de nord a țării, susținând specii de animale, cum ar fi elanul, ursul tibetan, împreună cu peste 120 de specii de păsări. Pădurile mai puțin înalte de conifere umede pot conține desișuri de bambus. La altitudini montane mai înalte se întâlnesc ienupărul și tisa, bambusul fiind înlocuit de rhododendron. Pădurile subtropicale, care predomină în centrul și sudul Chinei, susțin mai mult de 146.000 de specii de floră. Pădurile umede tropicale și sezoniere, deși limitate la Yunnan și insula Hainan, conțin un sfert din toate speciile de animale și plante găsite în China. China are consemnate peste 10.000 de specii de ciuperci, și din acestea, aproape 6.000, aparțin subregnului dikarya.

### Aspecte de mediu

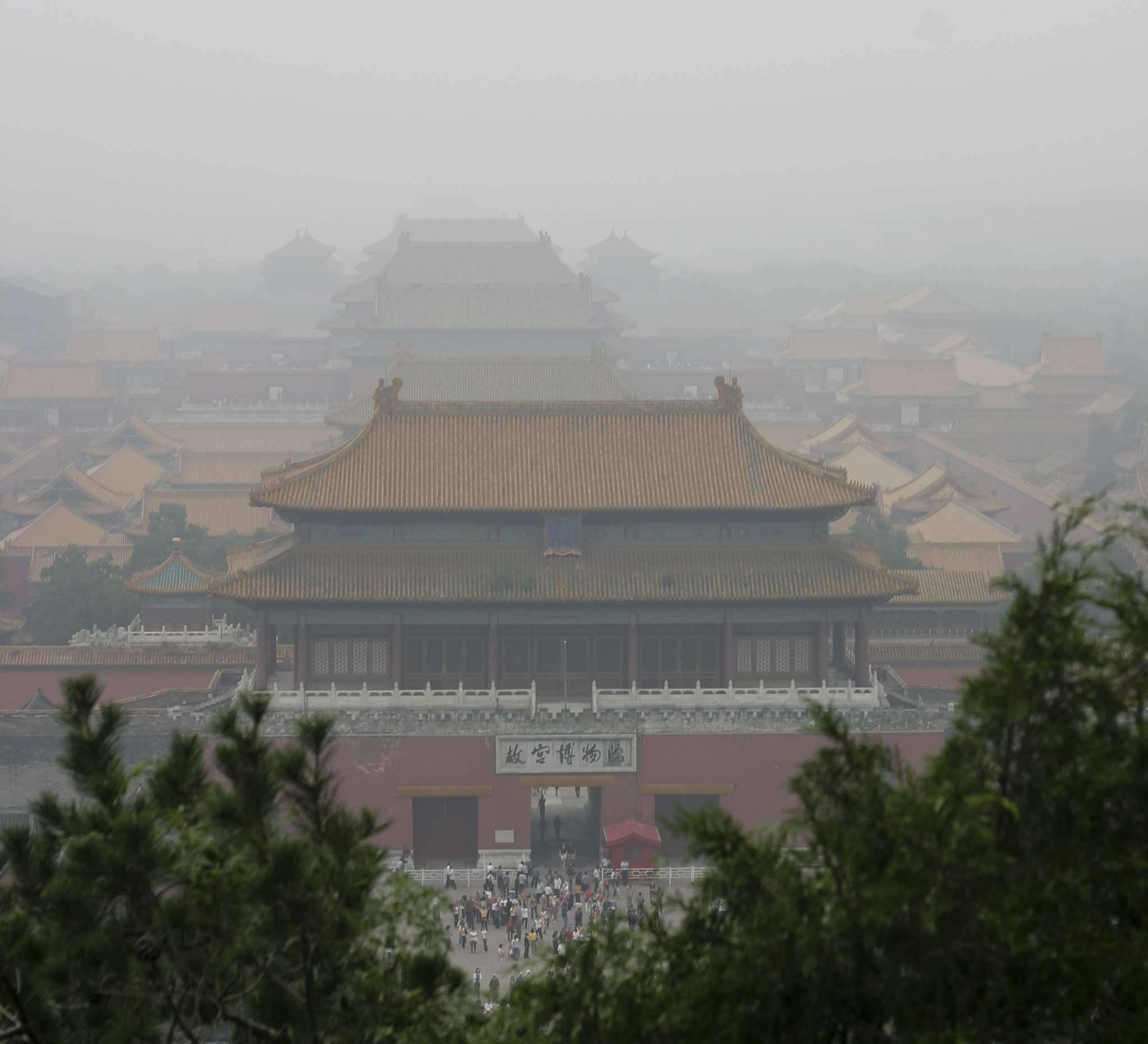
Smog deasupra Orasului Interzis din Beijing. Poluarea aerului este una dintre problemele de mediu care afectează orașele.

În ultimele decenii China a avut de suferit din cauza poluării și a deteriorării grave a mediului. În timp ce reglementări, cum ar fi Legea de Protecție a Mediului din 1979, sunt destul de stricte, sunt însă prost aplicate, întrucât sunt adesea ignorate de către comunitățile locale și oficialii guvernamentali, în favoarea dezvoltării economice rapide. Poluarea urbană a aerului este o gravă problemă de sănătate în țară, Banca Mondială estimând, în 2013, că 16 din 20 cele mai poluate orașe ale lumii, sunt situate în China.
China este cel mai mare emițător din lume de dioxid de carbon. Țara are, de asemenea, probleme legate de apa potabilă. Aproximativ 298 milioane de chinezi, din zonele rurale, nu au acces la apă bună de băut; până la sfârșitul anului 2011, 40% din râurile Chinei au fost poluate de deșeuri industriale și agricole. 

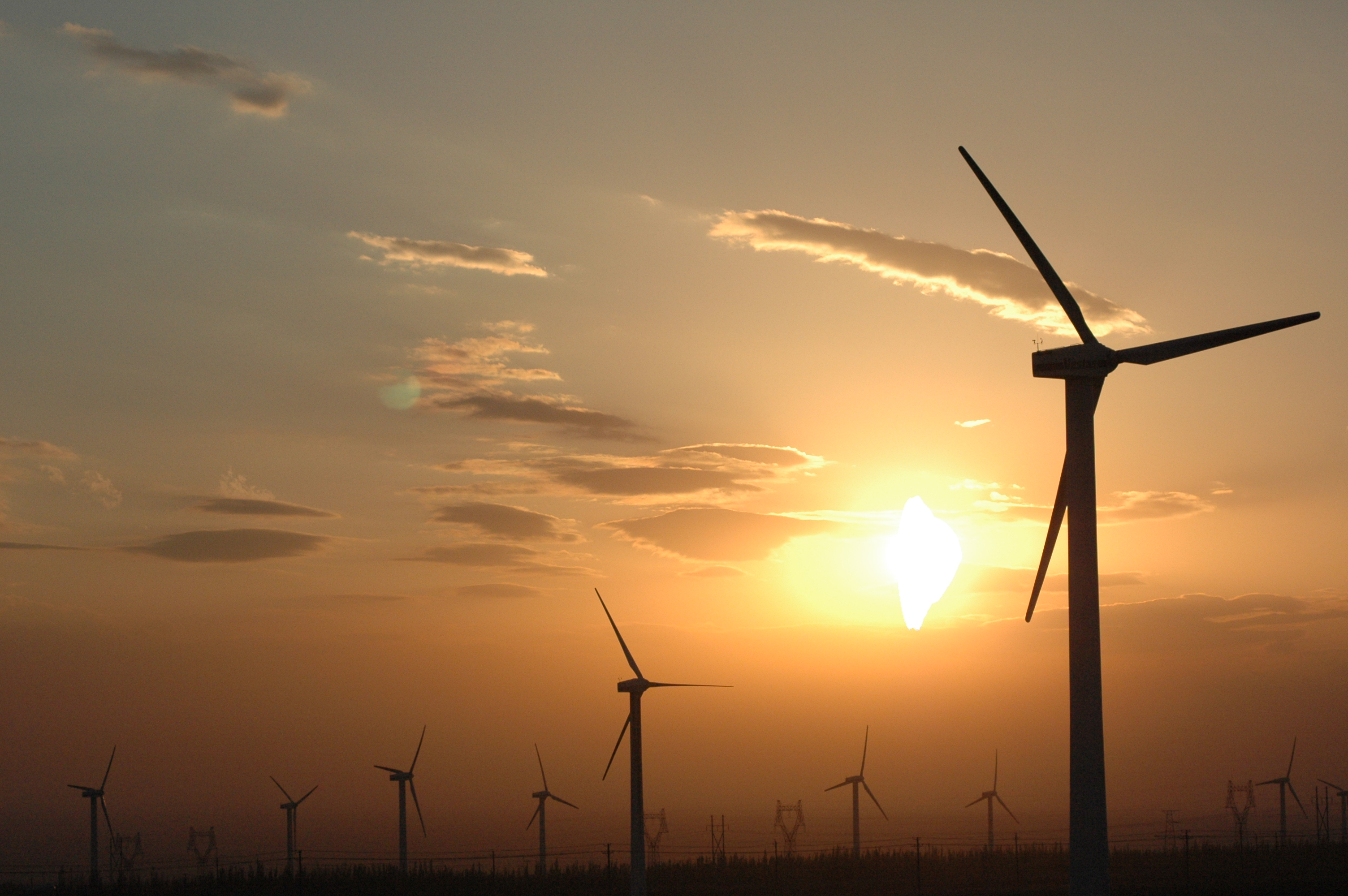
Turbine eoliene în Xinjiang. Proiectul Dabancheng reprezintă cel mai mare parc eolian din Asia

Această criză este agravată de lipsa tot mai severă de apă, în special în partea de nord-est a țării.
Cu toate acestea, China este cel mai mare investitor din lume în comercializarea energiei regenerabile, cu 52 miliarde dolari investiți doar în 2011, este un producător important de tehnologii de energie regenerabilă și investește foarte mult în proiectele de energie regenerabilă la scară locală. Până în 2009, peste 17% din energia din China a provenit din surse regenerabile de energie – cele mai notabile fiind hidrocentralele – de unde China obține o capacitate totală instalată de 197 GW. În 2011, guvernul chinez a anunțat planuri de investiție de patru bilioane de yuani (618,55 miliarde de dolari) în proiecte de infrastructură de apă și desalinizare, pentru o perioadă de zece ani și finalizarea construcției unui sistem de prevenire a inundațiilor și anti-secetă, până în 2020. În 2013 China a pus în aplicare un plan pe cinci ani, în valoare de 277 miliarde USD, pentru a reduce poluarea aerului, în special în partea de nord a țării.

## Demografie

O hartă, din 2009, a densității populației Chinei. Provinciile coastei de est sunt mult mai dens populate decât interiorul vestic al țării

„Al Șaselea Recensământ Național al Republicii Populare Chineze”, din 2010, a înregistrat o populație totală de aproximativ 1.370.536.875.
Rata natalității este de 12,3‰, comparabilă cu toate țările europene este una dintre cele mai scăzute din lume, iar rata mortalității este de 7,1‰. Rata fertilității este de 1,55 copii/femeie, una dintre cele mai reduse valori, de asemenea, din întreaga lume. 
Din cauza politicii unicului copil, China are acum cea mai mare rată de îmbătrânire a populației din lume. Deși s-ar putea introduce legea celui de-al doilea copil începând cu 1 ianuarie 2016, un sondaj a arătat că doar aproximativ 1 milion de cupluri chineze își doresc un al doilea copil. 
Pentru următorii ani, se preconizează o scădere a populației, până în 2100 populația va scădea cu peste 400 milioane de locuitori. Cu cât economia Chinei se dezvoltă, cu atât natalitatea va scădea. Marea majoritate a cuplurilor chineze își doresc un singur copil. 
Aproximativ 16,60% din populație avea sub 14 ani, 70,14% aveau vârste cuprinse între 15 și 59 de ani, iar 13,26% peste 60 de ani. Rata de creștere a populației, pentru 2013, este estimată la 0,46%.
Deși este o țară cu venituri medii, după standardele occidentale, creșterea economică rapidă a Chinei a scos sute de milioane de oameni din sărăcie, începând cu 1978. Astăzi, aproximativ 10% din populația din China trăiește sub limita sărăciei, supraviețuind cu mai puțin de un dolar SUA pe zi, în scădere de la 64% în 1978. Șomajul în mediul urban, în China, a scăzut la 4% până la sfârșitul anului 2007. În prezent, rata șomajului în mediul urban este de aproximativ 4,1%.
Cu o populație de peste 1,3 miliarde de locuitori și cu diminuarea resurselor naturale, guvernul chinez este foarte preocupat de ritmul de creștere al populației și a încercat, din 1979, cu rezultate mixte, să pună în aplicare o politică de planificare familială strictă, cunoscută sub numele de „Politica Unicului Copil”. Înainte de 2013 această politică limita familiile la a avea doar un singur copil, cu excepția minorităților etnice și cu un grad de flexibilitate în zonele rurale. O relaxare importantă a politicii a fost adoptată în decembrie 2013, care permite familiilor să aibă doi copii în cazul în care unul dintre părinți este singur la părinți. Ministrul Chinei de planificare familială a indicat, în 2008, faptul că politica unui singur copil se va menține cel puțin până în anul 2020. Există o anumită împotrivire la această politică a unicului copil, mai ales în zonele rurale, în primul rând, din cauza necesității de forță de muncă în agricultură, dar și a preferinței tradiționale pentru copii-băieți. Familiile care încalcă politica adesea mint la recensăminte. Datele de la recensământul din 2010 sugerează faptul că rata fertilității poate fi acum în jur de 1,4.

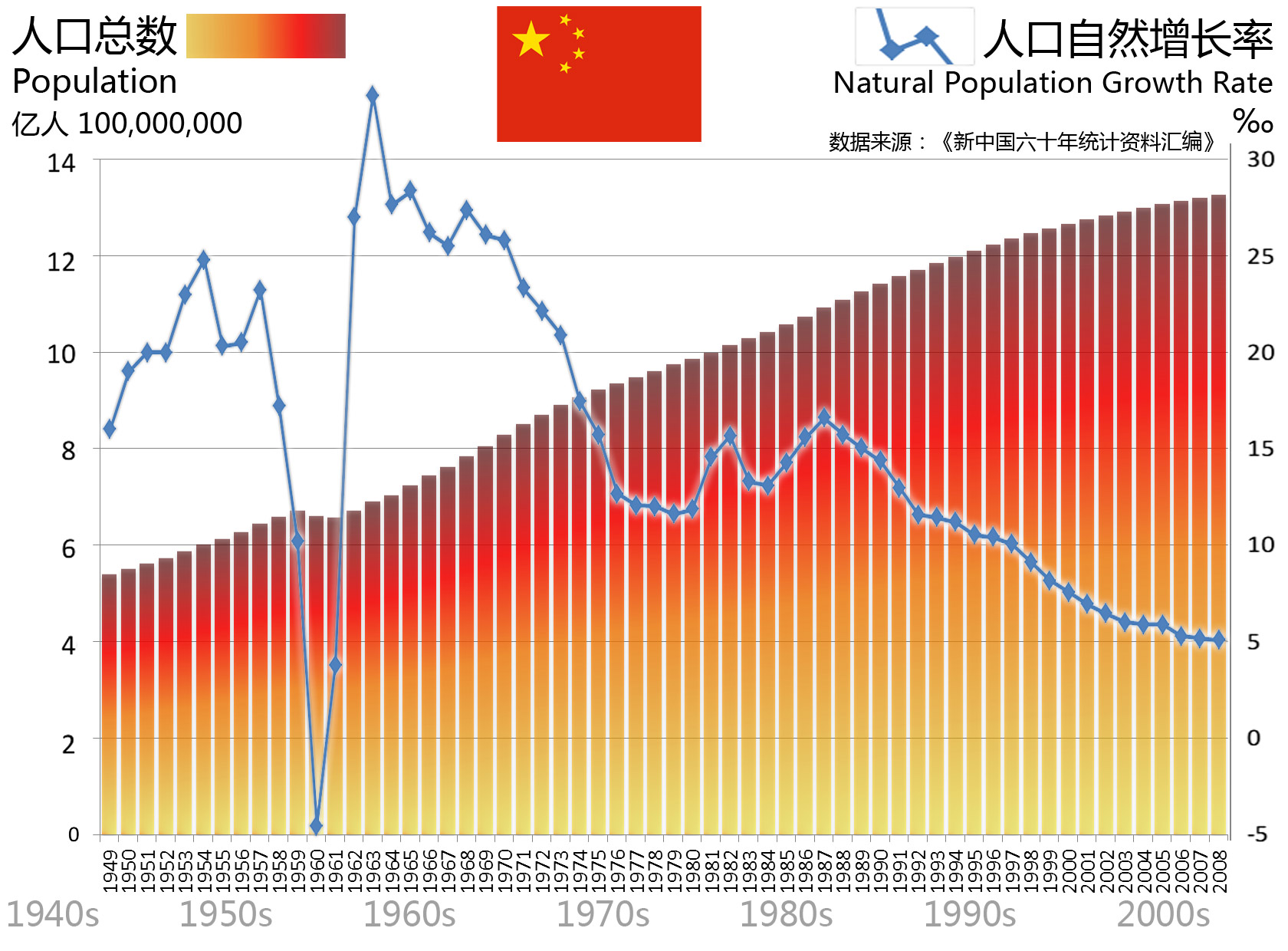
Populația Chinei din 1949 până în 2008

Politica copilului unic, împreună cu preferința tradițională pentru băieți, pot contribui la un dezechilibru în raportul dintre sexe, la naștere. Conform recensământului din 2010, raportul dintre sexe la naștere a fost de 118,06 băieți la fiecare 100 de fete, fiind mult peste valoarea normală de aproximativ 105 băieți la 100 de fete. Recensământul din 2010 a evidențiat faptul că bărbații reprezintă 51,27 la sută din totalul populației. Cu toate acestea, raportul dintre sexe al Chinei este mai echilibrat decât a fost în 1953, atunci când bărbații au reprezentat 51,82 la sută din totalul populației.

### Grupuri etnice

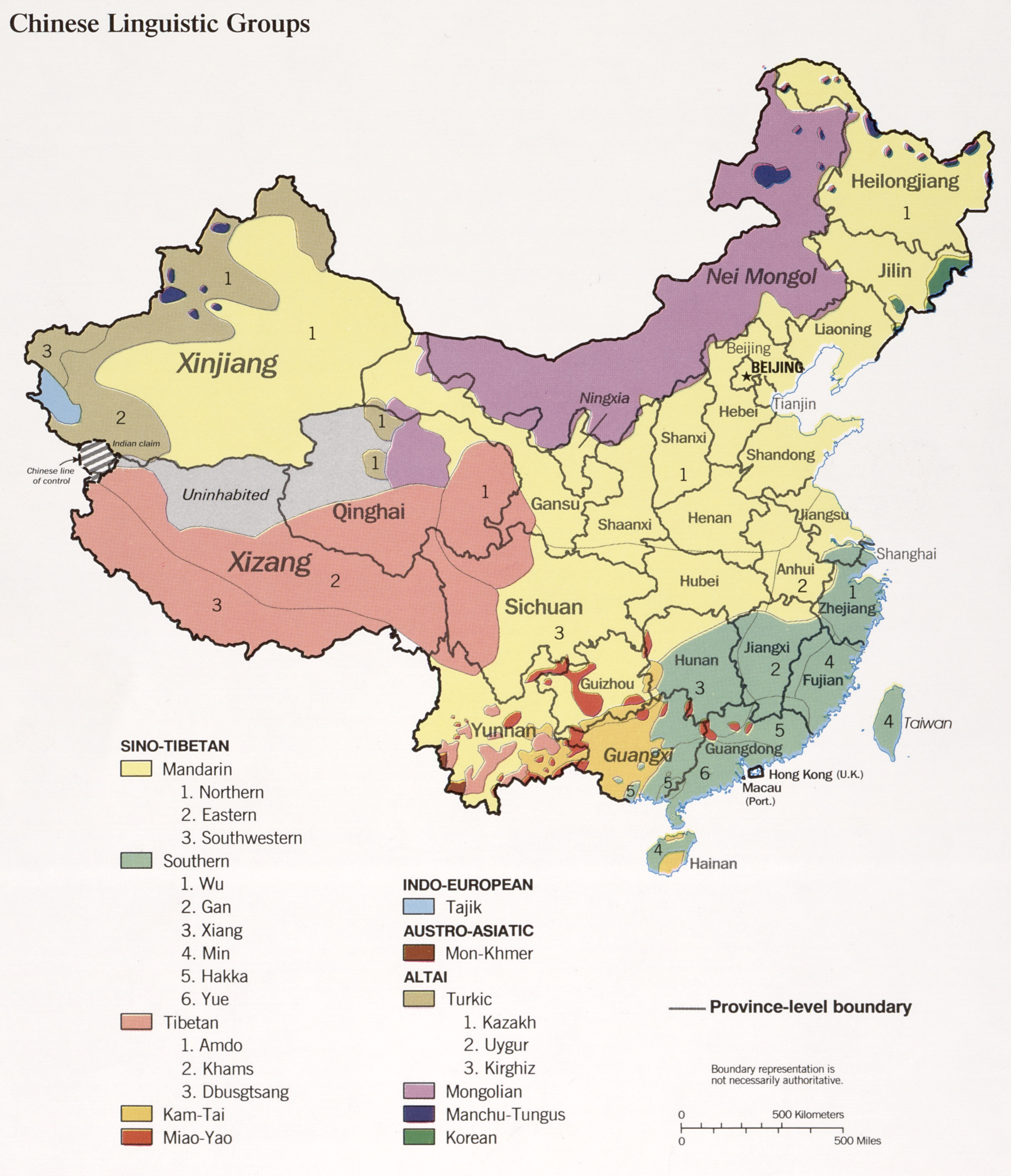
Grupurile etnolingvistice ale Chinei

China recunoaște, oficial, 56 de grupuri etnice distincte, dintre care cei mai numeroși sunt chinezii han, care constituie circa 91,51% din totalul populației. Chinezii Han - cel mai mare grup etnic din lume – sunt mai numeroși decât celelalte grupuri etnice, în fiecare diviziune de la nivelul de provincie, cu excepția Tibetului și Xinjiangului. Minoritățile etnice reprezintă circa 8,49% din populația din China, conform recensământului din 2010. Comparativ cu recensământul din 2000, populația Han a crescut cu 66.537.177 de persoane, sau cu 5,74%, în timp ce populația combinată a celorlalte 55 de minorităților naționale, a crescut cu 7.362.627 de persoane, sau 6,92%. La recensământul din 2010 s-au înregistrat un total de 593.832 de cetățeni străini care trăiesc în China. Cele mai mari astfel de grupuri erau din Coreea de Sud (120,750), Statele Unite ale Americii (71493) și Japonia (66159).

### Limbi
Limbile cele mai vorbite în China fac parte din familia limbilor sino-tibetane. Există, de asemenea, mai multe grupuri lingvistice majore în limba chineză însăși. Dialectele cele mai vorbite sunt Mandarina (vorbită de către 70% din populație), Wu (inclusiv Shanghaineza), Yue (inclusiv Cantoneza și Taishaneza), Min (inclusiv Hokkien și Teochew), Xiang, Gan și Hakka. Limbi non-sinice vorbite pe scară largă de către minoritățile etnice includ zhuang, mongolă, tibetană, uigură, hmong și coreeană. Mandarina Standard, un grai mandarin bazat pe dialectul Beijing, este limba națională și oficială din China și este folosită drept „lingua franca” între oamenii proveniți din medii lingvistice diferite.
Chineza Clasică, forma standard de scriere în China timp de mii de ani, a permis comunicarea în scris a vorbitorilor chinezi, de limbi și dialecte diferite, neinteligibile. Scrierea chineză vernaculară, sau Baihua, este standardul de scriere, bazat pe dialectul mandarin și popularizat pentru prima dată în romanele dinastiei Ming. Aceasta a fost adoptată, cu modificări semnificative, în perioada de început a secolului XX, ca standard național. Chineza Clasică face încă parte din programa de liceu și este, prin urmare, inteligibilă, într-o anumită măsură, pentru mulți chinezi. De la promulgarea lor de către guvern, în 1956, caracterele chineze simplificate au devenit sistemul oficial standardizat de scriere, folosit pentru a scrie în limba chineză în China continentală, înlocuind utilizarea anterioarelor caractere chineze tradiționale.

### Urbanizare
China s-a urbanizat semnificativ în ultimele decenii. Procentul din populația țării care locuiește în mediul urban a crescut de la 20% în 1990 la 46% în 2007. Se estimează că populația urbană a Chinei va ajunge la un miliard până în 2030. În 2012, existau mai mult de 262 de milioane de lucrători migranți în China. Cei mai mulți dintre aceștia provin din mediul rural, fiind în căutarea unui loc de muncă în orașe.
China are peste 160 de orașe cu o populație de peste un milion, inclusiv șapte metropole (orașe cu o populație de peste 10 milioane de locuitori): Chongqing, Shanghai, Beijing, Guangzhou, Tianjin, Shenzhen și Wuhan. Până în 2025, se estimează că în țară vor fi 221 de orașe cu peste un milion de locuitori.
Cifrele din tabelul de mai jos sunt de la recensământul din 2010 fiind doar estimări ale populației urbane, în limitele zonelor administrative ale orașelor; există un clasament diferit atunci când se analizează totalul populațiilor municipale (care includ populațiile suburbane și rurale). Marea „populație flotantă” a lucrătorilor migranți, face efectuarea recensămintelor din mediul urban dificilă, Cifrele de mai jos reprezintă numai rezidenții pe termen lung.

### Educație

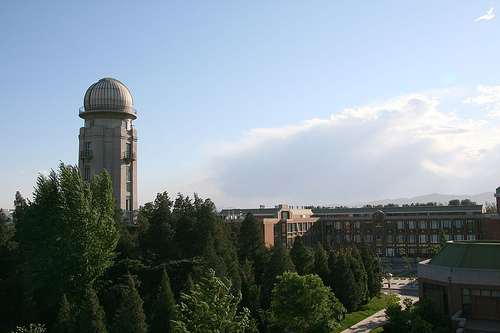
Universitatea Tsinghua din Beijing, una dintre universitățile de top din China

Din 1986, învățământul obligatoriu în China cuprinde învățământul primar și învățământul gimnazial care, împreună, durează nouă ani. În 2010, aproximativ 82,5% din elevi au continuat studiile la un ciclu liceal de trei ani. Gaokao, „Examenul Național de Admitere la Universitate” al Chinei, reprezintă o condiție prealabilă pentru intrarea în cele mai multe instituții de învățământ superior. În 2010, 27% dintre absolvenții de liceu erau înscriși în învățământul superior. Educația profesională (vocațională) este la dispoziția studenților de la nivelele secundar și terțiar.
În februarie 2006, guvernul s-a angajat să furnizeze complet gratuit învățământul de nouă ani, inclusiv oferirea de manuale și alocații. Investițiile anuale în învățământ au crescut de la mai puțin de 50 de miliarde dolari în 2003, la mai mult de 250 de miliarde de dolari în 2011. Cu toate acestea, rămâne o inegalitate în cheltuielile pentru educație. În anul 2010, cheltuielile pentru educația anuală per elev de liceu, în Beijing, s-au ridicat la 20.023 CNY, în timp ce în Guizhou, una dintre cele mai sărace provincii din China, cheltuielile nu au trecut de 3.204 CNY.
Învățământul gratuit obligatoriu în China este format din școala primară și gimnazială, pentru copii cu vârste cuprinse între 6 și 15 ani. În 2011, în jur de 81,4% dintre chinezi absolviseră gimnaziul. Până în 2007, existau 396.567 de școli primare, 94.116 școli gimnaziale și 2.236 instituții de învățământ superior.
În 2010, 94% din populația de peste 15 ani era alfabetizată, comparativ cu doar 20% în 1950. În 2009, elevii chinezi din Shanghai au obținut cele mai bune rezultate, din lume, la matematică, științe și literatură, în cadrul Programului Internațional pentru Evaluarea Elevilor (PISA), o evaluare la nivel mondial a performanțelor școlare ale elevilor în vârstă de 15 ani.

### Sănătate

Diagramă arătând creșterea Indicelui Dezvoltării Umane în China între 1970 și 2010

Ministerul Sănătății, împreună cu omologii săi din birourile de sănătate provinciale, supraveghează necesitățile de sănătate ale populației din China. Accentul pe sănătatea publică și medicina preventivă, a caracterizat politica de sănătate din China de la începutul anilor 1950. La acea vreme, Partidul Comunist a început Campania de Sănătate Patriotică, care a avut ca scop îmbunătățirea salubrității și a igienei, precum și tratarea și prevenirea a mai multor boli. Boli cum ar fi holera, febra tifoidă sau scarlatina, care erau deja răspândite în China, au fost aproape eradicate în această campanie. După ce Deng Xiaoping a început instituirea reformelor economice, în 1978, starea de sănătate a populației chineze s-a îmbunătățit rapid datorită unei mai bune nutriții, cu toate că multe dintre serviciile gratuite de sănătate publică, prevăzute în mediul rural, au dispărut împreună cu Comunele Poporului. Asistența medicală în China a devenit în cea mai mare parte privatizată și a înregistrat o creștere semnificativă a calității. În 2009, guvernul a început o inițiativă pe trei ani, pentru a furniza asistență medicală și de îngrijire, la un cost de 124 miliarde de dolari. Până în 2011, în urma acestei campanii, 95% din populația Chinei avea acoperirea unei asigurări de sănătate de bază. În 2011, China a fost evaluată ca fiind al treilea cel mai mare furnizor mondial de produse farmaceutice, dar populația sa a avut de suferit de pe urma dezvoltării și distribuirii de medicamente contrafăcute.
Speranța de viață la naștere în China este de 75 de ani, iar rata mortalității infantile este de 12 la mie. Ambele s-au îmbunătățit în mod semnificativ începând cu anii 1950. Rata de piticire, o afecțiune cauzată de malnutriție, a scăzut de la 33,1% în 1990 la 9,9% în 2010. În ciuda îmbunătățirilor semnificative în materie de sănătate și construirea de facilități medicale avansate, China are mai multe probleme de sănătate publică emergente, cum ar fi bolile respiratorii cauzate de poluarea la scară largă a aerului, sutele de milioane de fumători, sau creșterea obezității în rândul tinerilor din mediul urban. Populația mare a Chinei și orașele dens populate au condus la focare de boli grave, în ultimii ani, cum ar fi izbucnirea în 2003 a SARS. În 2010, poluarea aerului a cauzat 1,2 milioane de decese premature în China. Înălțimea medie a bărbaților în China este 170 cm iar cea a femeilor este de 158 cm.

### Religie

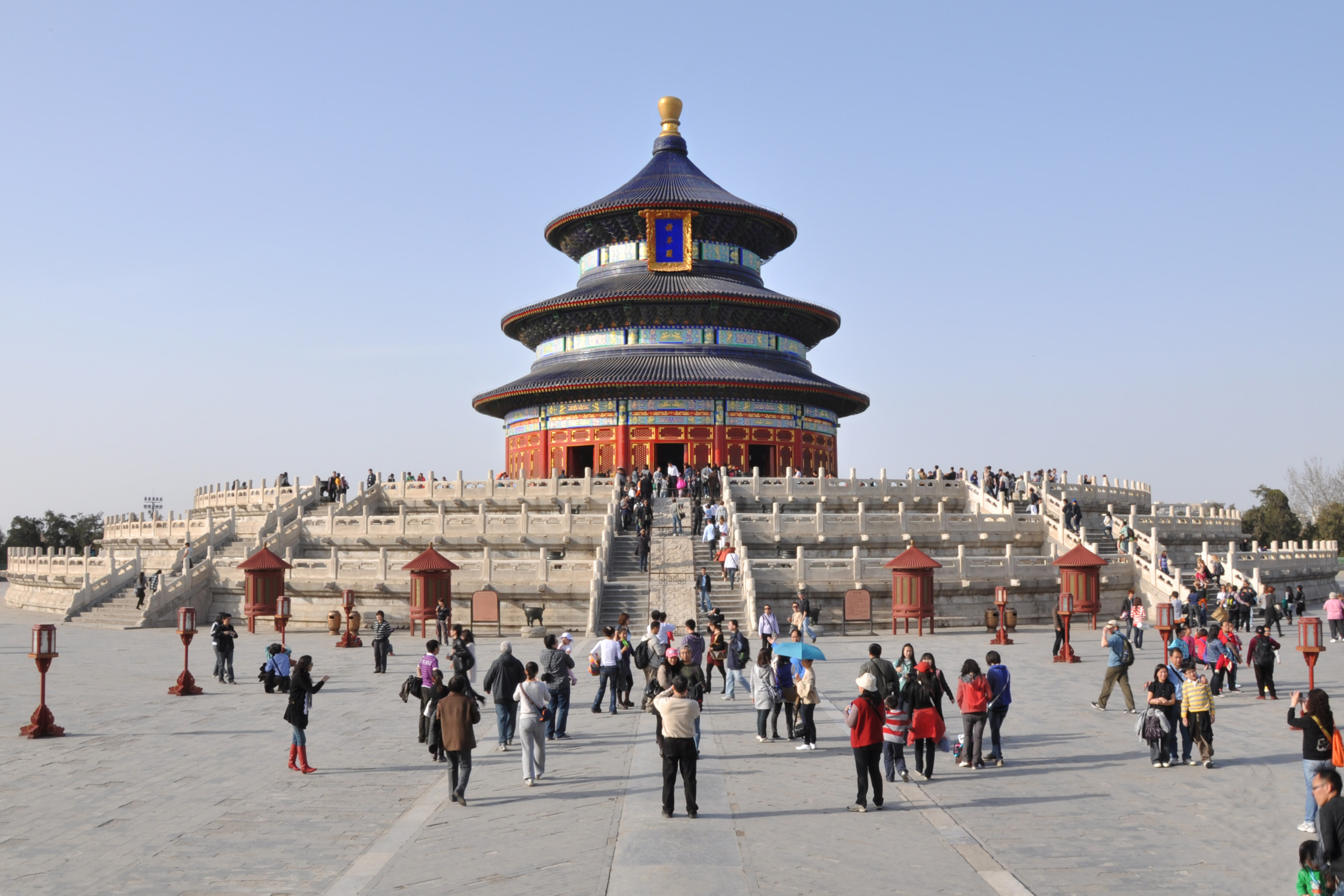
Templul Cerului, un complex de cladiri taoiste.

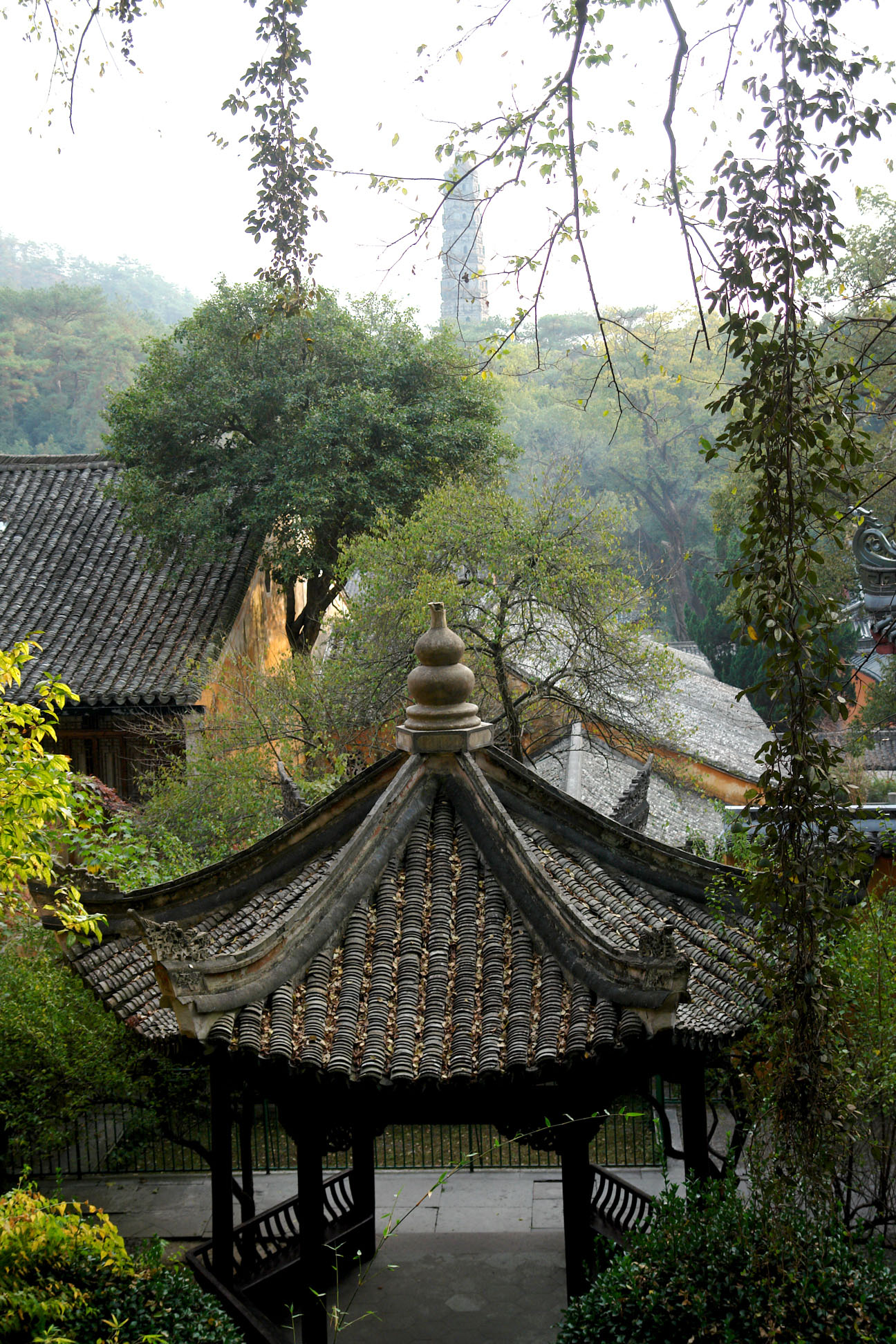
Templul Guoqing de pe Muntele Tiantai, construit în 598 dHr, a fost locul de fondare a ramurii Tiantai a budismului chinez

Libertatea religioasă este garantată de constituția Chinei, deși organizațiile religioase care nu dispun de o aprobare oficială pot face obiectul unei persecuții de stat. Estimările demografice religioase, în China, variază. Un sondaj realizat în 2007 a evidențiat faptul că 31,4% dintre chinezii de peste 16 ani erau religioși, în timp ce un studiu din 2006 a constatat că 46% din populația Chinei era religioasă.
De-a lungul mileniilor, civilizația chineză a fost influențată de diferite mișcări religioase. Conceptul chinez de „San Jiao” („trei doctrine” sau „trei religii”) include confucianismul  budismul și taoismul, iar din punct de vedere istoric, au avut un impact semnificativ în modelarea culturii chineze. Elemente ale acestor trei sisteme de credință sunt de multe ori încorporate în tradiții religioase populare sau folclorice.
O sondare a opiniei, făcută în 2008, a sătenilor din mediul rural, din șase provincii, a evidențiat faptul că:
„mai mult de două treimi din auto-proclamații credincioși, religioși, (sau 31,09 % din toți sătenii eșantionați) nu fac, sau nu se pot identifica în mod clar credința lor ... Acești oameni cred că există puteri supranaturale care domină sau influențează puternic soarta ființelor umane, iar ei cred că soarta lor poate fi schimbată prin oferirea de sacrificii pentru divinități sau strămoșii. Aceste credințe și practici sunt adesea adânc înrădăcinate în cultura tradițională chineză și în obiceiurile comunităților locale.”
Un sondaj realizat de Horizon Research Consultancy Group, în 2007, a remarcat faptul că persoanele care se identifică drept budiști alcătuiesc 18-19% din populația adultă din China, în timp ce creștinii cuprind în jur de 3-4%, iar musulmanii aproximativ 1%. Unele dintre minoritățile etnice din China practică religii etnice unice: Dongbaism este religia tradițională a poporului Nakhi, Moism este religia populațiilor Zhuang și Ruism este credința etnicilor Qiang. Religia tradițională indigenă a Tibetului este Bon, însă cei mai mulți tibetani practică budismul tibetan, în forma Vajrayana.
Un sondaj recent din 2015 făcut de Institutul american de opinie publică Win/Gallup International Association a arătat faptul că doar 14% dintre chinezi s-au declarat religioși iar restul s-au declarat atei sau nereligioși.
Conform estimărilor, țara cu cel mai mare număr de creștini în 2030 va fi China.

## Politică

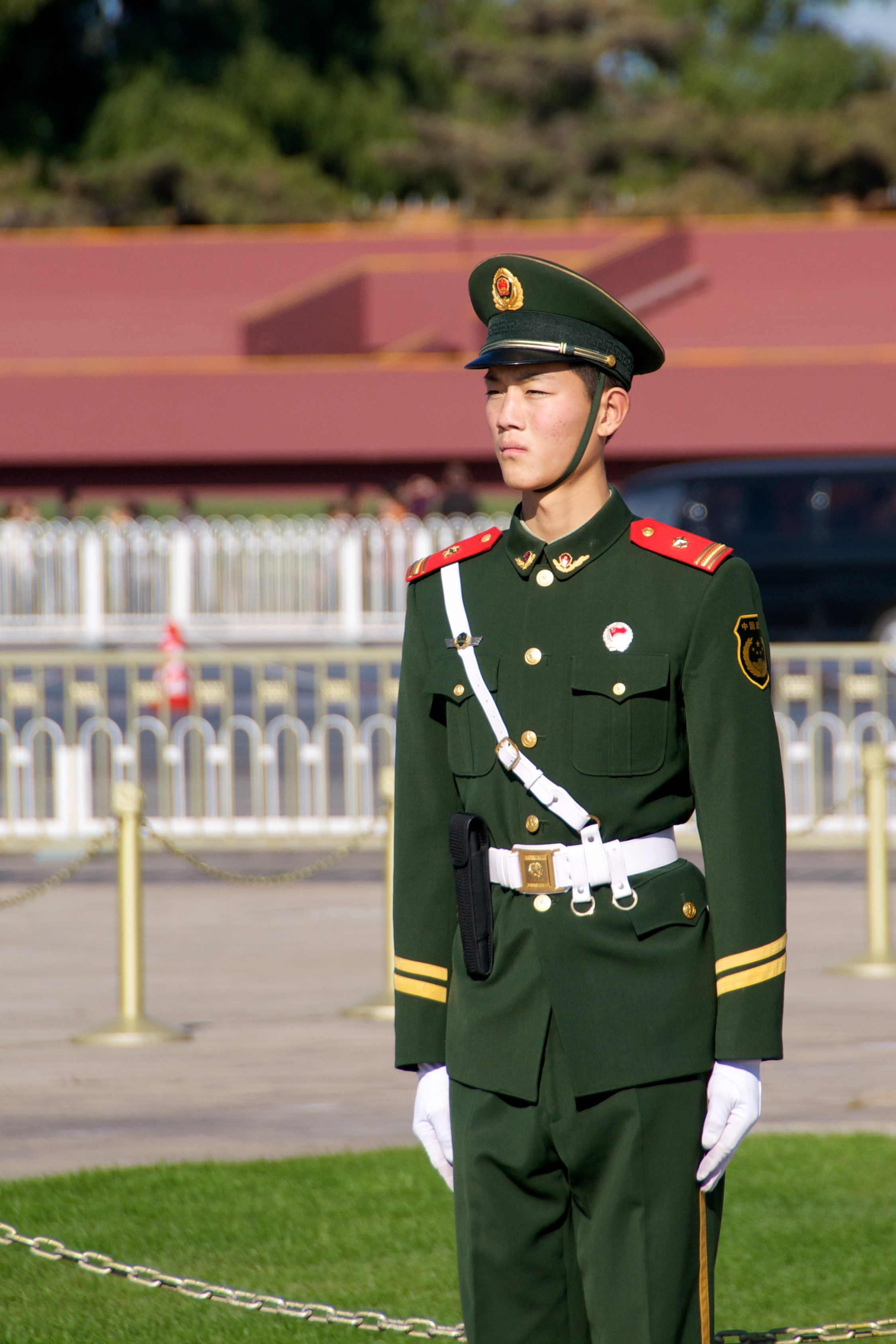
Soldat chinez din AEP

Republica Populară Chineză este unul dintre puținele state socialiste de pe Glob, care susține deschis comunismul. Guvernul chinez a fost descris de politologi în mod variat, ca fiind comunist și socialist, dar și autoritar și corporatist, cu restricții majore în multe domenii, mai ales în cazul accesului liber la internet, libertatea presei, libertatea de întrunire, dreptul de a avea mai mulți copii, libertatea de fondare a organizațiilor sociale (ONG-uri) și libertatea religioasă. Sistemul său actual, politic și economic, a fost numit de către liderii săi ca „socialism cu caracteristici chineze” (fiind un marxism adaptat la circumstanțele din China) și ca o „economie de piață socialistă”.
Țara este condusă de Partidul Comunist din China (PCC), a cărui putere este consfințită de către constituția Chinei. Sistemul electoral chinez este ierarhic, în care membrii Adunării Reprezentanților Poporului (la nivel local - comunal și județean) sunt aleși în mod direct, iar pentru toate nivelurile superioare Adunării Reprezentanților Poporului, până la Adunarea Națională a Reprezentanților Poporului, sunt aleși în mod indirect de către Adunările Populare din nivelele imediat inferioare. Sistemul politic este descentralizat, iar liderii provinciali și sub-provinciali au un grad de autonomie semnificativ. Există și alte partide politice în China, denumite partide democratice, care participă la Adunarea Națională a Poporului și la Conferința Consultativă Politică Populară (CCPP).
Comparativ cu politicile anilor 1970, a ușilor închise, liberalizarea Chinei a dus la un climat administrativ mai puțin restrictiv decât înainte. China sprijină principiul leninist al „centralismului democratic”, dar Adunarea Națională a Reprezentanților Poporului (instituție aleasă) a fost descrisă ca un organism cu puțină putere de facto. Președintele în exercițiu este Xi Jinping, acesta fiind, totodată, Secretarul General al Partidului Comunist Chinez și președintele Comisiei Militare Centrale. Premierul actual este Li Keqiang, care, de asemenea, este membru senior al Comitetului Permanent al Biroului Politic (Politburo).

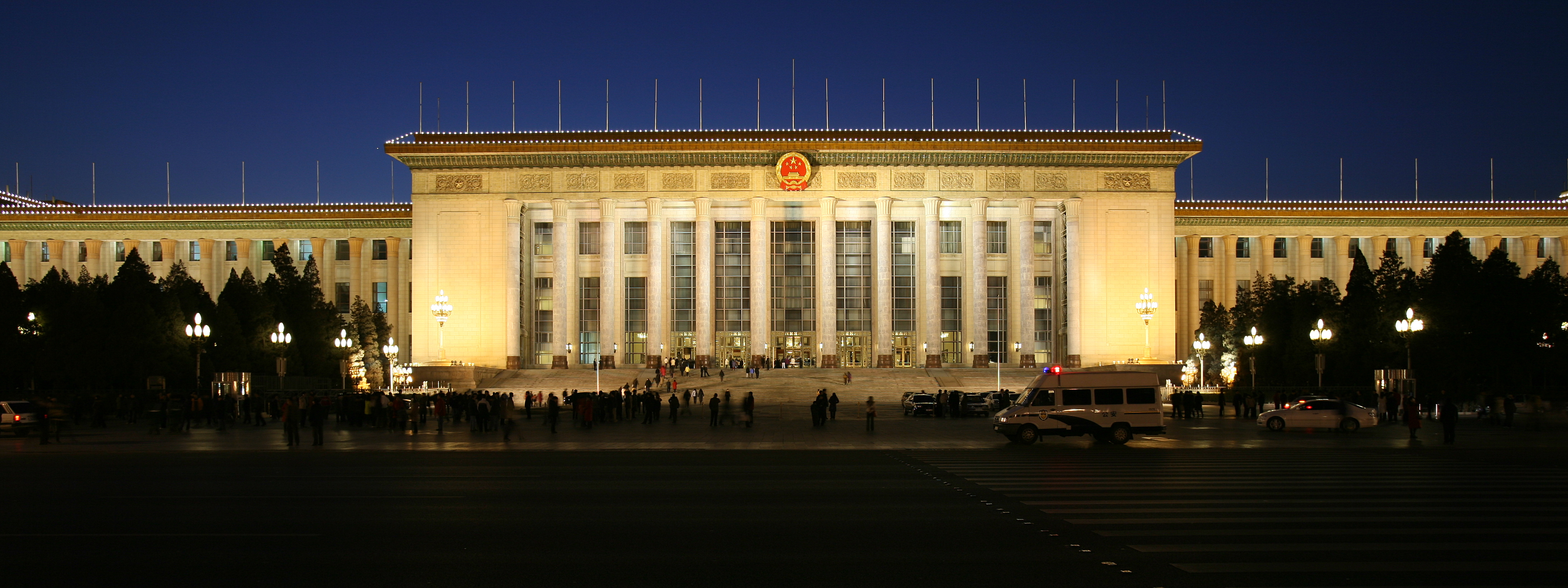
Sala Mare a Poporului, noaptea. Beijing

Au existat unele mișcări pentru liberalizare politică, unde alegeri libere sunt organizate la nivel de sat și oraș Cu toate acestea, Partidul păstrează controlul efectiv asupra numirilor guvernamentale, în absența oricărei opoziții semnificative, PCC câștigând implicit, de cele mai multe ori, alegerile. Preocupările politice din China sunt axate pe decalajul tot mai mare dintre bogați și săraci și corupția guvernamentală. Cu toate acestea, nivelul de suport popular, pentru guvern și gestionarea sa a națiunii, este mare; 80-95% din cetățenii chinezi exprimându-și satisfacția față de guvernul central, potrivit unui sondaj din 2011.

### Organizarea administrativă
Republica Populară Chineză are un control administrativ a 22 de provincii și consideră Taiwanul a fi a XXIII-a provincie, deși în prezent Taiwanul este, în mod independent, guvernat de către Republica Chineză, care contestă revendicarea RPC. China are, de asemenea, cinci subdiviziuni numite oficial Regiuni Autonome, fiecare cu un grup minoritar desemnat, patru municipalități, și două Regiuni Administrative Speciale (RAS), care dețin un grad de autonomie politică. Aceste 22 de provincii, cinci regiuni autonome și patru municipalități pot fi denumite, în mod generic, China Continentală. Acest termen exclude, de obicei, RAS Hong Kong și Macao. Niciuna dintre aceste diviziuni nu sunt recunoscute de către guvernul Taiwanului, care revendică, în întregime, teritoriul RPC. 
Constituția Republicii Populare Chineze prevede, oficial, faptul că țara este organizată în trei nivele administrative:
1. la nivel provincial: China este împărțită în 23 de provincii, 5 regiuni autonome, 4 municipii de subordonare centrală (sau municipalități) și 2 Regiuni Administrative Speciale (RAS)
2. la nivel județean: Provinciile și regiunile autonome au în subordine districte (autonome), județe, județe autonome și orașe;
3. la nivel comunal: Județele, județele autonome și orașele au la rândul lor în subordine comune, comune de autonomie națională și orășele.

Totuși, în practică, au mai fost inserate încă două nivele: Prefectura, sub nivel provincial și Satul, sub nivelul Comunal. Nivelele Provinciale, Județene și Comunale sunt adaptate pentru a fi compatibile cu particularitățile etnice și economice ale respectivei zone: regiunile autonome, districtele autonome și județele autonome sunt diviziuni de nivel I și II, locuite de cele 55 de minorități etnice naționale, care se bucură de propria lor autonomie în elaborarea de legi specifice. Municipiile de subordonate centrală: Beijing, Tianjin, Shanghai și Chongqing includ unele dintre cele mai mari orașe din lume și se află sub administrare directă. Fostele colonii europene, Hong Kong și Macao, mențin o considerabilă autonomie ca regiuni administrative speciale, păstrându-și propriul sistem economic și juridic, dar și anumite caracteristici proprii statelor independente, cum ar fi propria monedă, domeniu propriu de internet, prefix telefonic, steag etc. Conform acestui model de guvernare, Taiwanul este considerat ca fiind una dintre cele 23 de provincii ale RPC, deși, în practică, insula este independentă și este administrată de către regimul Republicii Chineze (Taiwan), de la sfârșitul războiului civil din 1949.
RPC administrează 33 de diviziuni la nivel de provincie, 333 de diviziuni la nivel de prefectură, 2.862 divizii la nivel de județ, 41.636 divizii la nivel comunal și mult mai multe la nivel sătesc.
| Nivel | Nume                         | Tipul |                     | Pinyin            | Numărul  |
| 1     | Nivel Provincial 省级行政区  | Provincii (*China revendică Taiwanul drept provincia sa)                                                                      | 省                  | shěng             | 22 (23*) |
| 1     | Nivel Provincial 省级行政区  | Regiuni Autonome | 自治区              | zìzhìqū           | 5        |
| 1     | Nivel Provincial 省级行政区  | Municipii de subordonare centrală                                                                                             | 直辖市              | zhíxiáshì         | 4        |
| 1     | Nivel Provincial 省级行政区  | Regiuni Administrative Speciale (RAS)                                                                                         | 特别行政区          | tèbié xíngzhèngqū | 2        |
| 2     | Nivel Prefectural 地级行政区 | Prefecturile | 地区                | dìqū              | 17       |
| 2     | Nivel Prefectural 地级行政区 | Prefecturi Autonome | 自治州              | zìzhìzhōu         | 30       |
| 2     | Nivel Prefectural 地级行政区 | Orașe Prefectură | 地级市              | dìjíshì           | 283      |
| 2     | Nivel Prefectural 地级行政区 | Ligi | 盟                  | méng              | 3        |
| 3     | Nivelul Județean 县级行政区  | Județe | 县                  | xiàn              | 1.464    |
| 3     | Nivelul Județean 县级行政区  | Județe Autonome | 自治县              | zìzhìxiàn         | 117      |
| 3     | Nivelul Județean 县级行政区  | Orașe Municipii | 县级市              | xiànjíshì         | 374      |
| 3     | Nivelul Județean 县级行政区  | Orașe Județene | 市辖区              | shìxiáqū          | 852      |
| 3     | Nivelul Județean 县级行政区  | Steaguri | 旗                  | qí                | 49       |
| 3     | Nivelul Județean 县级行政区  | Steaguri autonome | 自治旗              | zìzhìqí           | 3        |
| 3     | Nivelul Județean 县级行政区  | Arii Forestiere | 林区                | línqū             | 1        |
| 3     | Nivelul Județean 县级行政区  | Județe Speciale | 特区                | tèqū              | 2        |
| 4     | Nivelul Comunal 乡级行政区   | Comune | 乡                  | xiāng             | 14.677   |
| 4     | Nivelul Comunal 乡级行政区   | Comune de autonomie națională                                                                                                 | 民族乡              | mínzúxiāng        | 1.092    |
| 4     | Nivelul Comunal 乡级行政区   | Orășele | 镇                  | zhèn              | 19.522   |
| 4     | Nivelul Comunal 乡级行政区   | Sub-districte | 街道办事处          | jiēdàobànshìchù   | 6.152    |
| 4     | Nivelul Comunal 乡级行政区   | Orașe-District | 区公所              | qūgōngsuǒ         | 11       |
| 4     | Nivelul Comunal 乡级行政区   | Sum | 苏木                | sūmù              | 181      |
| 4     | Nivelul Comunal 乡级行政区   | Sumu etnice | 民族苏木            | mínzúsūmù         | 1        |
| 5     | Nivelul Sătesc 村级自治组织  | Orășel Comunal (社区) | 社区居民委员会      | jūmínwěiyuánhùi   | 80.717   |
| 5     | Nivelul Sătesc 村级自治组织  | Comitete (Grupuri) Sătești (村民小组 - cūnmínxiǎozǔ) ** Sate Administrative (行政村, xíngzhèngcūn) ** Sate (自然村, zìráncūn) | 村民委员会 不良餘額 | cūnmínwěiyuánhùi  | 623.669  |

### Relațiile externe

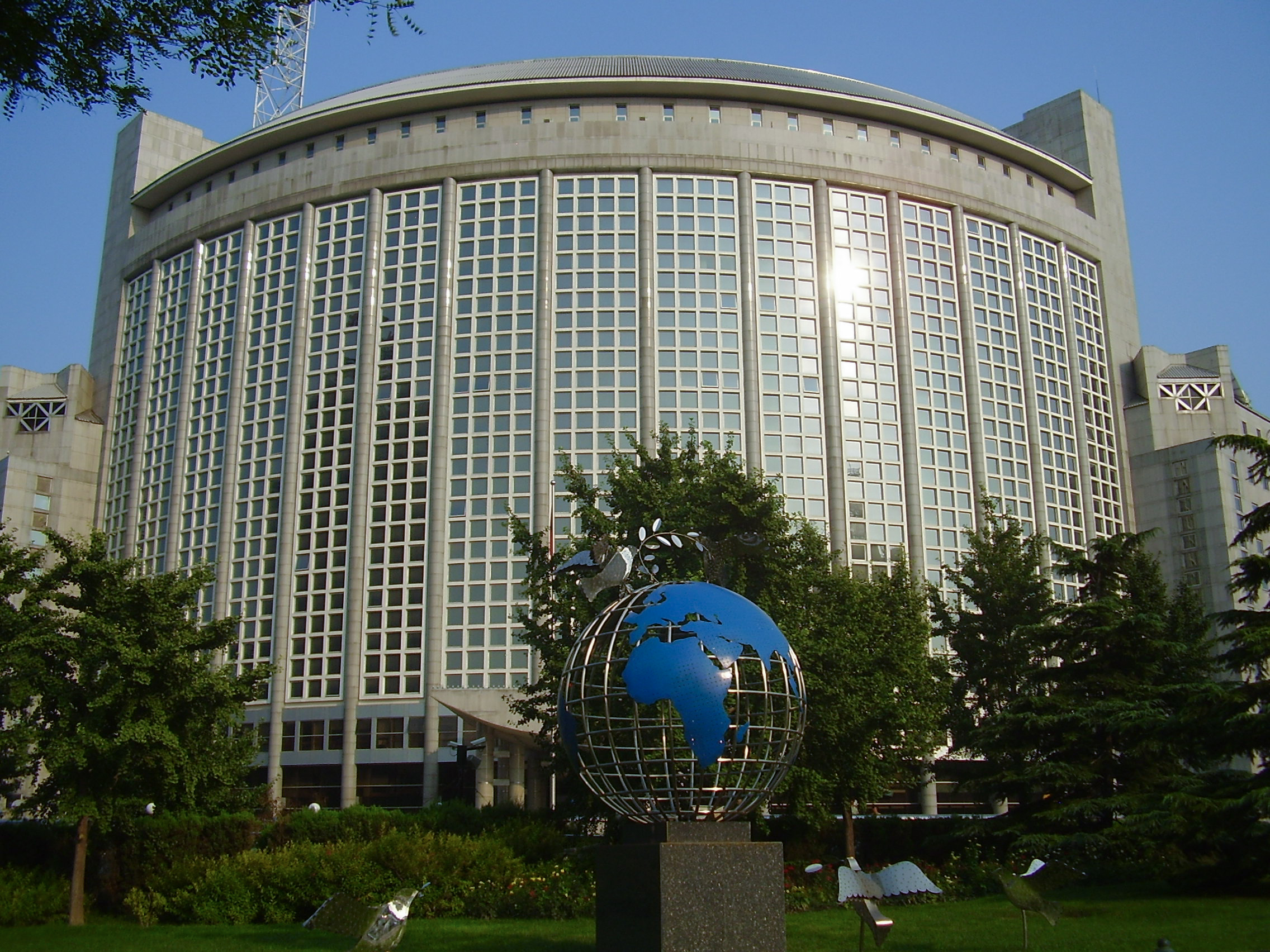
Ministerul Relațiilor Externe, aflat în districtul Chaoyang, Beijing.

RPC are relații diplomatice cu 171 de țări și deține ambasade în 162. Legitimitatea sa este contestată de către Republica Chineză și alte câteva țări; este, astfel, cel mai mare și cel mai populat stat din lume, cu recunoaștere limitată. În 1971, Republica Populară Chineză a înlocuit Republica Chineză (Taiwan), ca unic reprezentant al Chinei în cadrul Organizației Națiunilor Unite și ca unul dintre cei cinci membri permanenți ai Consiliului de Securitate al Organizației Națiunilor Unite. China este, de asemenea, un fost membru și lider al Mișcării de Nealiniere, considerându-se, totodată, o susținătoare a țărilor aflate în curs de dezvoltare. Împreună cu Brazilia, Rusia, India și Africa de Sud, China este un membru al grupului BRICS, al marilor economii emergente și a găzduit al treilea summit oficial al grupului, la Sanya, Hainan, în aprilie 2011.

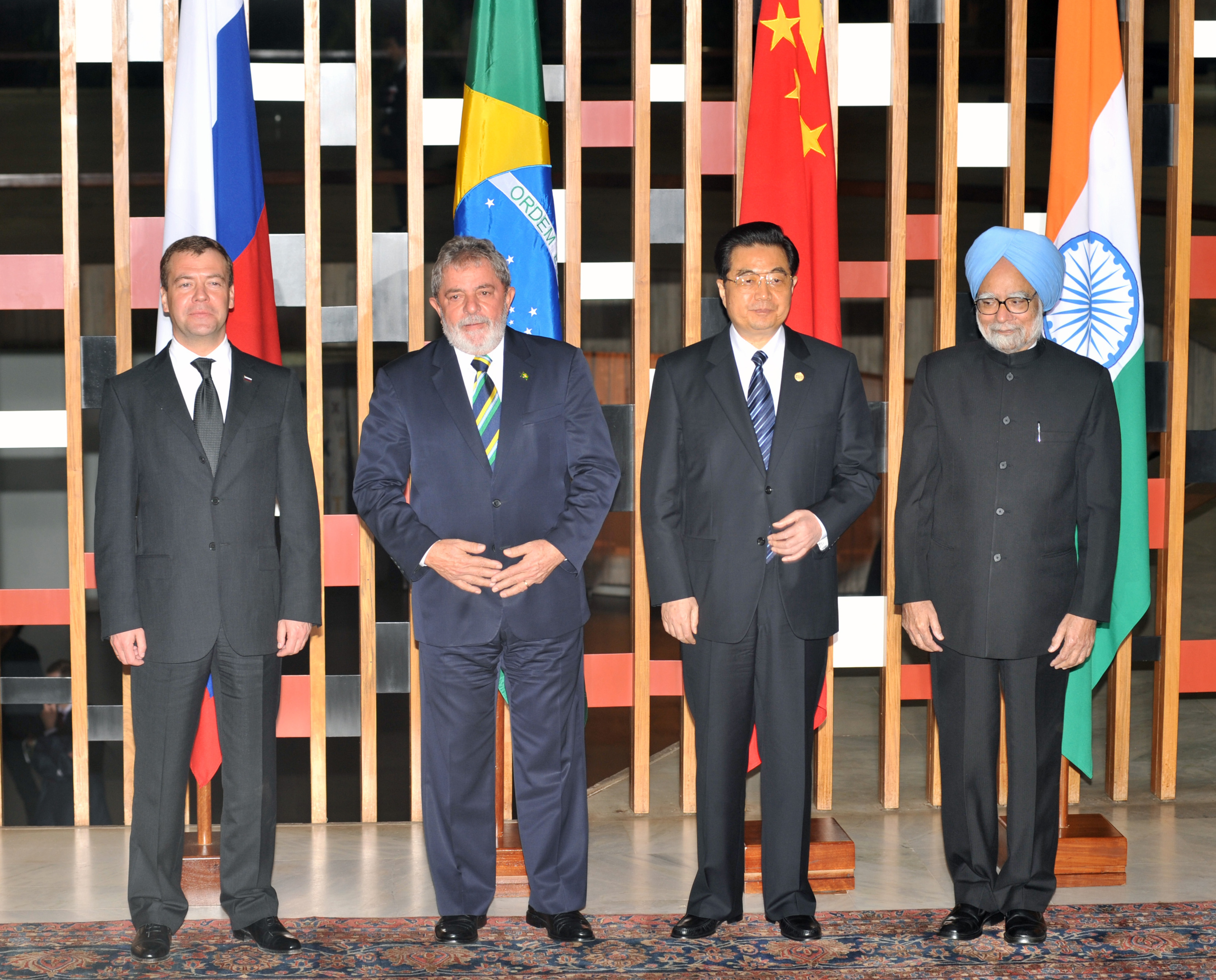
China face parte din BRICS. În 2010 a avut loc al doilea summit. De la stânga la dreapta: președintele Dmitri Medvedev (Rusia), Luiz Inacio Lula da Silva (Brazilia), Hu Jintao (China) și Manmohan Singh (India).

În conformitate cu interpretarea sa a politicii „O Singură Chină”, Beijingul a condiționat stabilirea de relații diplomatice cu alte țări, în funcție de recunoașterea legitimității revendicării Taiwanului și încetarea relațiilor diplomatice cu guvernul Republicii Chineze. Oficialii chinezi au protestat în numeroase rânduri atunci când alte țări au făcut propuneri diplomatice Taiwanului, mai ales în materie de vânzări de armament. China se opune, de asemenea, întâlnirilor politice dintre oficialii guvernamentali străini și cel de-al XIV-lea Dalai Lama, considerând Tibetul ca fiind, oficial, un teritoriu al Chinei. O mare parte a politicii externe actuale a Chinei este bazată pe cele „Cinci principii ale coexistenței pașnice”, ale lui Zhou Enlai, dar și pe conceptul de „armonie fără uniformitate", care încurajează relațiile diplomatice dintre state, în ciuda diferențelor ideologice. Această politică poate să fi condus China înspre a sprijini state care sunt considerate, de către națiunile occidentale, drept periculoase sau represive, cum ar fi Zimbabwe, Coreea de Nord și Iran. China are o relație economică și militară cu Rusia, iar cele două state votează, de multe ori, la unison în Consiliul de Securitate al ONU.

#### Relațiile comerciale

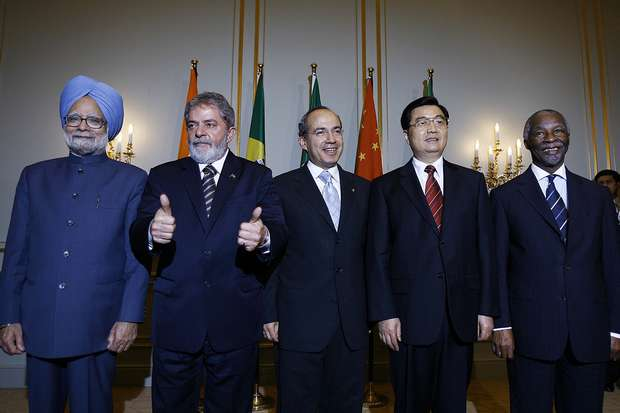
Hu Jintao (al doilea de la dreapta) la o întâlnire a liderilor G5, în 2007

În ultimele decenii, China a jucat un rol tot mai mare în a propune Zone de Liber Schimb și pacte de securitate, printre vecinii săi din Regiunea Asia-Pacific. În 2004 a propus un cadru de lucru complet nou pentru Summitul Asiei de Est (SAE), ca un forum pentru probleme de securitate regională. SAE, care include „ASEAN Plus Trei”, India, Australia si Noua Zeelandă, a avut summit-ul inaugural în 2005. China este, de asemenea, un membru fondator al Organizației pentru Cooperare de la Shanghai (OCS), împreună cu Rusia și republicile din Asia Centrală. China a devenit un membru al Organizației Mondiale a Comerțului (OMC) la 11 decembrie 2001.
În anul 2000, Congresul Statelor Unite a aprobat „Relațiile Permanente Comerciale Normale” (RPCN) cu China, care să permită importurilor chineze să aibă aceleași tarife reduse precum produsele din cele mai multe alte țări. China are un excedent comercial important cu Statele Unite, cea mai importantă piață de export a sa. La începutul anilor 2010, politicienii americani au susținut că yuanul chinezesc a fost subevaluat semnificativ, oferind Chinei un avantaj comercial neloial. În ultimele decenii, China a urmat o politică de angajare a națiunilor africane în comerț și cooperare bilaterală; în 2012 comerțul chino-african a totalizat peste 160 de miliarde de dolari SUA. China și-a consolidat mai mult legăturile sale cu economiile majore din America de Sud, devenind cel mai mare partener comercial al Braziliei și creând legături strategice cu Argentina.

#### Dispute teritoriale

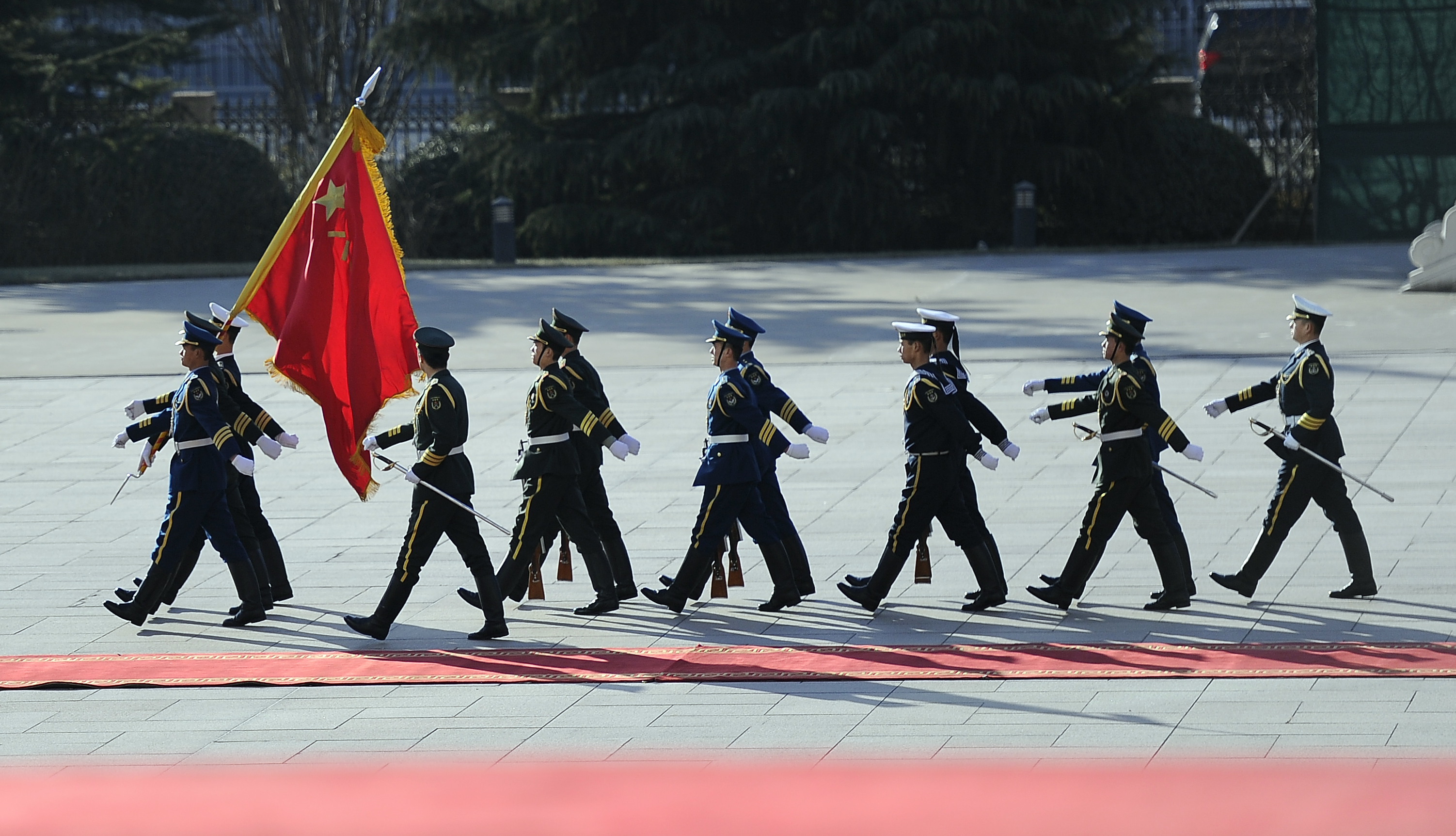
Soldați chinezi înarmați cu săbii.

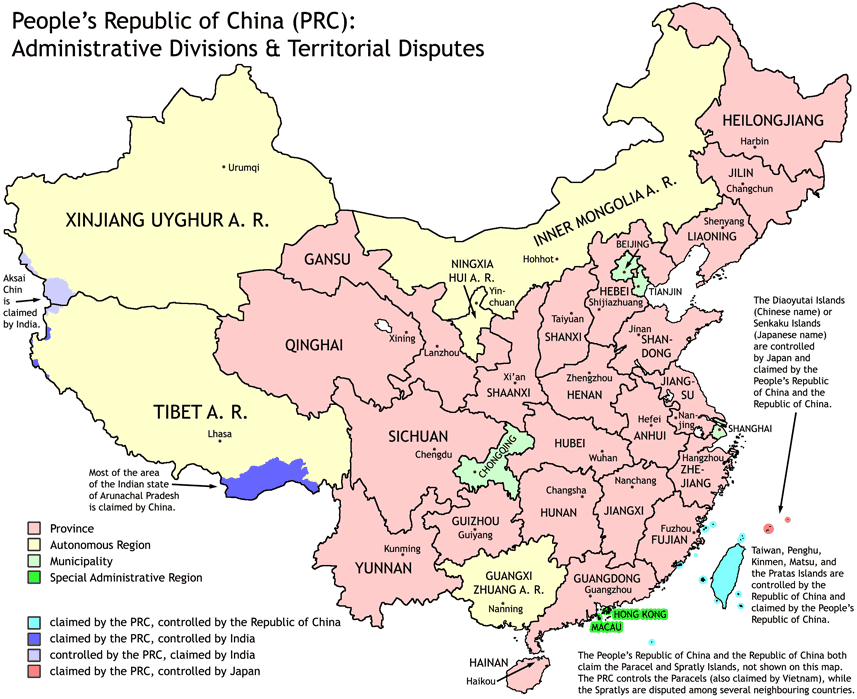
Hartă reprezentând disputele teritoriale dintre Republica Populară Chineză și statele vecine.

În plus față de revendicarea întregului Taiwan, China, a fost implicată într-o serie de alte dispute teritoriale internaționale. Începând cu anii 1990, China a fost implicată în negocieri pentru rezolvarea divergențelor legate de frontierele terestre contestate, inclusiv o parte frontierei disputate cu India și o parte nedefinită a frontierei cu Bhutan. China mai este implicată în litigii multilaterale asupra dreptului de proprietate a mai multor mici insule din Marea Chinei de Est și de Sud, cum ar fi Insulele Senkaku și Scarborough Shoal.

#### Statutul de superputere emergentă
China este aclamată, în mod regulat, ca o potențială nouă superputere, unii comentatori citând progresul economic rapid, creșterea puterii militare, populația foarte mare și creșterea influenței sale internaționale, ca semne că va juca un rol important la nivel mondial în secolul XXI. Totuși, alții avertizează că himerele economice și dezechilibrele demografice pot încetini sau chiar opri creșterea economică a Chinei. Unii autori pun la îndoială, de asemenea, definirea Chinei ca „superputere”, argumentând faptul că doar economia sa nu o califică pentru a fi o superputere și observând că nu are influența militară și culturală a Statelor Unite ale Americii.

### Probleme socio-politice și reforme

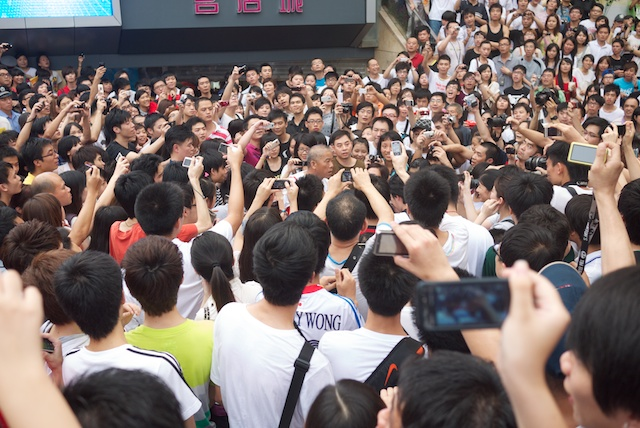
Protest în sprijinul existenței mass-mediei cantoneze în Guangzhou, 2010

Mișcarea democratică chineză, activiștii sociali și chiar unii membri ai Partidului Comunist din China, au identificat cu toții nevoia de reformă socială și politică. În timp ce controalele economice și sociale au fost relaxate, în mod semnificativ, în China după 1970, libertatea politică este încă strâns limitată. Constituția Republicii Populare Chineze prevede că „drepturile fundamentale” ale cetățenilor includ libertatea de exprimare, libertatea presei, dreptul la un proces echitabil, libertatea religioasă, vot universal și dreptul la proprietate. Cu toate acestea, în practică, aceste dispoziții nu oferă o protecție semnificativă împotriva urmăririi penale a statului. Cenzura discursului politic și informațional, mai ales pe Internet, este folosită în mod deschis și în mod obișnuit în China, pentru a reduce la tăcere criticii guvernului și ai Partidului Comunist. În 2005, organizația Reporteri fără frontiere au clasat China pe locul 159 din 167 de state, în anuala clasificare a libertății de presă, indicând un nivel foarte scăzut al libertății presei.
Migranții din orașe, proveniți din mediul rural, sunt adesea tratați ca cetățeni de mâna a doua, de către sistemul de înregistrare a locuințelor „hukou”, care controlează accesul la beneficiile de stat. Drepturile de proprietate sunt adesea slab protejate, iar impozitarea afectează în mod disproporțional cetățenii mai săraci. Cu toate acestea, anumite taxe din mediul rural au fost reduse sau eliminate de la începutul anilor 2000 și au fost oferite servicii sociale suplimentare locuitorilor din mediul rural.
O serie de guverne străine, agenții de presă străine și ONG-uri, critică în mod rutinar încălcările drepturilor omului în China, invocând încălcarea pe scară largă a drepturilor civile, cum ar fi detenția fără proces, avortul forțat, mărturisiri forțate, tortura, restricții ale drepturilor fundamentale ale omului și utilizarea excesivă a pedepsei cu moartea. Guvernul a suprimat demonstrațiile organizațiilor pe care le consideră o potențială amenințare la adresa „stabilității sociale", cum a fost cazul protestelor din Piața Tiananmen din 1989. Statul chinez este acuzat, în mod regulat și pe scară largă, de represiune și încălcări ale drepturilor omului în Tibet și Xinjiang, inclusiv prin reprimări polițienești violente și suprimări religioase. Guvernul chinez a răspuns criticilor externe, susținând că noțiunea de drepturi ale omului ar trebui să ia în considerare nivelul actual de dezvoltare economică al țării și "drepturile oamenilor de subzistență și de progres". Acesta subliniază creșterea standardului de viață al chinezilor, a ratei de alfabetizare și a speranței medii de viață, precum și îmbunătățirea siguranței la locul de muncă și eforturile de combatere a dezastrelor naturale, cum ar fi inundațiile perene ale fluviului Yangtze. Mai mult decât atât, unii politicieni chinezi s-au pronunțat în sprijinul democratizării, deși alții rămân mai conservatoari. Au fost efectuate unele eforturi majore de reformare, de exemplu, în noiembrie 2013 guvernul a anunțat planurile sale de abolire a mult criticatului program de reeducare prin muncă. În cursul anilor 2000 și începutul anilor 2010, guvernul chinez a devenit din ce în ce mai tolerant cu ONG-urile care oferă soluții practice și eficiente pentru problemele sociale, dar o astfel de activitate a „celui de-al treilea sector” a rămas puternic reglementată.

#### Falun Dafa

Emblema Falun Dafa

Din anul 1999, datorită expansiunii și creșterii numărului adepților Falun Gong (sau Falun Dafa) ce a ajuns până la 100 de milioane de practicanți în acel an (mai mulți decât membrii partidului comunist), fostul președinte Jiang Zemin și partidul comunist și-au manifestat intens ostilitatea față de această mișcare, pornind un genocid. Peste 100000 de adepți Falun Dafa au fost închiși din 1999 până în prezent în lagăre de concentrare și exterminare asemenea celor fasciste și sovietice, denumite centre de reeducare, unde sunt supuși la agresiuni fizice ca torturi, bătăi, imobilizare în poziții traumatizante și agresiuni psihice (umilirea celor aflați în detenție, obligarea la denunțarea propriei credințe). Practicanții Falun Dafa sunt folosiți și în recoltarea ilegală de organe, operațiile făcându-se pe viu.
Falun Dafa este un sistem de credințe și practici fondat, în 1992, în China de către Li Hongzhi pornind de la sistemul filozofic Qigong. Accentul este pus pe moralitate; astfel, sunt promovate adevărul, bunătatea, toleranța. Mișcarea Falun Gong nu este considerată sectă, nu implică afilieri politice.
Se estimează că au fost uciși între 65000-70000 de practicanți Falun Dafa. Puteți semna o petiție pentru oprirea acestor persecutii aici.
ONU și UE au cerut guvernului chinez să oprească imediat acest genocid. Creștinii și budiștii au parte și ei de discriminare.

## Forțele armate

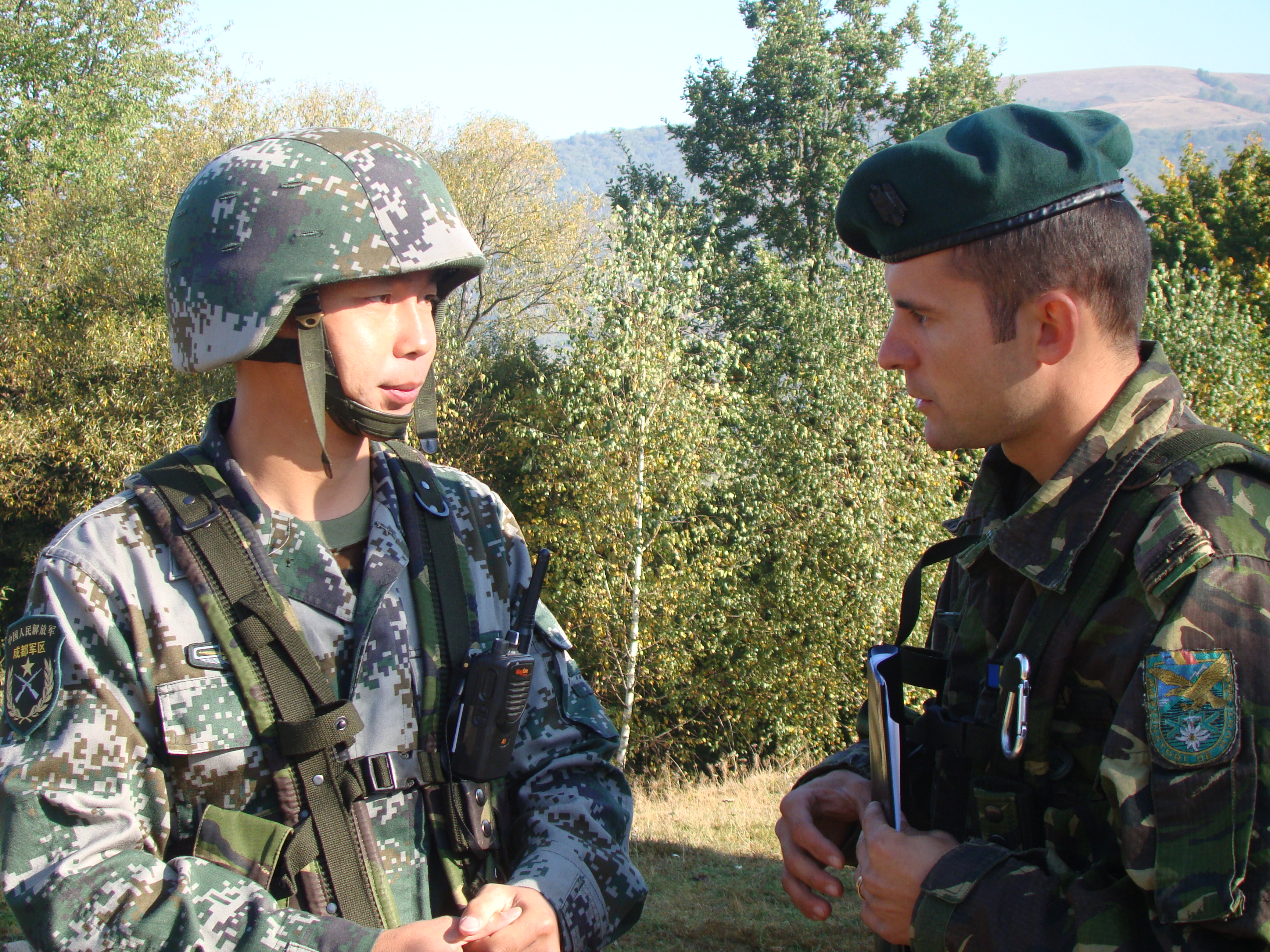
Soldat chinez și român la antrenamente comune în 2009

Cu 2,3 milioane de militari activi, Armata Populară Chineză de Eliberare (APCE). este cea mai mare forță militară permanentă din lume, fiind comandată de către Comisia Militară Centrală (CMC). Armata Populară de Eliberare (APE) este formată din Armata Populară de Eliberare Forțele Terestre (APEFT), Armata Populară de Eliberare Marina (APEM), Armata Populară de Eliberare Forțele Aeriene (APEFA) și o forță nuclear strategică, „Al Doilea Corp de Artilerie”. Conform guvernului chinez, cheltuielile militare ale Chinei în 2012 au totalizat 100 de miliarde USD, acesta fiind al doilea cel mai mare buget militar din lume. Cu toate acestea, alte națiuni, cum ar fi Statele Unite ale Americii, susțin faptul că RPC nu raportează nivelul real al cheltuielilor militare, care se presupune că ar fi mult mai mare decât bugetul oficial.

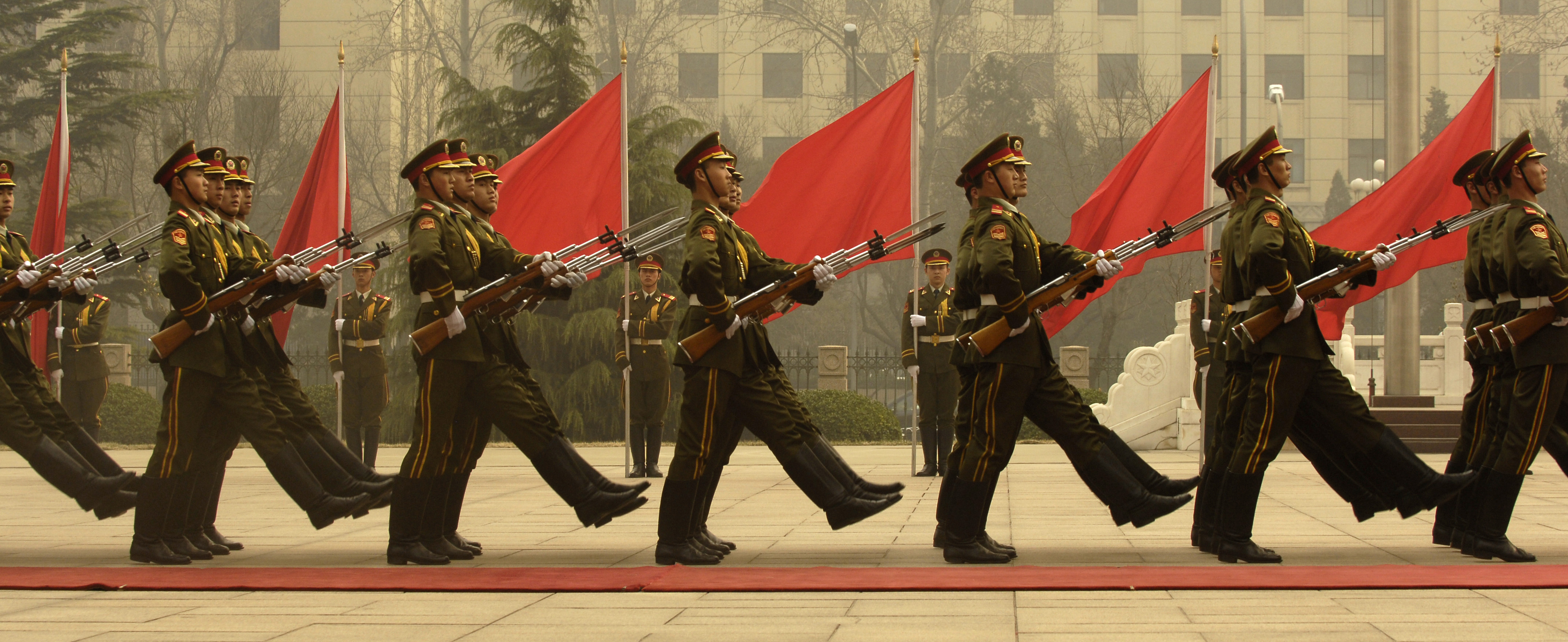
Membrii gărzii de onoare militare chineze

Fiind recunoscută ca o țară ce deține arme nucleare, China este considerată atât o majoră putere militară regională, cât și o potențială superputere militară. Potrivit unui raport din 2013 al Departamentului Apărării al SUA, China deține între 50 și 75 de rachete balistice intercontinentale nucleare, împreună cu un număr de rachete balistice de rază scurtă. Cu toate acestea, în comparație cu ceilalți patru membri permanenți ai Consiliului de Securitate al ONU, China are o relativă limitare a capabilității de proiectare a forței. Pentru a compensa acest lucru, China a dezvoltat numeroase proiecte – primul său portavion a intrat în serviciu în 2012 - și menține o flotă substanțială de submarine, inclusiv unele cu putere nucleară și submarine cu rachete balistice. China a stabilit, de asemenea, o rețea de relații militare străine de-a lungul rutelor majore de transport maritim.
China a făcut progrese semnificative în modernizarea forței sale aeriene, de la începutul anilor 2000, achiziționând avioane de luptă rusești, cum ar fi Suhoi Su-30 și, de asemenea, fabricându-și propriile unități moderne, cele mai notabile fiind Chengdu J-10 și Shenyang J-11, J -15 și J - 16. China este, de asemenea, implicată în dezvoltarea unui avion invizibil autohton și numeroase drone de luptă. China și-a actualizat, de asemenea, forțele terestre, înlocuind îmbătrânitele tancuri de derivație sovietică, cu numeroase variante moderne de tanc Tip 99, precum și îmbunătățirea sistemelor de abrevieri pentru control și comandă pe câmpul de luptă, C3I și C4I, pentru a spori capacitățile războiului bazat pe rețele. În plus, China a dezvoltat sau achiziționat numeroase sisteme avansate de rachete, inclusiv rachete anti-satelit, rachete de croazieră și submarine cu rachete balistice nucleare.

## Economie

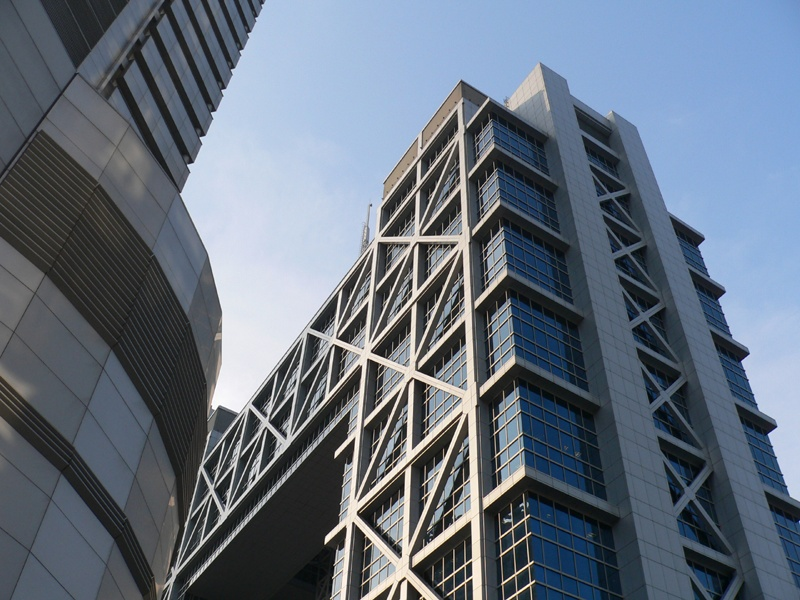
Clădirea bursei Shanghai Stock Exchange, aflată în districtul financiar Lujiazui din Shanghai. Shanghai este unul dintre orașele cu cel mai mare PIB din lume, în valoare totală de 304 miliarde de dolari în 2011

Începând cu 2013, China este cea de-a doua cea mai mare economie din lume, în ceea ce privește PIB-ul nominal, în valoarea sa totală de aproximativ 9,3253 trilioane de USD, conform datelor Biroului Național de Statistică al Republicii Populare Chineze. În cazul în care paritatea puterii de cumpărare (PPP) (în valoare de 12.405 miliarde de dolari SUA în 2012; 14,9614 trilioane de dolari SUA în 2013) este luată în considerare, atunci economia Chinei este din nou secondată doar de economia Statelor Unite. În 2013, PIB-ul pe cap de locuitor a fost de 10.253 dolari SUA, în timp ce PIB-ul nominal pe cap de locuitor a fost de 6.853 dolari SUA. În ambele situații, China se poziționează în urma a nouăzeci de țări, (din 183 listate de către FMI) în clasamentul global al PIB-ului pe cap de locuitor.

### Istorie și creștere economică
De la înființarea sa în 1949 până la sfârșitul anului 1978, Republica Populară Chineză a avut un stil sovietic de economie planificată centralizată. După moartea lui Mao, în 1976, și sfârșitul Revoluției Culturale, Deng Xiaoping și noua conducere chineză au început să reformeze economia și să se îndrepte înspre o economie mixtă, orientată spre comerț, sub conducere monopartidă. Colectivizarea agricolă a fost desființată iar terenurile agricole privatizate, în timp ce comerțul exterior a devenit o nouă preocupare majoră, ducând la crearea de zone economice speciale. Ineficientele întreprinderi de stat au fost restructurate și cele neprofitabile au fost închise pe loc, rezultând pierderi masive de locuri de muncă. China modernă este caracterizată, în principal, ca având o economie de piață bazată pe proprietate privată și este una dintre cele mai importante exemple de capitalism de stat. Statul încă domină în sectoarele „piloane” strategice, cum ar fi în industriile grele sau în producerea energiei. Totuși numărul companiilor private s-a extins enorm, cu aproximativ 30 de milioane de întreprinderi private, înregistrate în 2008.

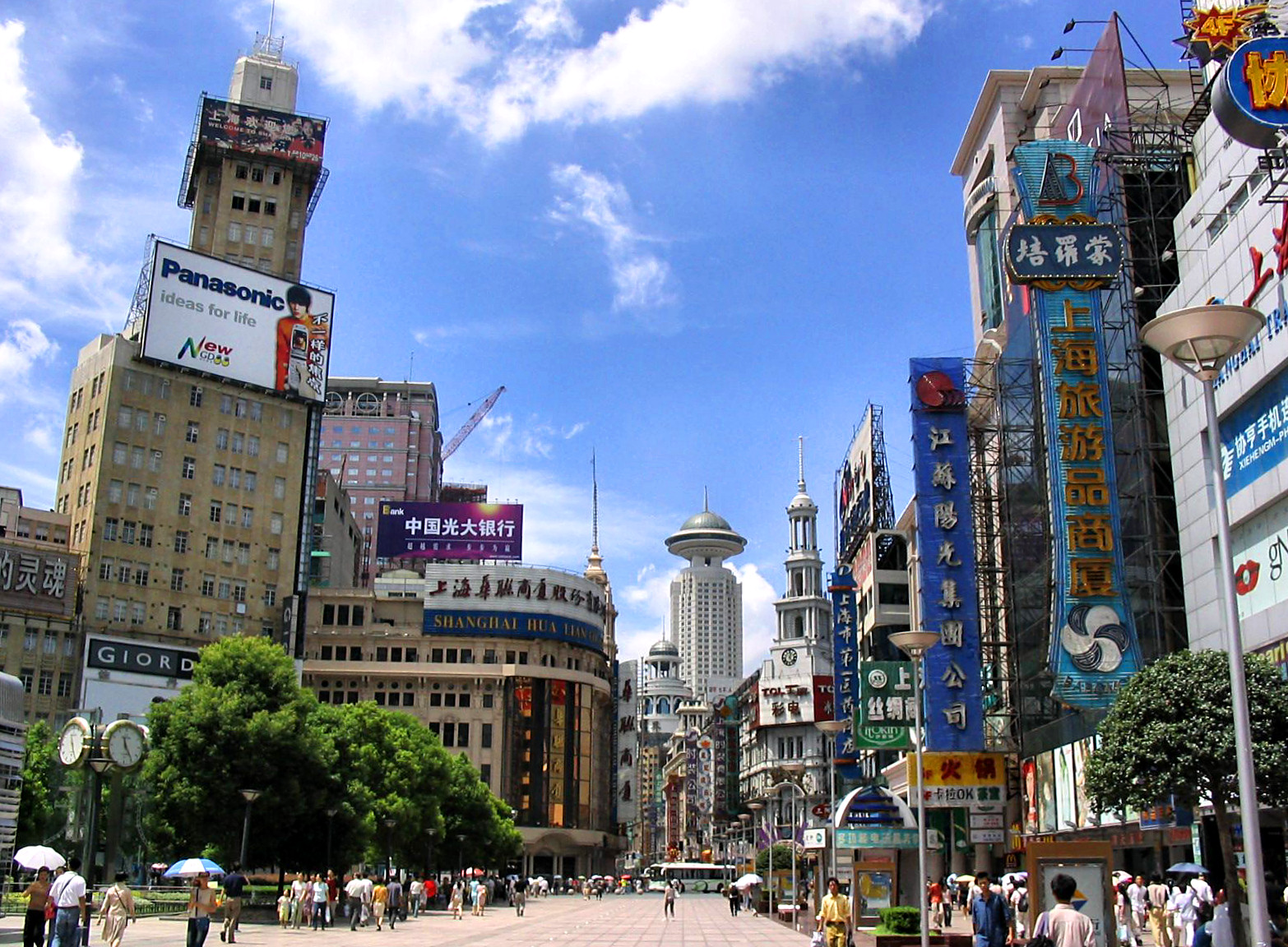
Calea Nanjing este una dintre cele mai importante zone comerciale din Shanghai

Întrucât liberalizarea economică a început în 1978, China a fost printre economiile cu cea mai rapidă creștere, la nivel mondial, bazându-se în mare măsură pe investiții și export. Potrivit FMI, creșterea medie anuală a PIB-ului Chinei între 2001 și 2010 a fost 10,5%. Între 2007 și 2011, rata de creștere economică a fost echivalentă cu cea a tuturor țărilor G7 la un loc. Potrivit Indicelui Generator de Creștere Globală, anunțat de către Citigroup în februarie 2011, China are o rată foarte mare de creștere în grup. Productivitatea ridicată, costurile reduse ale forței de muncă și infrastructura relativ bună, au făcut din China un lider global în producția industrială. Cu toate acestea, economia chineză este o foarte mare consumatoare de energie și ineficientă. China, care a devenit cel mai mare consumator de energie din lume, în 2010, se bazează pe cărbune pentru furnizarea a mai mult de 70% din nevoile sale de energie și a depășit SUA, ca cel mai mare importator de petrol din lume, în septembrie 2013. Cu toate acestea, creșterea economică a Chinei și industrializarea au afectat mediul înconjurător, iar la începutul anilor 2010, creșterea economică a început să încetinească, pe fondul problemelor domestice a investițiilor bazate pe credite, scăderea cererii internaționale de exporturi chineze și dificultăților economice globale.
În domeniul on-line, industria comerțului electronic din China a crescut mai lent decât în UE și SUA, cu o perioadă semnificativă de dezvoltare, apărută începând din jurul anului 2009. Conform Credit Suisse, valoarea totală a tranzacțiilor online în China a crescut de la o valoare nesemnificativă în 2008 la aproximativ 4000 de miliarde RMB (660 miliarde de dolari) în 2012. „Alipay” are cea mai mare cotă de piață în China, cu 300 de milioane de utilizatori și deținea puțin sub jumătate din piața chineză de plăți on-line, în februarie 2014, în timp ce cota „TenPay” este de circa 20%, iar cota „China UnionPay” este puțin mai mare de 10 la sută.

### China în economia globală
China este un membru al OMC și este cea mai mare putere comercială din lume, cu o valoare totală a comerțului internațional de 3,87 trilioane USD în 2012. Rezervele valutare au ajuns la 2,85 trilioane USD până la sfârșitul anului 2010, cu o creștere de 18,7% față de anul precedent, ceea ce face rezervele sale valutare, de departe, cele mai mari din lume. Începând din 2009, China deține o sumă de datorii externe a Statelor Unite, estimată la 1600 miliarde de dolari. China deține mai mult de 1,16 trilioane USD în obligațiuni americane de trezorerie, fiind cel mai mare deținător străin al datoriei externe SUA. În 2012, China a fost cel mai mare beneficiar din lume de investiții străine directe (ISD), atrăgând 253 de miliarde de dolari. De asemenea, China are investiții în străinătate în valoare totală de 62,4 miliarde dolari, în 2012, și o serie de preluări majore, de către companii chineze, a firmelor străine. Rata de schimb valutar subevaluată a Chinei a cauzat tensiuni cu alte economii majore, țara fiind, de asemenea, criticată și pentru fabricarea, în mari cantități, de produse contrafăcute.
| Exporturi     | Exporturi | Importuri     | Importuri |
| Țara          | Procentaj | Țara          | Procentaj |
| ------------- | --------- | ------------- | --------- |
| Statele Unite | 17,2%     | Japonia       | 9,8%      |
| Hong Kong     | 15,8%     | Coreea de Sud | 9,2%      |
| Japonia       | 7,4%      | Statele Unite | 7,1%      |
| Coreea de Sud | 4,3%      | Germania      | 5,1%      |
| Altele        | 55,3%     | Altele        | 68,8%     |

China s-a clasat pe locul 29 în Raportul Competitivității Globale, în 2009, deși aceasta este doar pe locul 136 din 179 de țări evaluate în Indexul Libertății Economice în 2011. În 2011, 61 de companii chineze au fost incluse în Fortune Global 500. Evaluate după veniturile totale, trei din primele zece cele mai valoroase companii din lume, din 2011, au fost chineze, incluzând a V-a clasată Sinopec Group, a VI-a clasată China National Petroleum Corporation și a VII-a clasată State Grid (cea mai mare companie din lume de distribuție a energiei electrice).

### Clasa socială și egalitatea veniturilor
Populația din clasa de mijloc a Chinei (în cazul în care este definită drept pătura socială cu un venit anual cuprins între 10.000 și 60.000 dolari SUA), a ajuns la mai mult de 300 de milioane de oameni până în 2012. Conform Raportului Hurun, numărul de miliardari în dolari SUA, din China, a crescut de la 130 în 2009 la 251 în 2012, China fiind astfel a doua țară cu cel mai mare număr de miliardari din lume. Piața internă chineză de vânzare cu amănuntul a fost în valoare de peste 20 de miliarde de yuani (3,2 trilioane USD), în 2012, și avea o creștere anuală cu peste 12 %, în 2013, în timp ce piața bunurilor de lux s-a extins foarte mult, cu 27,5% din cota de la nivel mondial. Cu toate acestea, în ultimii ani, creșterea economică rapidă a Chinei a contribuit la creșterea gravă a inflației de consum, ducând la o creștere a reglementărilor guvernamentale. China are un nivel ridicat de inegalitate economică, care a crescut în ultimele decenii. În 2012, Coeficientul Gini al Chinei a fost de 0.474.

### Internaționalizarea renminbi-ului
În noiembrie 2010, Rusia a început să folosească renminbi-ul chinez în comerțul bilateral cu China. Aceasta a fost urmată la scurt timp de Japonia, Australia, Singapore, și Regatul Unit. Ca un rezultat al internaționalizării rapide a renminbi-ului, moneda a devenit a VIII-a cea mai tranzacționată din lume, în 2013.

### Turism

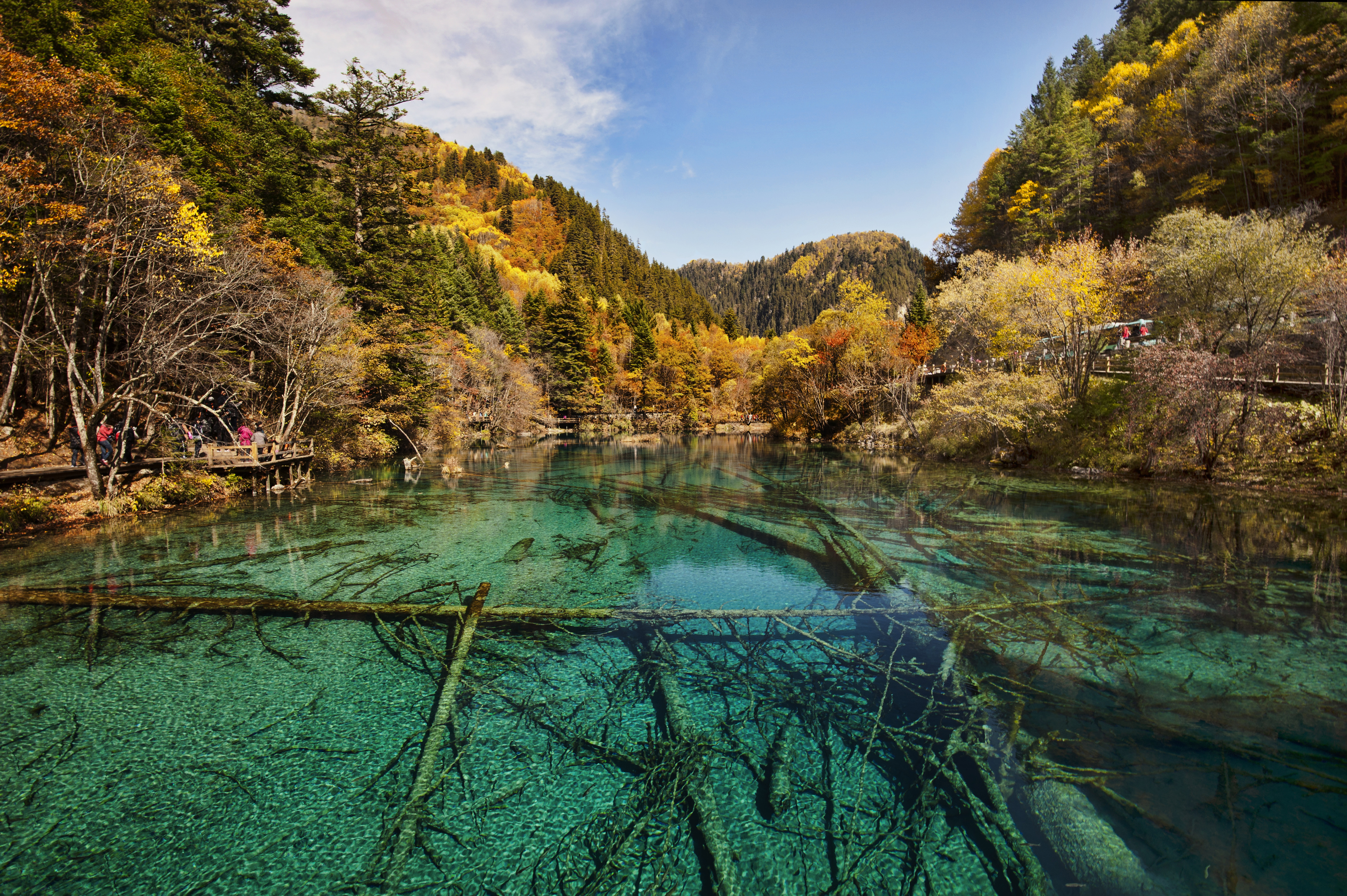
Valea Jiuzhaigou a fost declarată ca Patrimoniu Mondial de către UNESCO în 1992.

Turismul a devenit un factor important al îmbunătățirii competitivității internaționale a țării. Sectorul turismului a crescut semnificativ în ultimii ani, iar în anul 2007 a reprezentat 6,1% din PIB și se estimează faptul că în 2020 va contribui cu 11%. În plus, în 2012, guvernul a dublat numărul de vize, pentru a ajunge la 500.000 de vize eliberate, aceasta în scopul de a permite o creștere a turismului. În 2010, China a fost a treia cea mai vizitată țară din lume, cu 55.7 milioane de vizitatori străini. În plus, în 2012, aproximativ 740 de milioane de chinezi au călătorit în interiorul granițelor țării. China este a doua țară din lume cu cele mai multe locuri declarate ca făcând parte din Patrimoniul Mondial UNESCO, cu 45, în urma Italiei. Principalele destinații turistice sunt: Marele Zid Chinezesc, Orașul Interzis din Beijing, Mausoleul Qin Shi Huang, Munții Guilin, Fluviul Yangtze, Palatul Potala, Valea Jiuzhaigou, etc.

## Știință și tehnologie

### Istoric
China a fost un lider mondial în domeniul științei și tehnologiei, până la Dinastia Ming. Descoperirile antice și invențiile chinezești precum fabricarea hârtiei, tipărirea, busola, praful de pușcă, (cele „Patru Mari Invenții”), au fost, mai târziu, răspândite în Asia și Europa. Matematicienii chinezi au fost primii care au folosit numerele negative. Cu toate acestea, până în secolul al XVII-lea, lumea occidentală a depășit China în dezvoltarea științifică și tehnologică. Cauzele acestei „Mari Divergențe” continuă să fie și azi dezbătute.
După repetate înfrângeri militare ale Chinei de către țările occidentale, în secolul al XIX-lea, reformatorii din China au început promovarea științei și tehnologiei moderne, ca parte a Mișcării de Auto-Consolidare. După ce comuniștii au venit la putere în 1949, s-au făcut eforturi pentru organizarea științei și tehnologiei după modelul Uniunii Sovietice, în care cercetarea științifică a fost parte a planificării centralizate. După moartea lui Mao în 1976, știința și tehnologia a fost enunțată ca una dintre cele Patru Modernizări iar sistemul academic de inspirație sovietică a fost, treptat, reformat.

### Perioada contemporană
De la sfârșitul Revoluției Culturale, China a făcut investiții semnificative în cercetarea științifică, cheltuind peste 100 de miliarde de dolari pentru cercetare științifică și dezvoltare, doar în 2011. Știința și tehnologia sunt considerate ca fiind vitale pentru atingerea obiectivelor economice și politice și reprezintă o sursă de mândrie națională, descrisă uneori ca „tehno-naționalism". Oamenii de știintă chinezi au câștigat Premiul Nobel pentru Fizică de patru ori și Premiul Nobel pentru Chimie o dată; acești erudiți și-au obținut diplomele științifice în occident, unde, de asemenea, au făcut și mult-premiatele lor cercetări științifice.

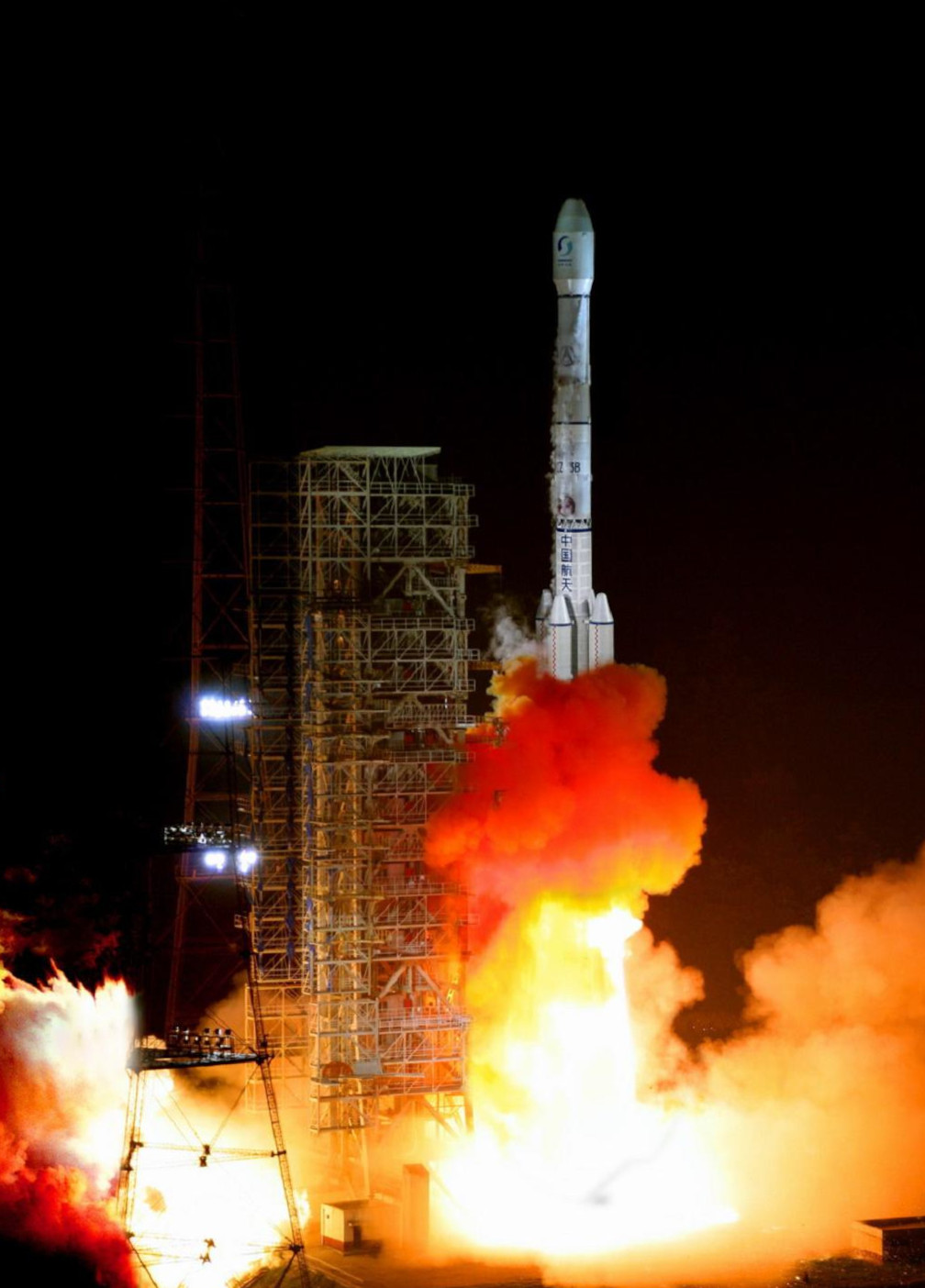
Lansarea rachetei chineze „Marșul cel Lung 3B”

China își dezvoltă rapid sistemul de învățământ, punând accent pe științe, matematică și inginerie; în 2009 peste 10.000 de ingineri au absolvit studiile de Doctorat și mai mult de 500.000 au absolvit studiile universitare de licență, mai mult decât în orice altă țară. China este, la nivel mondial, al doilea cel mai mare editor de lucrări științifice, publicând 121.500 de studii numai în 2010, inclusiv 5.200 de lucrări academice apărute în publicații științifice internaționale de renume. Companiile tehnologie din China, cum ar fi Huawei, Lenovo, Xiaomi, Meizu și ZTE au devenit lideri mondiali în domeniul telecomunicațiilor și a calculatoarelor personale, iar supercomputerele din China sunt constant evaluate ca fiind printre cele mai puternice din lume. În prezent, China experimentează o creștere semnificativă a utilizării roboților industriali; din anul 2008 până în 2011 instalarea de roboti multi-funcționali a crescut cu 136%.
Programul spațial chinez este unul dintre cele mai active din lume fiind, o sursă majoră de mândrie națională. În 1970 China a lansat primul său satelit, Dong Fang Hong I. În 2003 China a devenit a III-a țară care a trimis, în mod independent, un om în spațiu, odată cu zborul spațial al lui Yang Liwei, la bordul navei Shenzhou 5; până în iunie 2013, zece cetățeni chinezi au călătorit în spațiu. În 2011 a fost lansat Tiangong-1, primul modul al stației spațiale a Chinei, marcând astfel primul pas într-un proiect de asamblare a unei stații spațiale cu echipaj mare, până la începutul anilor 2020.

## Infrastructură

### Energie

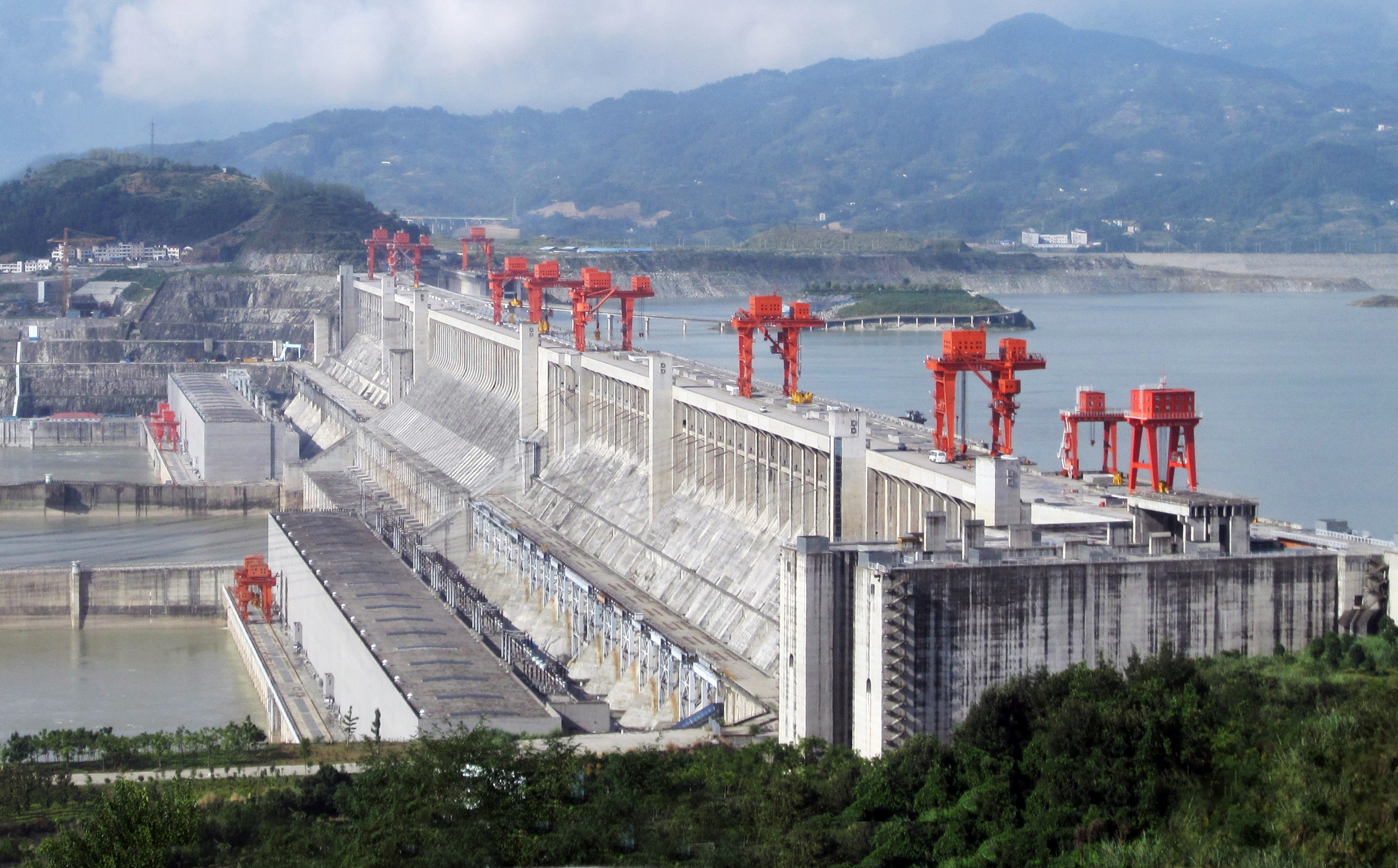
Complexul Hidroenergetic și de Navigație de la Cele Trei Defileuri ale Fluviului Yangzi reprezintă cel mai mare proiect hidroenergetic din lume.

China este țara care produce și consumă cea mai multă energie din lume. În 2012, a generat aproximativ 4.94 miliarde kWh de energie electrică, cu o capacitate instalată de 1,14 miliarde kW. În 2013, mai mult de 70% din energia produsă în țară a provenit din arderea cărbunelui; dependența sa de acest mineral face din China cel mai mare producător și consumator de cărbune din lume, în afară de a fi, la nivel mondial, cel mai mare emițător de dioxid de carbon și de alte gaze cu efect de seră. Pentru a remedia aceste probleme, guvernul a început să investească în noi proiecte de utilizare a surselor regenerabile de energie, cum ar fi energia hidroelectrică, eoliană, solară, geotermală, biomasă și biocombustibili. Totuși, în 2012, premierul Wen Jiabao a anunțat că va opri expansiunea necontrolată a câmpurilor de energie solară și eoliană, concentrându-se pe construirea de centrale hidroelectrice, pe fluviul Yangtze, și pe centrale nucleare. Există douăzeci de reactori nucleari, în funcțiune, în întreaga Chină, în timp ce alte douăzeci sunt în construcție; în 2012, energia nucleară a produs peste 98.200 GWh de electricitate.
În mod similar, în 2012, producția de petrol s-a ridicat la peste 4.416 miliarde de barili pe zi, a patra în lume. În ciuda acestui fapt, creșterea economică constantă determină ca această producție să fie insuficientă pentru a satisface cererea din țară, fiind necesar să se importe petrol din Rusia, Orientul Mijlociu, Asia Centrală și Africa. În 2013, China a depășit Statele Unite ca cel mai mare importator de petrol brut din lume; aproape jumătate din petrolul folosit în China provine din străinătate.

### Comunicații
China are, în prezent, cel mai mare număr de telefoane mobile active, fiind lider mondial, cu peste 1 miliard de utilizatori, până în februarie 2012. De asemenea, are cel mai mare număr din lume, de utilizatori de internet și de bandă largă (Broadband), cu peste 591 milioane de utilizatori de internet în 2013, echivalentul aproximativ a 44% din populația sa. Un raport din 2013 a constatat că viteza medie națională a conexiunii la internet este de 3.14 MB/s. În același an China a deținut 24% din dispozitivele conectate la Internet, la nivel mondial. China Telecom și China Unicom, doi mari furnizori de Broadband din lume, dețin 20% din abonații de bandă largă de la nivel mondial. Doar China Telecom deservește mai mult de 50 de milioane de abonați Broadband, în timp ce China Unicom deservește mai mult de 40 de milioane. Mai multe companii de telecomunicații din China, mai ales Huawei și ZTE, au fost acuzate de spionaj în favoarea armatei chineze.

### Transport

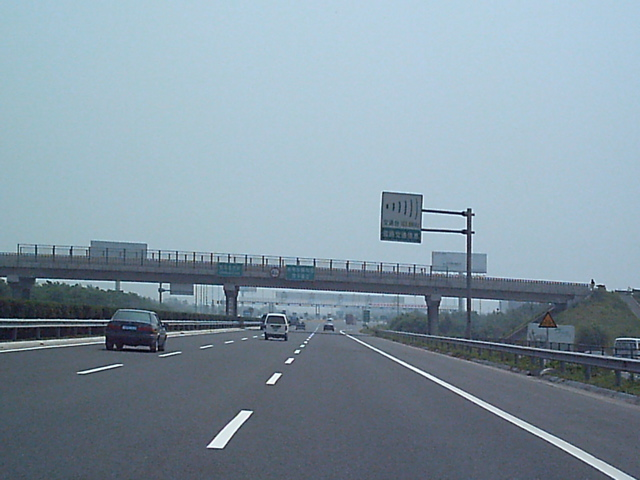
Autostrada G1 Beijing–Harbin

De la sfârșitul anilor 1990, rețeaua națională de drumuri a Chinei a fost extinsă în mod semnificativ, prin crearea unei rețele de autostrăzi, cunoscută sub numele de Sistemul Național de Autostrăzi Principale (SNAP). În 2011 autostrăzile din China au ajuns la o lungime totală de 85.000 km, fiind cel mai lung sistem de autostrăzi din lume. Deținerea de autoturisme, proprietate personală, este în creștere rapidă, depășind Statele Unite ca cea mai mare piață auto din lume, în 2009, având un total al vânzărilor de automobile de peste 13,6 milioane de bucăți. Analiștii prevăd că vânzările anuale de automobile ar putea crește cu până la 40 de milioane, până în 2020. Un efect secundar al creșterii rapide a rețelei de drumuri din China, a fost creșterea semnificativă a accidentelor rutiere, unii citând ca un posibil motiv proasta aplicare a legilor de circulație; numai în 2011, în jur de 62.000 de chinezi au murit în accidente rutiere. În mediul urban, bicicletele rămân un mod obișnuit de transport, în pofida creșterii prevalenței automobilelor. În 2012 erau aproximativ 470 de milioane de biciclete în China.
Căile ferate din China, deținute de stat, sunt cele mai aglomerate din lume, manipulând un sfert din transportul de marfă și de pasageri, din lume. Datorită cererii foarte mari, sistemul este în mod regulat supus supraaglomerării, în special în timpul perioadelor de vacanțe și sărbători, cum ar fi Chunyun în timpul Anului Nou Chinezesc. Rețeaua feroviară chineză a transportat un total estimativ de 1,68 de miliarde de pasageri doar în 2010.

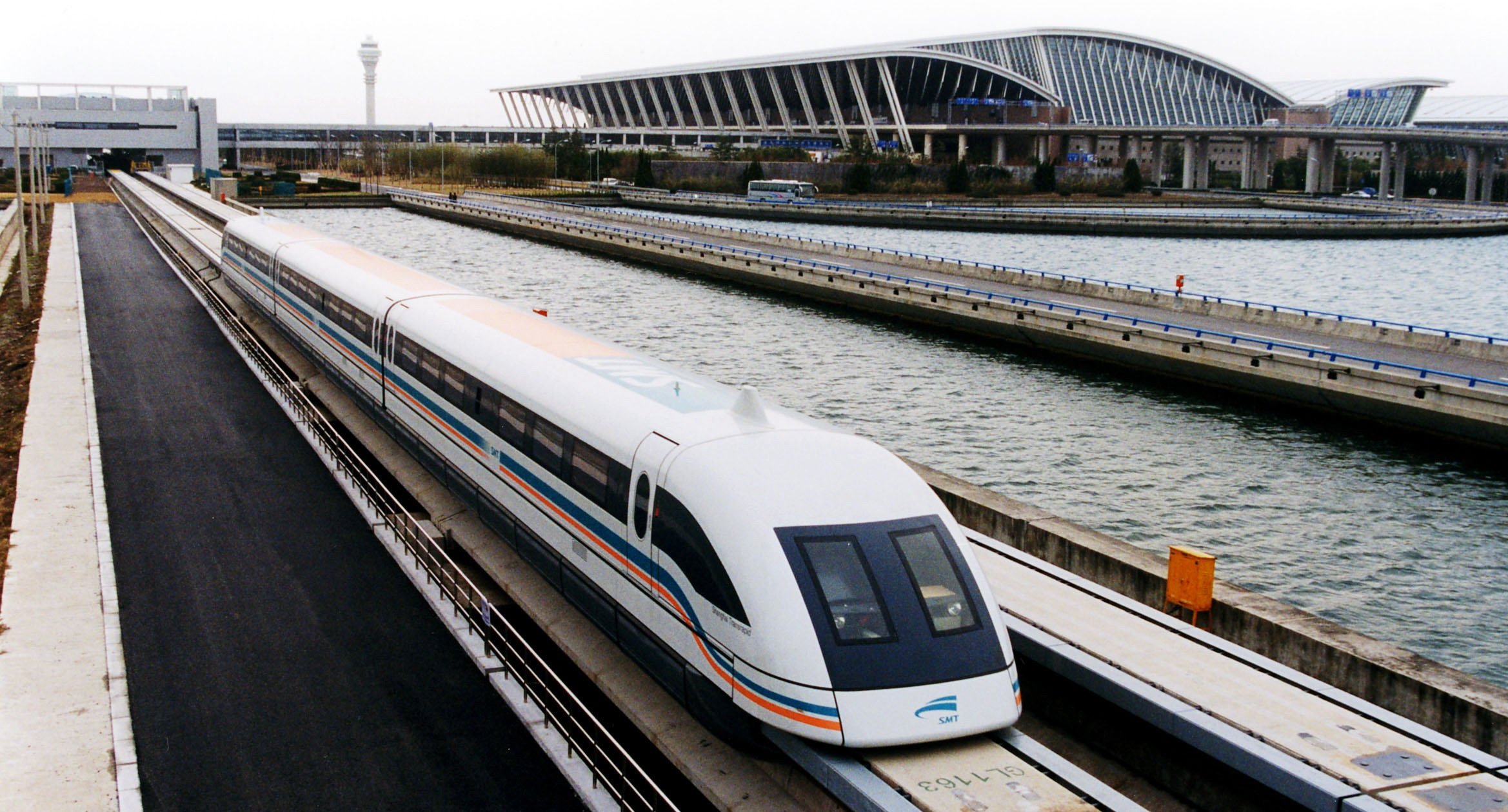
Un tren de mare viteză cu levitație magnetică, sau Maglev, plecând de la Aeroportul Internațional Pudong, Shanghai, în 2006

Din cei peste 100.000 km ai rețelei feroviare chineze, aproximativ 10.000 de km sunt de mare viteză. În decembrie 2012, China a inaugurat cea mai lungă linie de cale ferată de mare viteză din lume, creând o legătură între Beijing – Guangzhou – Shenzhen – Hong Kong. China intenționează să opereze aproximativ 16,000 km de linii de cale ferată de mare viteză până în 2020. Sistemele de capacitate mare („metrou tare”), de asemenea, sunt într-un curs rapid de dezvoltare în marile orașe din China, sub forma unor rețele de sisteme de metrou subteran sau metrou ușor. Propriul sistem de navigație prin satelit, numit Beidoum este în curs de dezvoltare, începând să ofere servicii de navigație comercială în Asia, în 2012 și este planificat să aibă o acoperire la nivel global, până în 2020.
În 2013, mai mult de două treimi din aeroporturile aflate în construcție, în întreaga lume, erau în China, iar Boeing se așteaptă ca flota Chinei de aeronave comerciale active să crească de la 1910 în 2011, la 5980 până în 2031. Cu toate acestea, 80% din spațiul aerian din China rămâne limitat doar pentru uz militar, iar 8 din 10 cele mai slab performante companii aeriene, în materie de întârzieri, din Asia, erau chineze. Conform unei statistici din 2011, Aeroportul Internațional Beijing este nu numai cel mai aglomerat aeroport din țară, dar și al doilea cel mai aglomerat din lume, cu un trafic de pasageri de 78.675.058 de oameni. Al doilea cel mai important este Aeroportul Internațional din Hong Kong, al zecelea cel mai tranzitat aeroport la nivel internațional, cu 53.328.613 de pasageri. Al treilea și al patrulea cele mai importante sunt Aeroportul Internațional Baiyun din Guangzhou și Aeroportul Internațional Pudong din Shanghai, al XIX-lea și al XX-lea cele mai tranzitate din lume, cu 45,04 și respectiv 41,44 de milioane de pasageri.

## Cultură
Din cele mai vechi timpuri, cultura chineză a fost puternic influențată de confucianism și filosofii conservatoare. Pentru o mare parte din epoca dinastică, posibilitatea de a urca pe scara socială consta în obținerea unei bune performanțe la prestigioasa Examinare Imperială, ale cărei origini datau din timpul Dinastiei Han. Accentul literar al examinării afecta percepția generală a rafinamentului cultural în China, în așa fel încât caligrafia, poezia și pictura erau considerate superioare dansului sau teatrului. Cultura chineză a subliniat mereu un profund sentiment de istoricitate și perspectivă de introspecție națională Examenele și cultura meritocrației sunt încă extrem de apreciate în China actuală.
Primii lideri ai Republicii Populare Chineze s-au născut în timpul domniei imperiale tradiționale, dar au fost influențati de „Mișcarea de la 4 mai” și idealurile reformiste. Ei au căutat să schimbe anumite aspecte tradiționale ale culturii, cum ar fi proprietățile funciare, sexismul și sistemul confucianist de educație, păstrând, în același timp, altele, cum ar fi structura familială și cultura de obediență față de stat. Unii observatori au privit perioada de după înființarea Republicii Populare în 1949, ca o continuare a dinastiilor tradiționale chineze, în timp ce alții au afirmat faptul că mandatul Partidului Comunist a deteriorat bazele culturii chineze, în special prin mișcări politice, cum ar fi Revoluția Culturală din anii 1960, care a distrus multe aspecte tradiționale ale culturii, și au denunțat aceste politici drept „regresive și dăunătoare” sau „vestigii ale feudalismului”. Multe aspecte importante ale moralei și culturii chineze, precum confucianismul, arta, literatura și artele spectacolului, cum ar fi Opera Beijing, au fost modificate pentru a se conforma cu politicile guvernamentale și de propagandă ale timpului. Accesul la mass-media străină este încă restricționat, permițându-se proiectarea doar a 34 de filme străine pe an, în cinematografele chineze.

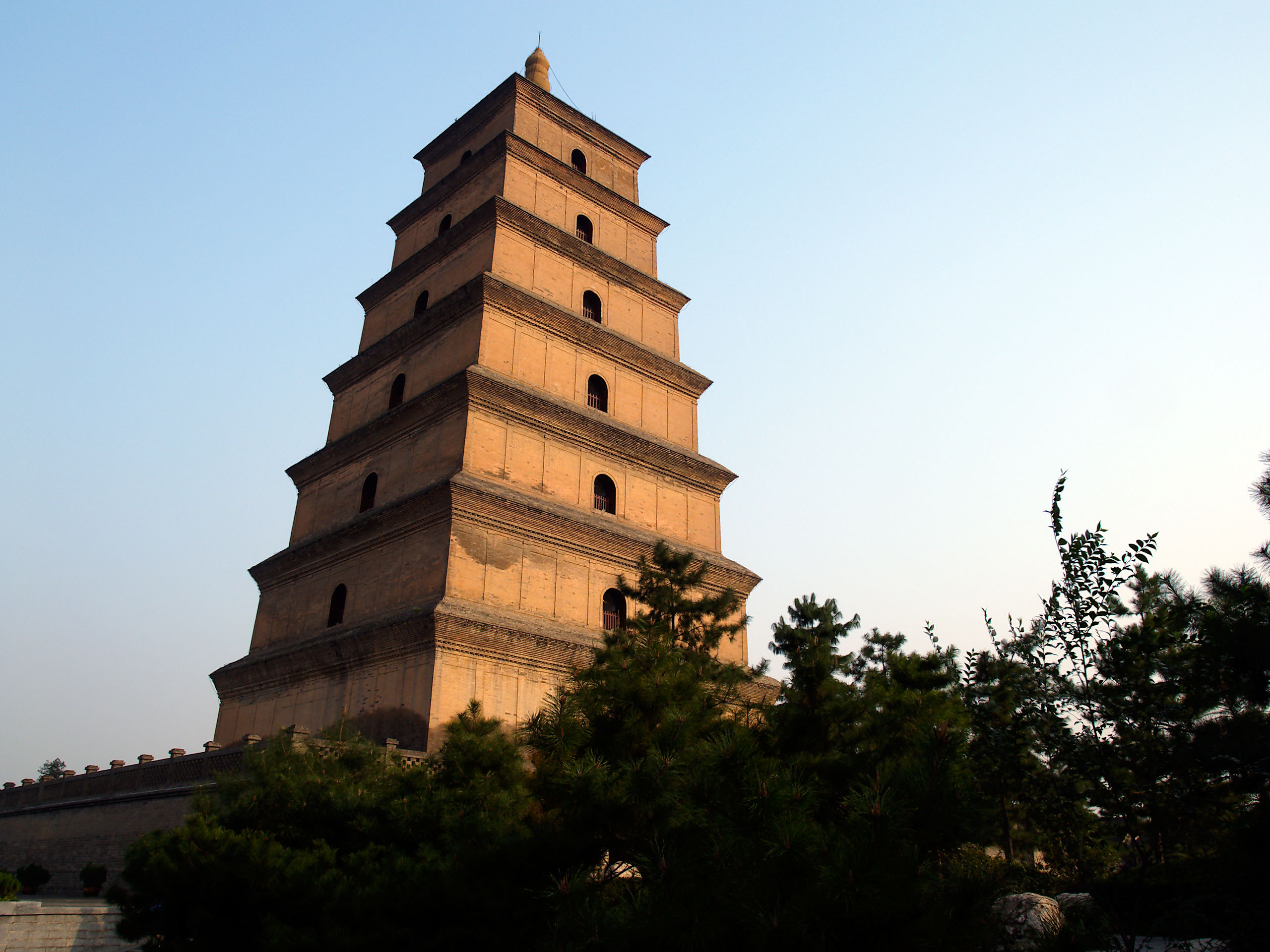
„Pagoda Marii Gâște Sălbatice” din Xi'an. A fost construită în secolul al VI-lea dHr, în timpul dinastiei Tang.

Guvernul a acceptat numeroase elemente ale culturii tradiționale, ca parte integrantă a societății chineze. Odată cu avântul naționalismului și sfârșitul Revoluției Culturale, a existat o revenire puternică a diferitelor forme de artă, literatură, muzică, film, modă și arhitectură, iar obiectele de artizanat au atras un interes național considerabil și chiar la nivel mondial.

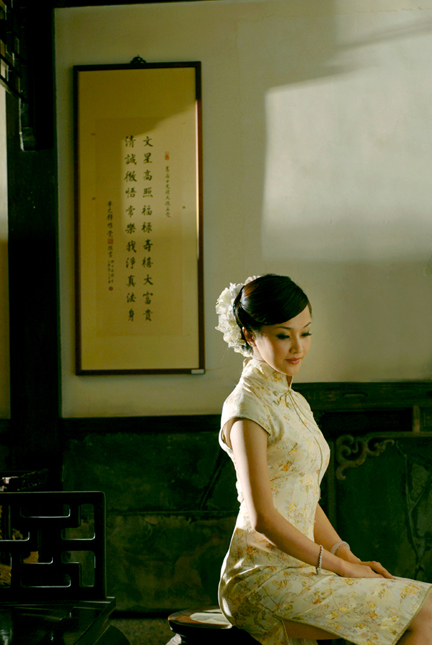
Chinezoaică în Qipao/Cheongsam

Vestimentația chineză tradițională a suferit modificări din antichitate la perioada modernă. Vestimentația chineză tradițională a variat în funcție de regiune și timp. Cele mai importante costume tradiționale chineze sunt Hanfu, Cheongsam, Tangzhuang. Cheongsamul(Qipao) modern a rezultat în urma transformărilor asupra celui tradițional la începutul secolului al XX-lea.

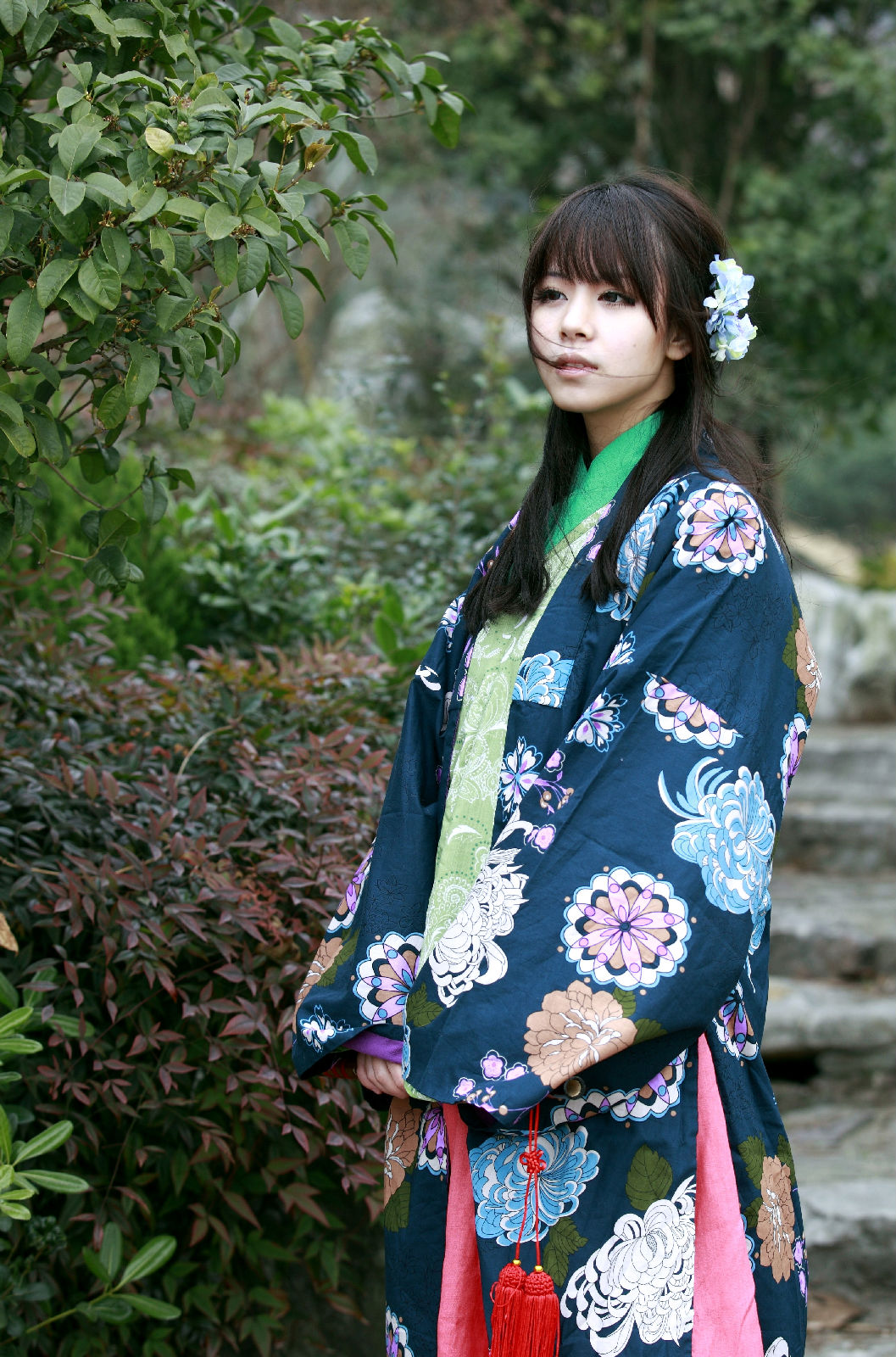
Tânără chinezoaică în Hanfu

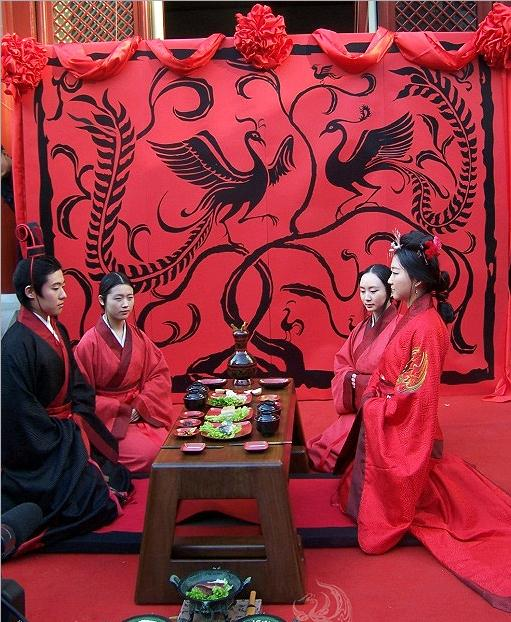
Chinezi în costume Hanfu specifice dinastiei Zhou

### Artă
Arhitectura tradițională chineză este influențată de Arta greco-budistă din primul secol d.Hr. Stilul arhitectural include, de obicei, constructii din lemn și cărămidă. Coloanele au adesea o înălțime redusă și lipsesc capitelurile. Acoperișurile au o streșini groase și sunt curbate ușor în sus. În plus, se utilizau diferite decorațiuni policrome variate, cum ar fi azulejo, gresia porțelanată, încrustații, clopote etc., cu o mare varietate de detalii. După fondarea Republicii Populare, arhitectura a intrat într-o nouă eră, clădirile modernizâdu-se, iar din 1980 arhitectura a început să se diversifice.

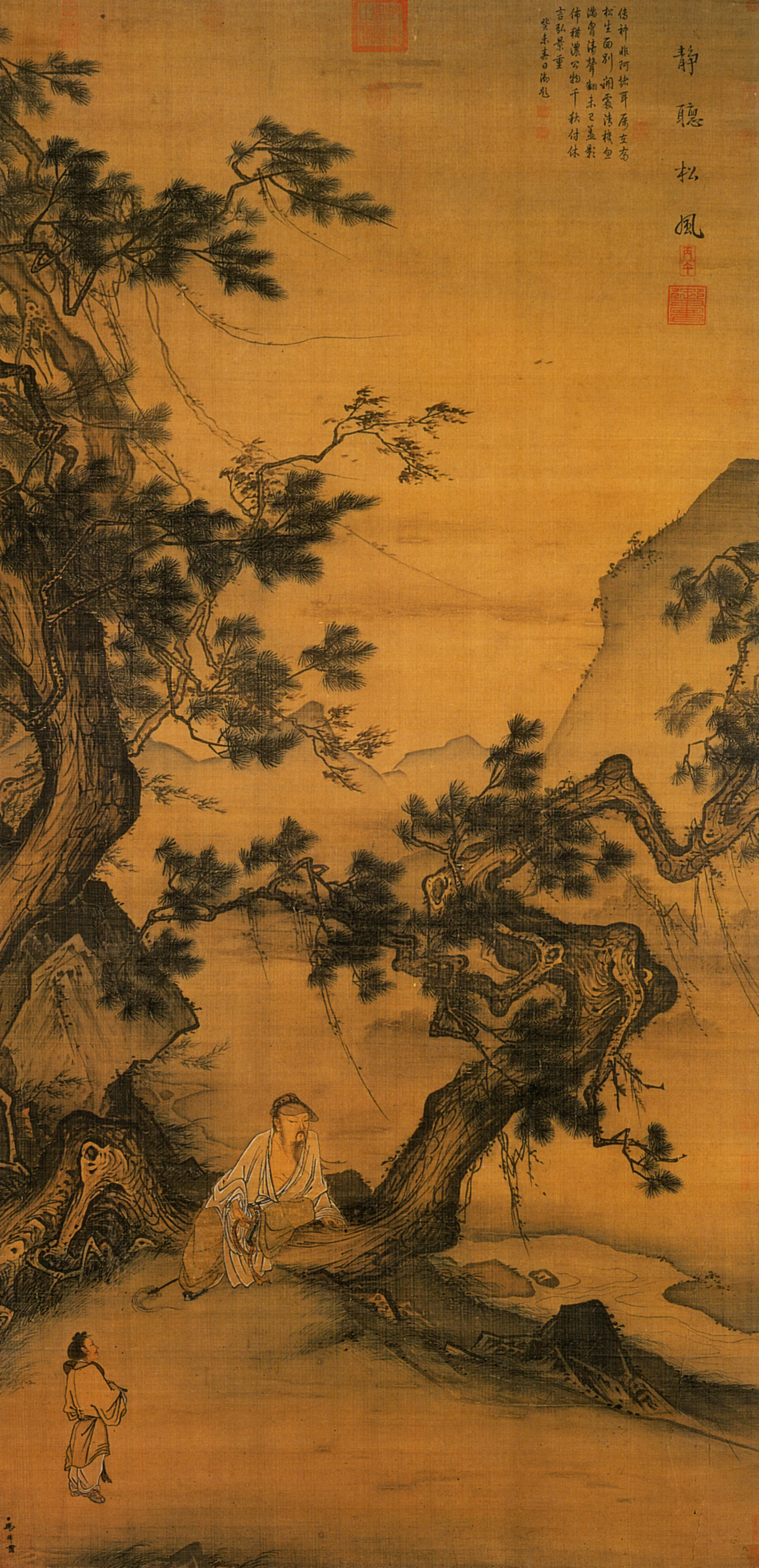
„Ascultând în liniște vântul printre pini” pictură de Ma Lin (secolul XIII). Cerneală pe mătase, 226 x 110 cm.

Pictura chineză datează de aproape 5000 de ani, de atunci când chinezii desenau ființe umane și animale, pe roci utilizând coloranți minerali și desenau pe diverse obiecte de ceramică. Apoi schițau desene și motive mistice pe bucăți de bronz, însă care nu s-au păstrat în cantități mari, datorită perioadei lungi de timp ce a trecut de la crearea lor. Fără îndoială, puținele desene care au fost găsite ne arată arta timpului acela, fiind picturi pe mătase, estimându-se faptul că au fost create acum aproximativ 2000 de ani.
Pictura timpurie chineză se baza pe mai multe tipuri de reprezentări, variind de la figuri umane la peisaje cu păsări și plante. Până în secolul al XVII-lea se introduseseră în China picturi provenite din Europa; acest tip de artă fiind numit „pictură occidentală” spre deosebire de arta națională care era numită „pictură tradițională chineză”. În Extremul Orient, pictarea peisajelor țării este curentul principal al artei picturale.
Cinematografia a ajuns în China, în 1896, dar prima producție din China s-a realizat în 1905, „Bătălia de la Dingjunshan”, o înregistrare a unei reprezentații a Operei Beijing. De-a lungul secolului al XX-lea, filmul chinez a trecut prin decenii de mărire și decădere, ca o reflectare a situației politice din țară. Odată cu liberalizarea din anii 1970, filmele din China au început să apară în străinătate, dar nu a fost decât până în 1997, când „Fabrica de Vis” (Jiafang Yifang 甲方乙方) a regizorului Feng Xiaogang, a devenit primul film chinez ce a obținut un succes comercial, fiind aclamat de către criticii occidentali.
Toate filmele, indiferent dacă sunt sau nu străine, trebuie să fie aprobate de către Consiliul de Stat, în scopul de a elimina anumite scene – de sex sau violență – și să sprijine filmul autohton. Datorită acestui lucru, șapte din zece cele mai de succes filme sunt producții naționale. Industria filmului continuă să crească, filmul „Pierdut în Thailanda” (2012) (Chineză: 人再囧途之泰囧; pinyin: rén zài jiǒng tú zhī tài jiŏng) a fost primul film ce a avut încasări de mai mult de un miliard de yuani (200 milioane de dolari).

### Gastronomie

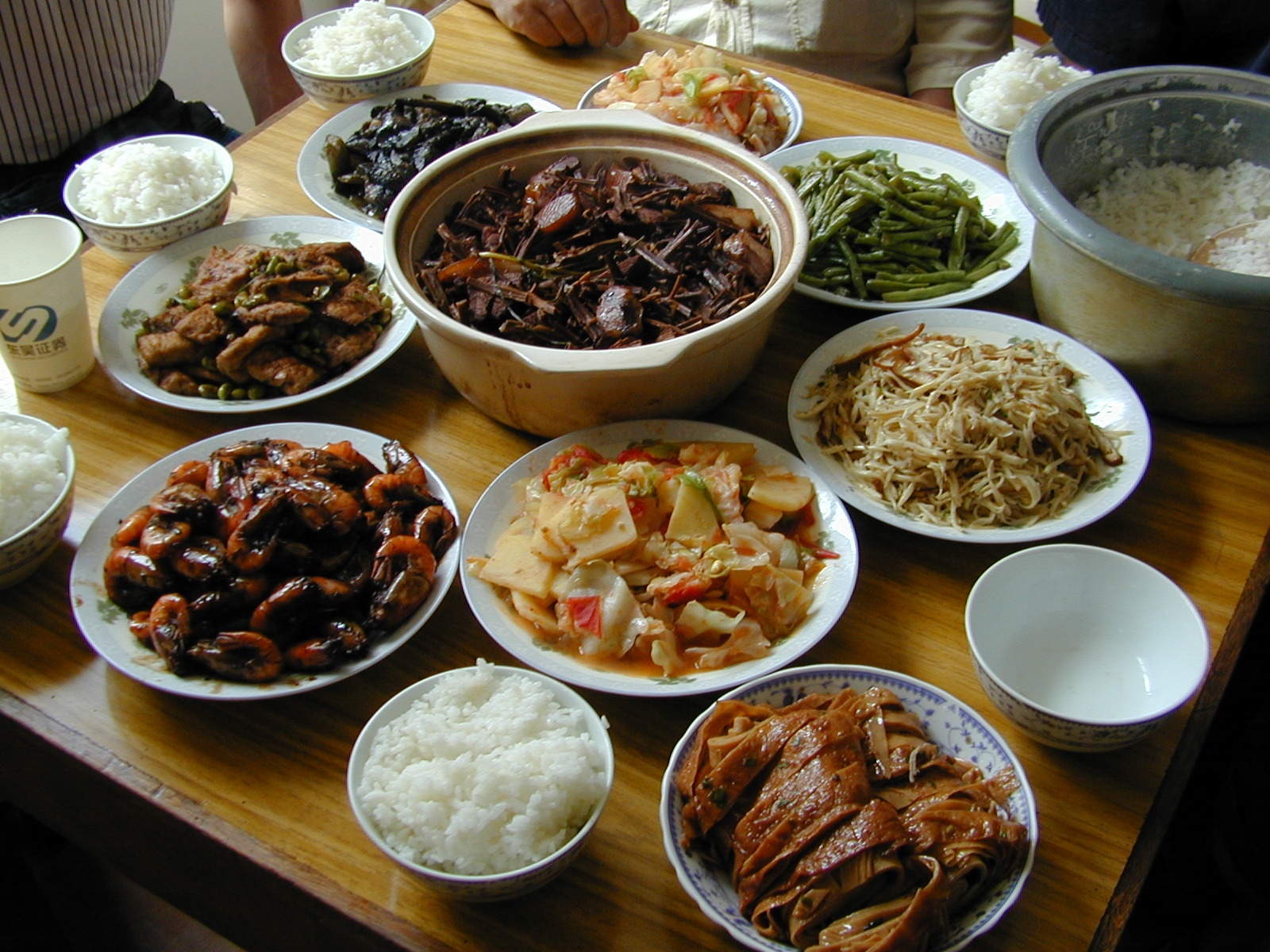
Un set de feluri de mâncare din bucătăria chineză, din Suzhou: boluri cu orez, creveți, vinete cu tofu fermentat, legume prajite iar în centru o friptură de rață cu muguri de bambus

Bucătăria chineză este extrem de diversă și s-a dezvoltat de-a lungul a câtorva milenii de istorie culinară. Împărații din China antică erau cunoscuți pentru faptul că aveau mai multe camere, în care luau masa, în palatele lor, fiecare cameră era atribuită, împărțită, la mai multe departamente, iar fiecare departament era responsabil pentru un anumit fel de mâncare. Alimentul de bază al chinezilor este orezul. Carnea de porc reprezintă carnea cea mai consumată în țară, reprezentând mai mult de trei sferturi din consumul intern de carne. Condimentele, mirodeniile, joacă un rol central în bucătăria chinezească. Bucătăria chineză a dus la numeroase stiluri de gătit, cum ar fi Bucătărie din Hong Kong sau Mâncarea chinezo-americană.
Principalele ingrediente folosite în dieta culinară chineză sunt păsările de curte, carnea (de vită, porc sau miel), legumele, fructele și soia. Printre condimentele cele mai utilizate sunt prazul, ghimbirul, usturoiul, alunele și uleiurile de alune sau susan, slănina, oțetul, vinul galben (huangjiu), bulionul de pui sau porc și tahini (pastă de susan).
China este considerată țara de origine a ceaiului, aici s-au dezvoltat, din antichitate, vechile metode de cultivare și elaborare a acestui produs. În contrast cu Occidentul, principalele ustensile sunt bețisoarele; asiaticii au învățat să le folosească, deoarece bucățile de alimente erau foarte mici și nu puteau fi străpunse cu o furculiță. Printre cele mai populare feluri de mâncare din bucătăria țării sunt: carne de porc cu ananas, salată de fasole de soia, pui cu chili picant, ouă prăjite cu ciuperci negre sau friptură de porc cu salată de usturoi.
Consumul cărnii de câine sau pisică se reduce treptat în timp, chinezii - în special, tinerii - percepând aceste animale ca un prieten, animal de companie. Au fost interzise multe festivaluri dedicate consumului acestei cărni de către autorități, în urma protestelor și a petițiilor făcute de populație pentru protejarea animalelor, în special pe rețelele de socializare chineze (se estimează ca aproximativ 600 de milioane de chinezi au acces la internet). Această tradiție controversată dispare. Organizațiile de protecție a animalelor devin mai active. Recent, potrivit ziarului italian „Corriere della Sera”, s-a făcut un sondaj de opinie care a arătat faptul că 87% dintre chinezi nu sunt de acord cu sacrificarea cânilor și a pisicilor. Această practică se mai păstrează doar în zonele rurale. HSI a estimat că între 10 și 20 de milioane de câini sunt sacrificați în China pentru carnea lor, în timp ce grupul de protecție a animalelor Animals Asia estimează că aproximativ 4 milioane de pisici sunt sacrificate anual în China.

### Literatură

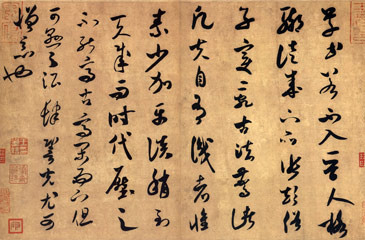
Un poem de Mi Fu, din epoca Dinastiei song.

Literatura chineză a început ca o modalitate de a păstra înregistrările și divinațiile oraculare de pe oase. Vasta colecție de scrieri care s-au păstrat de la Dinastia Zhou demonstrează cât de avansați și cultivați erau oamenii acelor timpuri. De fapt, epoca dinastiei Zhou este adesea văzută ca un moment important al dezvoltării culturale chineze. Cele „Cinci Puncte Cardinale” sunt fundamentul la aproape toate studiile majore. Conceptele acoperite de textele clasice chineze prezintă o gamă largă de teme, inclusiv poezia, astrologia, astronomia, calendarul, constelațiile, printre altele. În plus, multe concepte chineze, cum ar fi cele de Yin și Yang sau Qi și „cei patru stâlpi ai destinului, în raport cu cerul și pământul” au fost teoretizate în aceste perioade dinastice. Unele dintre cele mai importante scrieri vechi sunt Yi-Jing și Shujing (Textul clasic despre istorie) din cadrul celor Patru Cărți și a celor Cinci Texte Clasice.
Dinastia Song a fost, de asemenea, o perioadă a importantei literaturi științifice și a văzut crearea de lucrări, cum ar fi „Xin Yixiang Fayao” de Su Song și „Mengxi Bitan” Shen Kuo. Au fost editate, de asemenea, mai multe lucrări de istoriografie și enciclopedii de mari dimensiuni, cum ar fi „Zizhi Tongjian” de Sima Guang (1084) și „Cele Patru Mari Cărți ale Songului” compilate și editate în secolul al XI-lea. Mai mulți notabili cărturari confucianiști sau taoiști și erudiți din toate clasele sociale au adus contribuții semnificative la documentarea istoriei autorilor conceptelor sacre, vechi de sute de ani.
Multe dintre personalitățile literaturii chineze au făcut parte din guvernul imperial sau aveau dregătorii importante, care acționau în cunoștință de cauză, iar uneori propuneau sau efectuau noi moduri de guvernare. În secolul al XVII-lea autorii chinezi editaseră mai multe texte scrise decât în toată lumea. Multe romane, cum ar fi „Cele Patru Mari Romane Clasice”, au generat nenumărate povești fictive. La sfârșitul dinastiei Qing, cultura chineză s-a angajat într-o nouă eră, când caligrafia a fost la dispoziția cetățenilor obișnuiți. Hu Shih și Lu Xun au fost pionierii literaturii moderne. În anul 2000, Gao Xingjian a câștigat Premiul Nobel pentru literatură pentru romanele sale, precum Muntele Sufletului, care a fost tradus în diferite limbi.

### Muzică și dans
Muzica tradițională chineză poate fi împărțită în două ramuri principale: muzică clasică și muzică populară. Până la sfârșitul dinastiei Qing, muzica clasică era un lux al clasei sociale superioare, iar oamenii obișnuiți nu erau prea atașați de acest stil de muzică. În general, muzica clasică este instrumentală, folosindu-se un singur instrument, sau ansambluri de mici instrumente, inclusiv instrumente cu coarde, flaute, precum și diverse chimvale, gonguri și tobe. Flautul din bambus și Gu Qin (古琴) sunt printre cele mai vechi instrumente folosite în China. Tradițional, instrumentele chineze sunt împărțite în opt grupe sau Bayin (八音), în funcție de materialul din care sunt făcute. Categoriile sunt: mătase, bambus, lemn, piatră, metal, ceramică, dovleac uscat și piele de animal. Termenul „guoyue”, sau muzica națională, a devenit popular în secolul al XX-lea și a fost folosit pentru a îngloba toată muzica scrisă pentru instrumentele chinezești, ca răspuns la mișcările naționaliste.

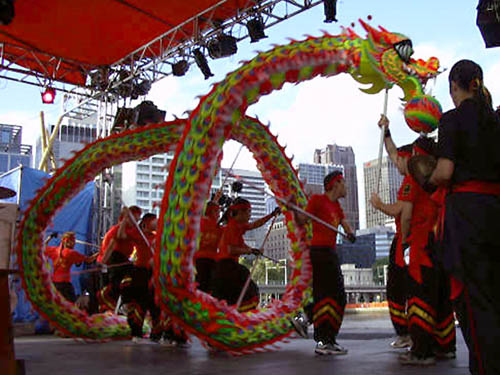
Dansul Dragonului.

Fiecare etnie din China are propriile sale tradiții în ceea ce privește muzica populară. În comparație cu stilul clasic, tradițiile folclorice, populare, au un acompaniament vocal și pot include ansambluri mai mari. În fapt, tradițiile folclorice s-au amestecat cu stilurile occidentale, în secolele XXI și XX, pentru a face loc unor noi genuri și unei noi etape ale muzicii chineze. Unele dintre genurile care au rezultat din această fuziune sunt C-Pop (Mandopop, Cantopop), rock și rap chinezesc etc. Cu toate acestea, spre deosebire de vecinii săi, China nu este considerată o piață importantă pentru producția și consumul de muzică pop.
Dansul chinezesc este o artă cu mai multe stiluri și genuri tradiționale și moderne. Acesta poate varia de la dans folcloric, reprezentări de operă și spectacole de balet și poate fi utilizat în cadrul sărbătorilor publice, ritualurilor și ceremoniilor. Dansul a fost una dintre primele forme de artă dezvoltate în China antică, iar unele stiluri își au originea în timpul dinastiei Zhou. La fel precum în muzică, fiecare grup etnic are propriile sale tradiții de dansuri folclorice. Unele dintre cele mai cunoscute dansuri din China, la nivel internațional, sunt Dansul Dragonului și Dansul Leului.

### Media

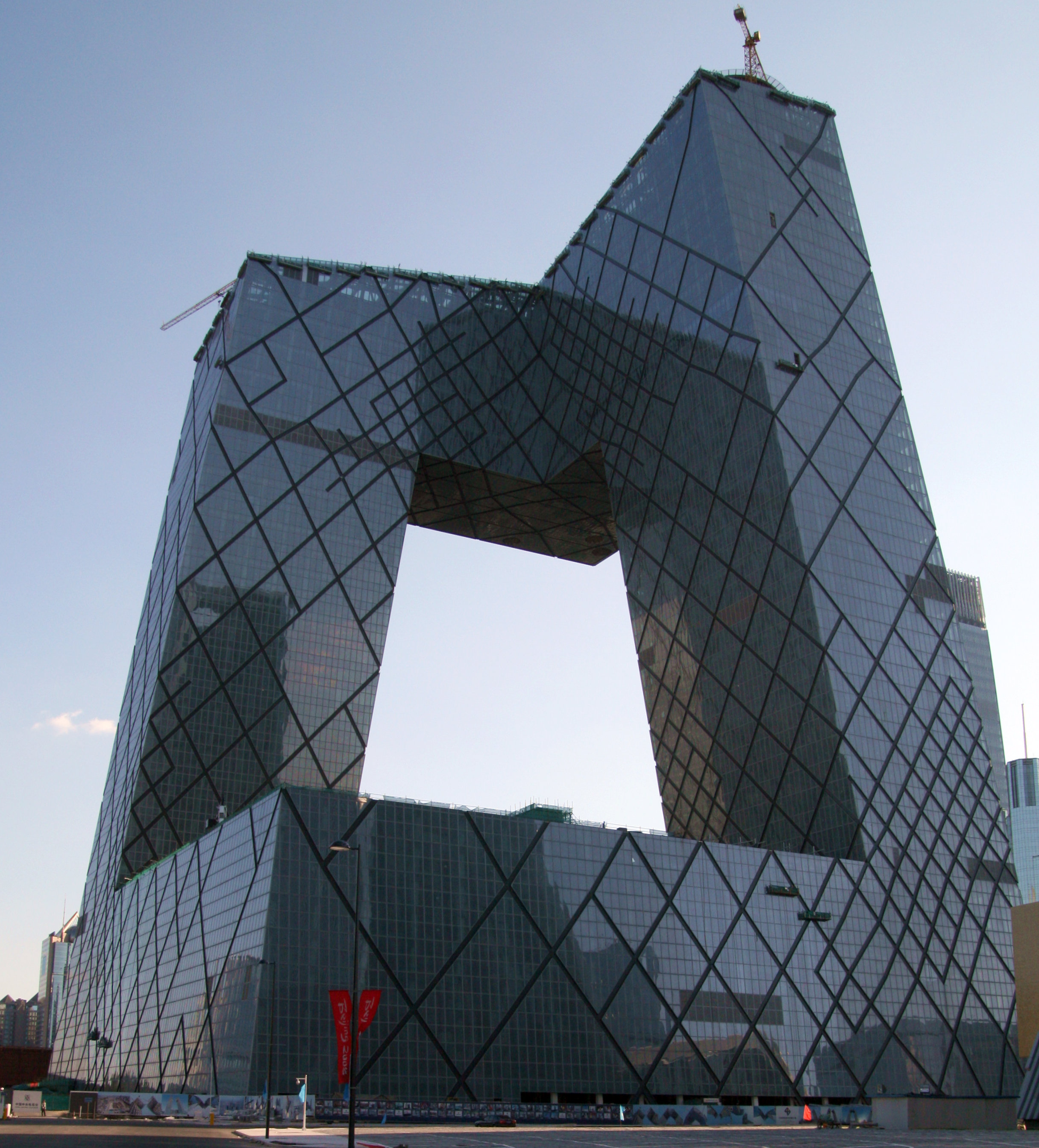
Sediul central CCTV din Beijing.

De la formarea Republicii Populare Chineze și până la sfârșitul anilor 1980, aproape toată mass-media era administrată de către stat. Brandurile private au început să apară odată cu reformele economice, dar acestea încă reprezintă doar o mică parte din piața media. Companiile controlate de către guvern-Xinhua, CCTV și Cotidianul Poporului – acaparează mare parte din publicul de radio, ziar și televiziune. De fapt, primele două surse media dețin un monopol pe știrile internaționale. CCTV este unul dintre cele mai mari branduri de televiziune din lume, operând 45 de canale TV și are o audiență de peste un miliard de telespectatori.
Conținutul oferit de radio și televiziune este format din știri, documentare, telenovele și desene animate; cele mai multe sunt producții interne, iar programele străine sunt difuzate la orare și pe canale specifice. Toate mediile de comunicații trebuie să transmită, între grupajele, spațiile comerciale, propaganda guvernului chinez. Chinezii au împrumutat de la japonezi Anime-urile și Manga și au creat variantele chinezești ale acestora numite Manhua Anime, respectiv Manhua.
Administrația de Stat a Presei; Publicațiile, Radioul, Cinematografia și Televiziunea RPC; și Administrația Generală de Presă și Publicații sunt agenții reglementate de către stat, responsabile cu monitorizarea transmisiilor mediilor de comunicație, cenzurarea conținutului considerat inadecvat și de aprobare sau dezaprobare a difuzării producțiilor străine în țară. Unele dintre subiectele interzise în mass-media din China sunt: conflictele din Tibet și Xinjiang, proteste și demonstrații publice împotriva sistemului, disidenții și orice conținut care conține violență explicită, pornografie și critică adusă administrației chineze.
Filmele, serialele și emisiunile de divertisment chinezești sunt verificate pentru a respecta normele impuse de guvern.  Multe filme/seriale străine (în special cele americane) au fost cenzurate sau chiar interzise în China din cauza conținutului pornografic sau a scenelor de violență extremă; numărul acestora s-a redus la 30% începând cu 2015.
Încă de la pătrunderea sa în țară, conținutul de pe Internet a fost, de asemenea, examinat de către agențiile guvernamentale. Unele dintre cele mai populare site-uri de Internet, din Occident, cum ar fi Facebook, Google, Dailymotion, Instagram, Twitter și YouTube, nu sunt disponibile, iar altele sunt accesibile doar dacă sunt – precum Flipboard sau Bing – într-o asociere obligatorie cu branduri similare chineze, cum ar fi Renren sau Baidu.
Guvernul chinez justifică cenzura, susținând că sunt interzise numai materialele care „pun în pericol unitatea națională, suveranitatea, integritatea teritorială, securitatea și onoarea”.

### Sărbători
Guvernul chinez recunoaște, în mod oficial, șapte sărbători obligatorii pentru întreaga populație și alte patru, aplicabile numai anumitor sectoare. Pentru aceasta, folosește calendarul gregorian și calendarul lunar chinezesc. În fiecare an, cu câteva zile înainte de 1 ianuarie, Consiliul de Stat publică calendarul sărbătorilor. Din 2011, sărbătorile sunt aranjate astfel încât zilele să fie legate de week-end-uri, pentru a avea festivități care să dureze trei zile: sâmbătă, duminică și luni sau vineri.
| Data                                      | Sărbătoarea                      | Numele chinezesc (pinyin)     | Observații                                                                                |
| ----------------------------------------- | -------------------------------- | ----------------------------- | ----------------------------------------------------------------------------------------- |
| 1 ianuarie                                | Anul Nou                         | 元旦 (Yuándàn)                | Începutul calendarului gregorian                                                          |
| Prima zi a primei luni lunare             | Sărbătoarea Primăverii           | 春节 (Chūnjié)                | Anul nou chinezesc. Începutul Calendarului lunar chinezesc. Durata sărbătorii: trei zile. |
| 8 martie                                  | Ziua Internațională a Femeii     | 国际妇女节 (Guójì fùnǚ jié)   | În această zi femeile lucrează doar jumătate de zi.                                       |
| a V-a perioadă climatică                  | Sărbătoarea Qingming             | 清明节 (Qīngmíng jié)         | Sărbătoare în memoria morților.                                                           |
| 1 mai                                     | Ziua Muncii                      | 劳动节 (Láodòng jié)          | Celebrarea locală a Zilei Internaționale a Muncii.                                        |
| 4 mai                                     | Ziua Tineretului                 | 青年节 (Qīngnián jié)         | În această zi tinerii între 14 și 28 de ani muncesc doar jumătate de zi.                  |
| 1 iunie                                   | Ziua Copilului                   | 六一儿童节 (Liùyī értóng jié) | În această zi copii sub 14 ani nu merg la cursurile școlare.                              |
| A V-a zi a celei de-a V-a lună lunară     | Sărbătoarea Duanwu               | 端午节 (Duānwǔ jié)           | Sărbătoarea Bărcii-Dragon; celebrarea solstițiului de vară.                               |
| 1 august                                  | Ziua armatei                     | 建军节 (Jiàn jūn jié)         | În această zi personalul militar trudește doar jumătate de zi.                            |
| A XV-a zi a celei de-a VIII-a lună lunară | Sărbătoarea din Mijlocul Toamnei | 中秋节 (Zhōngqiū jié)         | Festivalul recoltei.                                                                      |
| 1 octombrie                               | Ziua națională                   | 国庆节 (Guóqìng jié)          | Aniversarea fondării RPC.                                                                 |

## Sport

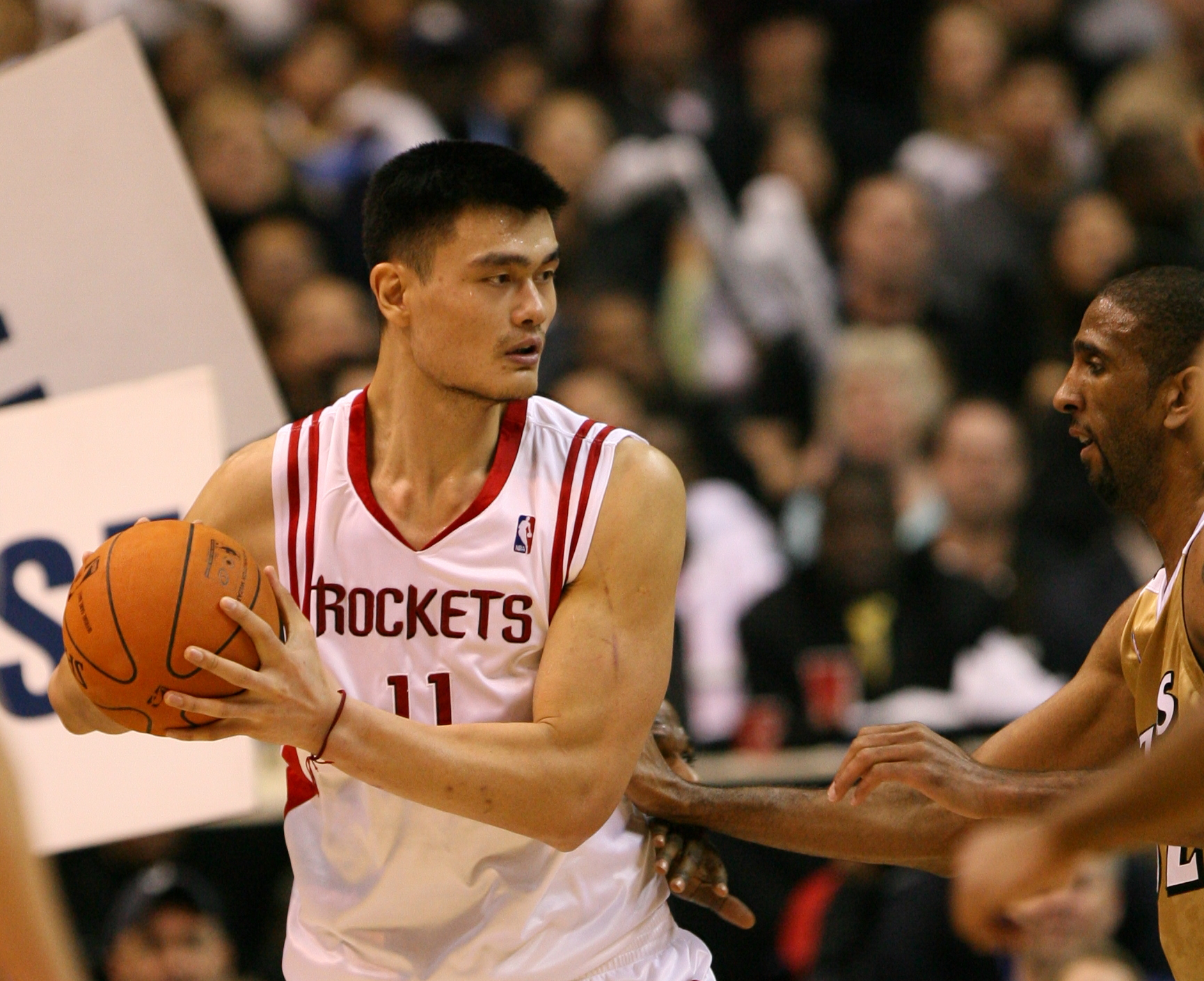
Yao Ming este unul dintre cei mai performanți baschetbaliști chinezi.

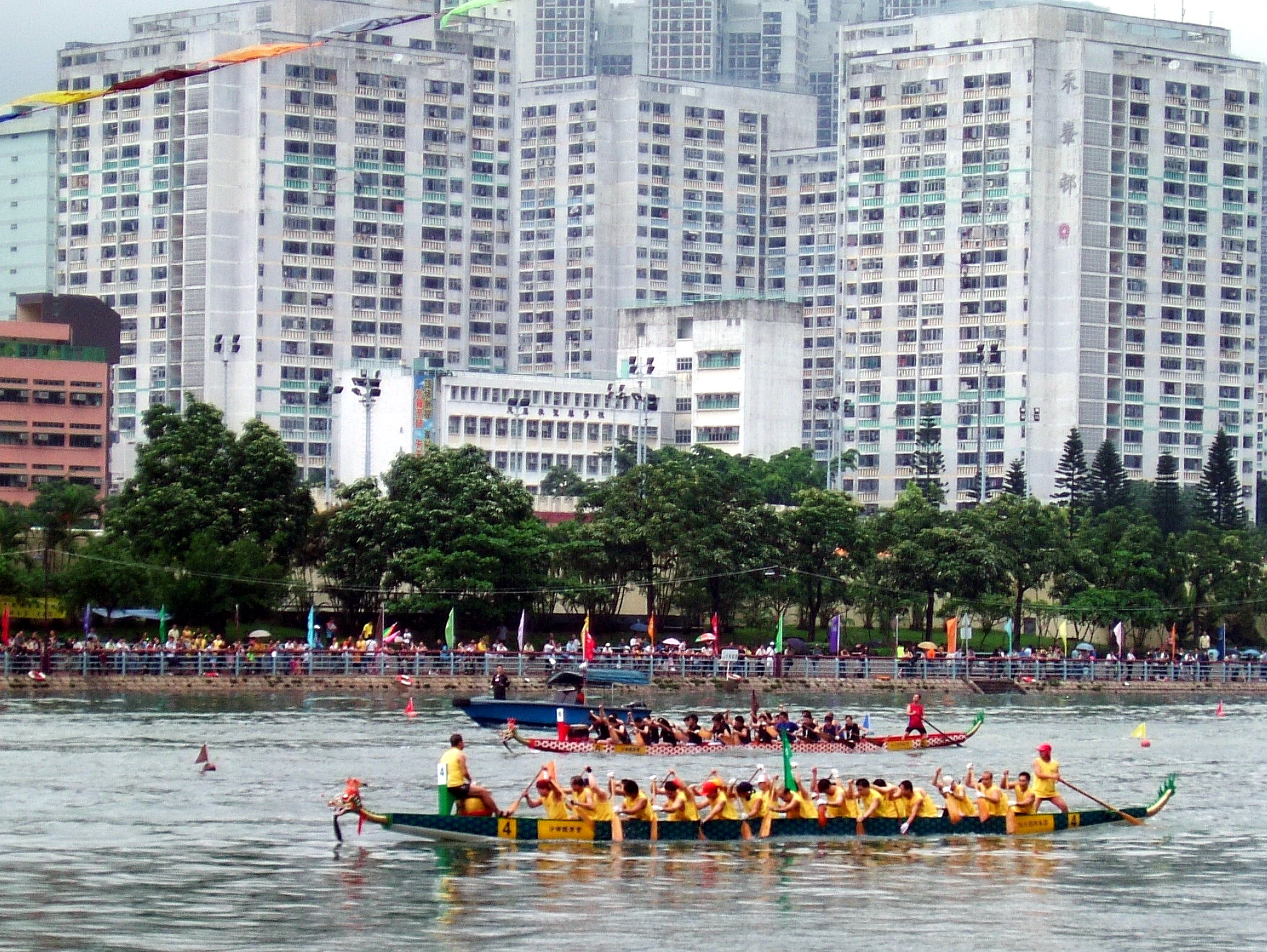
Curse cu barca-dragon, un popular sport tradițional chinez

China are una dintre cele mai vechi culturi sportive din lume. Există dovezi că în timpul dinastiei Han se juca un tip de fotbal numit cuju. Unele dintre cele mai populare sporturi din țară sunt artele martiale, baschetul, fotbalul, tenisul de masă, badmintonul, înotul și snookerul. Jocuri de strategie, cum ar fi go (cunoscut sub numele de Weiqi în China), Xiangqi, sau, mai recent, șahul, sunt jucate la un nivel profesionist.
Îngrijirea fizică este foarte accentuată în cultura chineză, mulți oameni făcând exerciții de dimineață, cum ar fi Tai Chi și Qigong, iar sălile de sport și cluburile sportive încep să câștige popularitate în țară. Tinerii, practică, de asemenea, fotbal și baschet, în special în zonele spațiilor verzi urbane și în limitatele spații deschise. NBA-ul are un număr considerabil de fani în rândul tinerilor din China, unii jucători naționali, cum ar fi Yao Ming și Jeremy Lin au jucat în NBA. China este casa la un număr mare de bicicliști, în 2012, au existat peste 470 de milioane de biciclete în țară. Sunt, de asemenea, mai multe discipline tradiționale sportive, foarte populare, cum ar fi curse cu barca dragon, luptele mongole sau cursele de cai.
China a participat la Jocurile Olimpice din 1932, dar a început să participe sub numele de Republica Populară Chineză în 1952. A găzduit Jocurile Olimpice din 2008 de la Beijing, sportivii săi câștigând 51 de medalii de aur, numărul de medalii de aur cel mai mare, obținut vreodată. China a câștigat, de asemenea, cele mai multe medalii la Jocurile Paralimpice de la Londra din 2012, 231 în total, dintre care 95 de aur.